# Liste der Biografien/Becke
Liste der Biografien |
Portal Biografien |
Personensuche
# |
A |
B |
C |
D |
E |
F |
G |
H |
I |
J |
K |
L |
M |
N |
O |
P |
Q |
R |
S |
T |
U |
V |
W |
X |
Y |
Z |
?
 
Ba |
Be |
Bd |
Bg |
Bh |
Bi |
Bj |
Bl |
Bm |
Bn |
Bo |
Br |
Bs |
Bu |
Bw |
By |
Bz
 
Bea–Beb |
Bec |
Bed |
Bee |
Bef |
Beg |
Beh |
Bei |
Bej |
Bek |
Bel |
Bem |
Ben |
Beo |
Bep |
Beq |
Ber |
Bes |
Bet |
Beu |
Bev |
Bew |
Bex |
Bey |
Bez
 
Beca |
Becc |
Bece |
Bech |
Beci |
Beck |
Becl |
Becm |
Becn |
Beco |
Becq |
Becr |
Becs |
Bect |
Becu |
Becv |
Becz
 
Becka |
Beckb |
Becke |
Beckf |
Beckh |
Becki |
Beckj |
Beckl |
Beckm |
Beckn |
Becko |
Beckr |
Becks |
Becku |
Beckw |
Beckx |
Becky
Die Liste der Biografien führt alle Personen auf, die in der deutschsprachigen Wikipedia einen Artikel haben. Dieses ist eine Teilliste mit 999 Einträgen von Personen, deren Namen mit den Buchstaben „Becke“ beginnt.

## Becke
- Becké, Albert (1842–1920), deutscher Architekt und Eisenbahndirektor
- Becke, Axel (* 1953), deutscher Chemiker und Professor für Chemie
- Becke, Bill von der (1907–1979), britischer Autorennfahrer
- Becke, Carlos (* 1994), deutscher Tennisspieler
- Becke, Daniel (* 1978), deutscher RadrennfahrerDaniel Becke (* 1978)

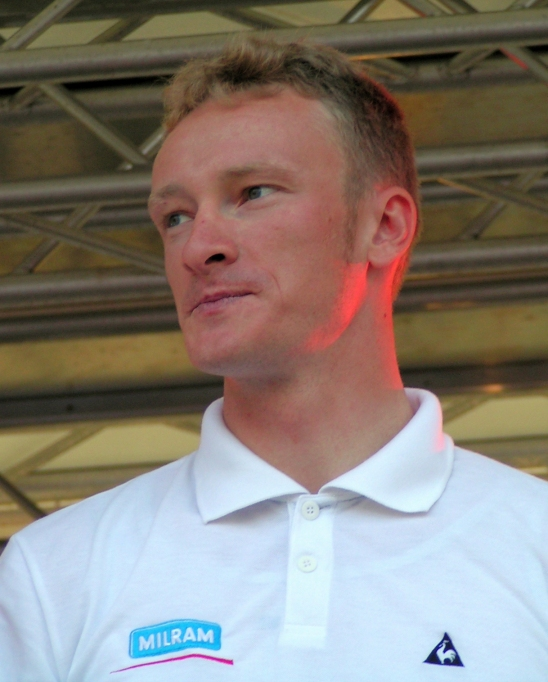
Daniel Becke (* 1978)

- Becke, Franz Karl (1818–1870), österreichischer Finanzminister
- Becke, Friedrich (1855–1931), österreichischer Mineraloge und Petrograph
- Becke, Friedrich Gottlieb von der (1793–1868), deutscher Unternehmer
- Becke, Friedrich von der (1817–1888), preußischer Generalleutnant und Inspekteur der 3. Feldartillerie-Inspektion
- Becke, George Lewis (1855–1913), australischer Schriftsteller mit englischen Wurzeln
- Becke, Hans-Joachim (1915–2000), deutscher Brigadegeneral des Heeres der Bundeswehr
- Becke, Heinrich von der (1913–1997), deutscher Sportfotograf
- Becke, Herbert (* 1950), deutscher Fotograf
- Becke, Johann Karl von der (1756–1830), deutscher Jurist und Landesminister
- Becke, Johannes (* 1982), deutscher Politikwissenschaftler
- Becke, Kerstin (* 1974), deutsche Schauspielerin
- Becke, Shirley (1917–2011), britische Polizeibeamtin
- Becké, Waldemar (1878–1947), deutscher Politiker, Stadtdirektor und Oberbürgermeister von Bremerhaven
- Becke-Goehring, Margot (1914–2009), deutsche Chemikerin
- Becke-Klüchtzner, Edmund von der (1832–1912), deutscher Genealoge und sächsischer Offizier
- Becke-Rausch, Maria (* 1923), deutsche Bildhauerin

### Becked
- Beckedahl, Markus (* 1976), deutscher netzpolitischer Aktivist und JournalistMarkus Beckedahl (* 1976)

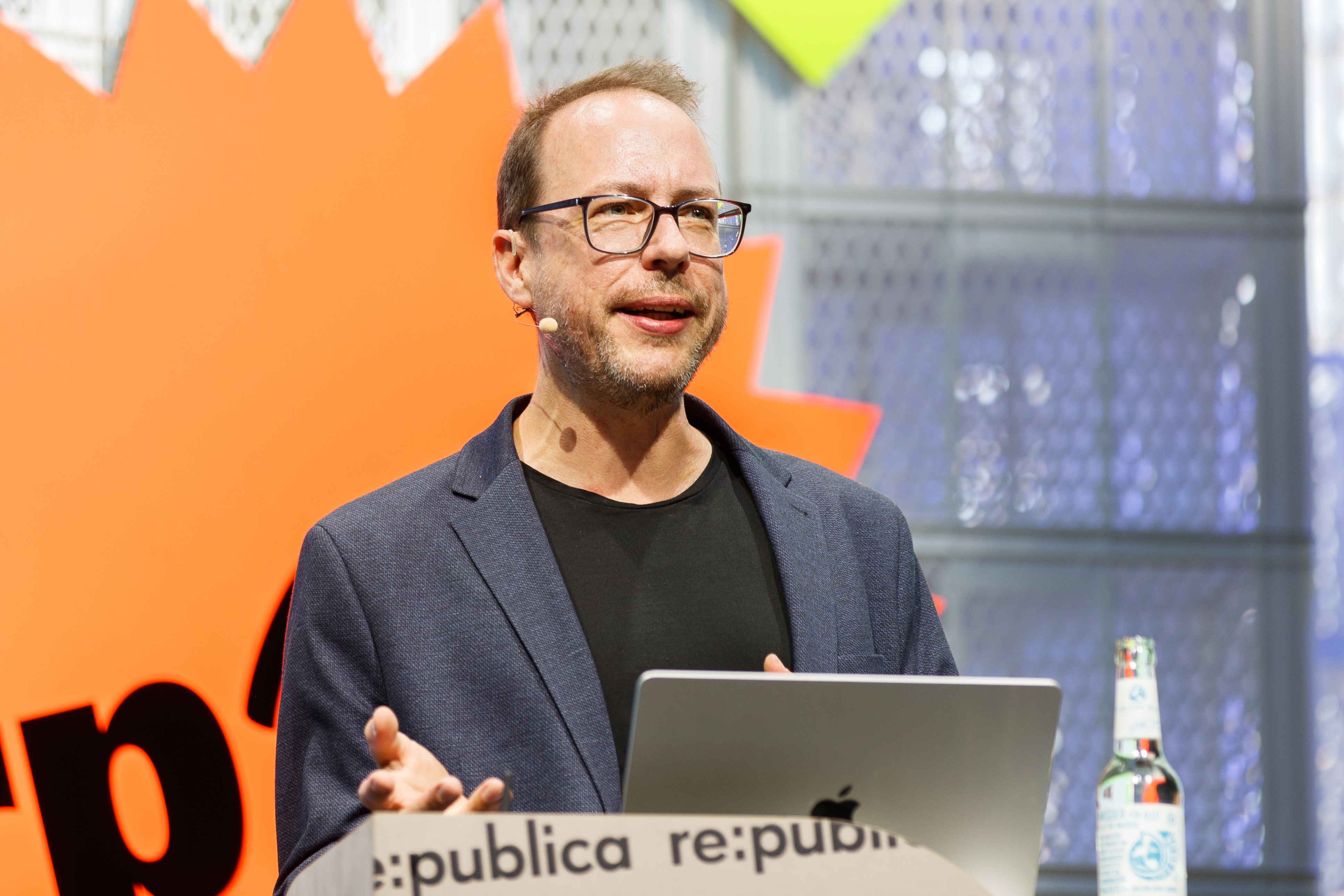
Markus Beckedahl (* 1976)

- Beckedahl, Sven (* 1970), deutscher Handballspieler und Sportjournalist
- Beckedorf, Rainer (* 1960), deutscher Verwaltungsjurist und politischer Beamter
- Beckedorff, Erich von (1855–1936), preußischer Generalleutnant
- Beckedorff, Friedrich von (1818–1893), preußischer General
- Beckedorff, Ludolph von (1778–1858), preußischer konservativer Publizist, Pädagoge, Ministerialbeamter und Gutsbesitzer

### Beckeh
- Beckehoff, Frank (* 1954), deutscher Kommunalpolitiker (CDU), Landrat des Kreises Olpe

### Beckel
- Beckel, Albrecht (1925–1993), deutscher Jurist und Politiker (CDU), MdL
- Beckel, Balthasar (1726–1809), Schweizer Bildhauer
- Beckel, Graham (* 1949), US-amerikanischer Schauspieler
- Beckel, Guntram (1930–2019), deutscher Klassischer Archäologe
- Beckel, Lothar (* 1934), Kartograf und Unternehmer
- Beckel, Nadine (* 1977), deutsche Leichtathletin (Kugelstoßen)
- Beckel, Robert (1948–2022), US-amerikanischer politischer Kommentator, Funktionär und Fernsehmoderator
- Beckeles, Brayan (* 1985), honduranischer Fußballspieler
- Beckelmann, Jürgen (1933–2007), deutscher Journalist und Schriftsteller

### Beckem
- Beckemeyer, Laurenz (* 2000), deutscher Fußballspieler
- Beckemeyer, Werner (* 1959), deutscher Schachspieler
- Beckemper, Katharina (* 1970), deutsche Rechtswissenschaftlerin

### Becken
- Becken, Dieter (* 1949), deutscher Bauunternehmer
- Becken, Pierre (* 1987), deutscher Fußballspieler und Fußballtrainer
- Beckenbach, Edwin F. (1906–1982), US-amerikanischer Mathematiker
- Beckenbach, Frank (* 1950), deutscher Wirtschaftswissenschaftler
- Beckenbach, Johann (1897–1992), deutscher Unternehmer, Winzer und Politiker (SPD), MdL
- Beckenbauer, Alfons (1908–1974), deutscher Fußballspieler
- Beckenbauer, Alfons (1922–1998), deutscher Historiker
- Beckenbauer, Franz (1945–2024), deutscher Fußballspieler, -trainer und -funktionärFranz Beckenbauer (1945–2024)

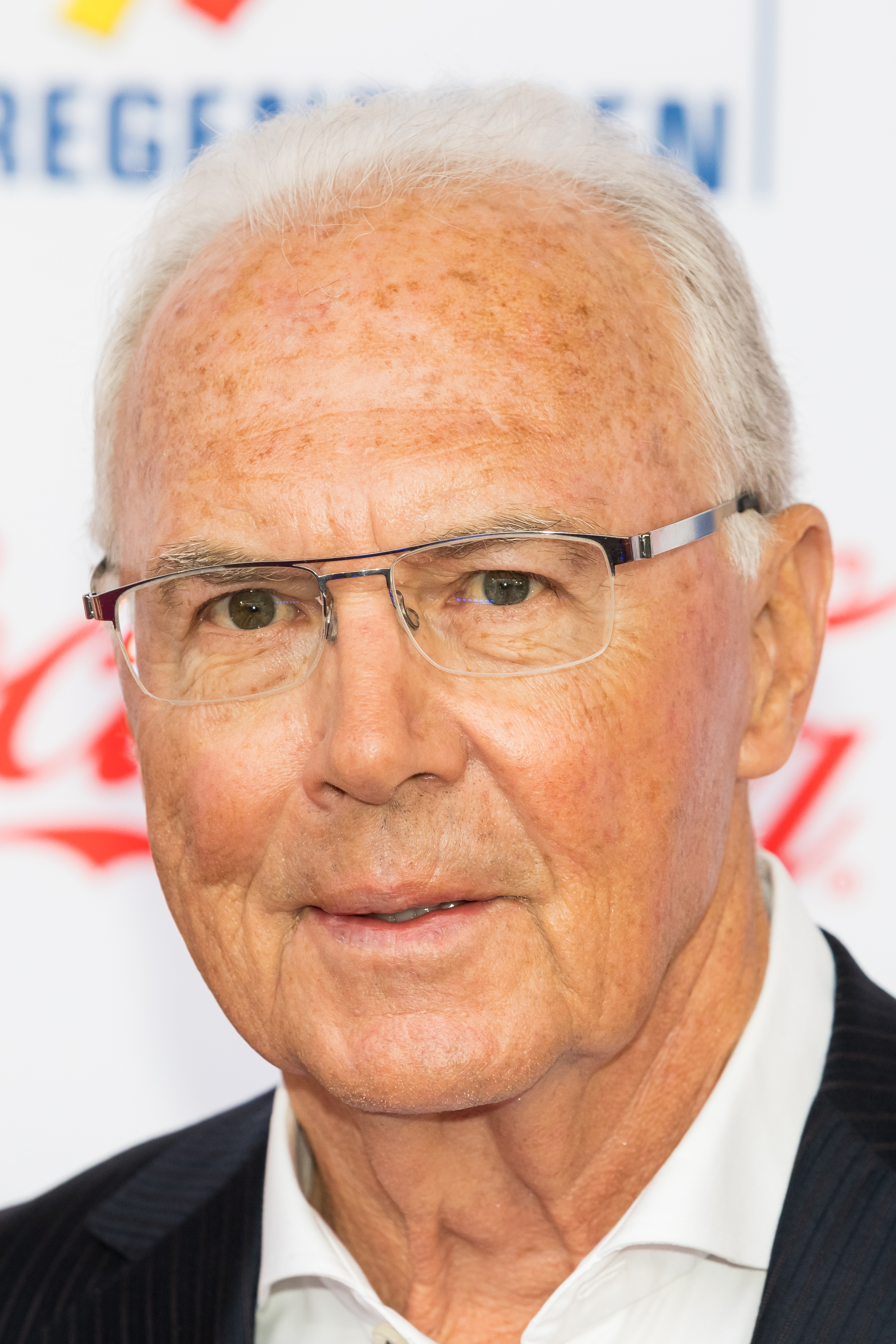
Franz Beckenbauer (1945–2024)

- Beckenbauer, Stephan (1968–2015), deutscher Fußballspieler und -trainer
- Beckendorff, Wilhelm Karl Reinhold von (1769–1845), preußischer Generalmajor, 2. Kommandant von Magdeburg
- Beckenkamp, Benedikt (1747–1828), deutscher Maler
- Beckenkamp, Jakob (1855–1931), deutscher Mineraloge
- Beckenkamp, Martin (* 1959), deutscher Psychologe und Hochschullehrer
- Beckenschlager, Johann († 1489), katholischer Geistlicher; Erzbischof von Gran; Erzbischof von Salzburg
- Beckenstein, Jay (* 1951), US-amerikanischer Jazzmusiker
- Beckenstein, Johann Simon (1684–1742), deutscher Heraldiker und Rechtswissenschaftler

### Becker

#### Becker B
- Becker Becker, Erik (* 1943), venezolanischer Diplomat

#### Becker M
- Becker Mazur, Miriam (1909–2000), US-amerikanische Mathematikerin und Hochschullehrerin

#### Becker V
- Becker von Sothen, Hanns-Christoph (1916–1980), deutscher Botschafter in Paraguay

#### Becker, A – Becker, Z

##### Becker, A
- Becker, Aaron (* 1974), US-amerikanischer Autor und Illustrator von Kinderbüchern- und filmen.
- Becker, Achim (1931–2021), deutscher SED-Funktionär, Vorsitzender des Staatlichen Komitees für Rundfunk der DDR
- Becker, Adi (* 1969), deutscher Arrangeur, Dirigent und Jazzmusiker
- Becker, Adolf (1848–1922), deutscher Verwaltungsjurist, Bürgermeister von Rostock
- Becker, Adolf (1871–1947), deutscher Mediziner
- Becker, Adolf von (1831–1909), finnischer Maler und Kunstlehrer
- Becker, Adrian (* 1970), deutscher Sänger, Musicaldarsteller, Schauspieler, Tänzer und UnternehmerAdrian Becker (* 1970)

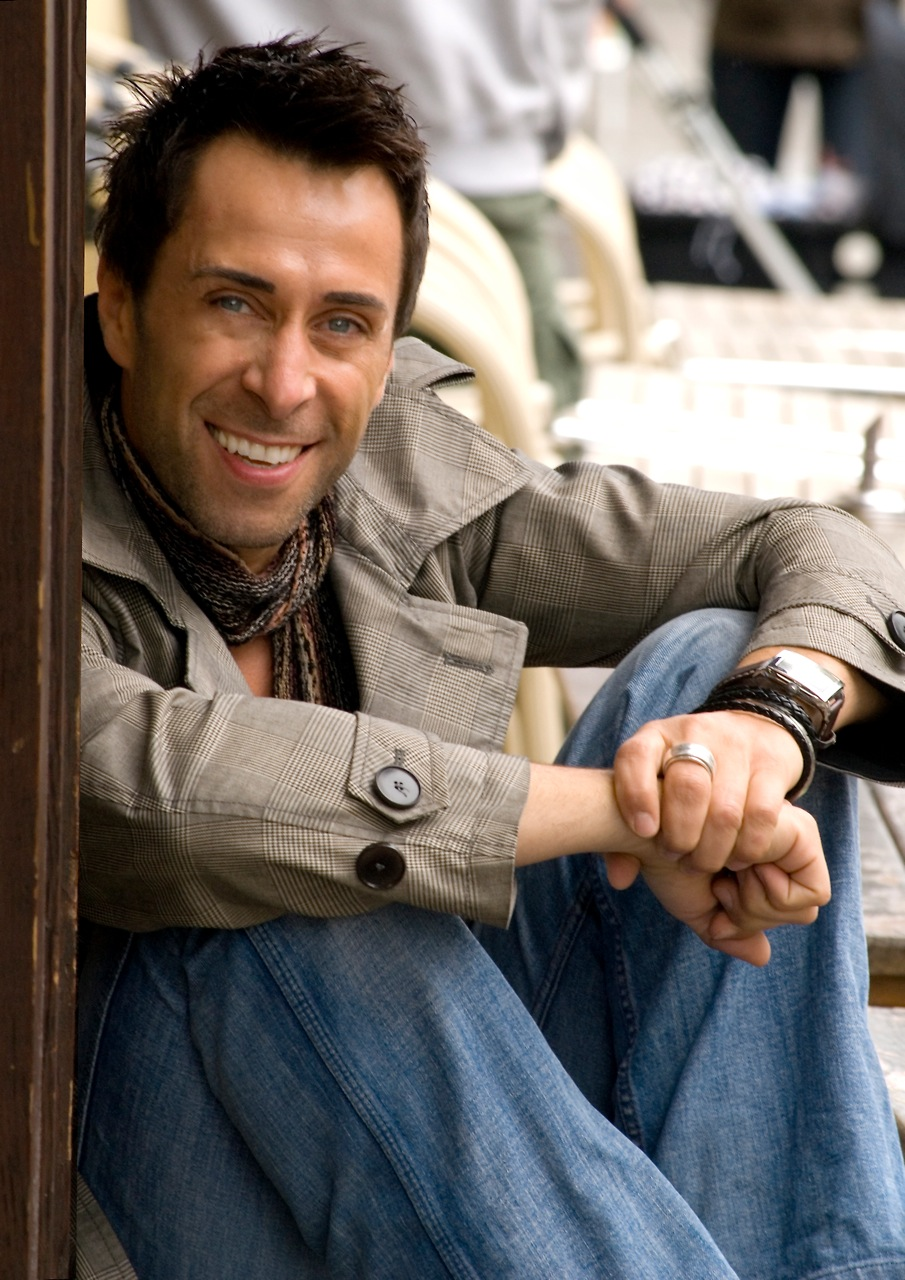
Adrian Becker (* 1970)

- Becker, Agnes (* 1980), deutsche Politikerin (ÖDP)
- Becker, Alan (* 1989), US-amerikanischer Online-Animator und Webvideoproduzent
- Becker, Alban (1922–1992), deutscher Arzt
- Becker, Albert (1830–1896), deutscher Genre-, Tier- und Landschaftsmaler
- Becker, Albert (1834–1899), deutscher Komponist der Romantik
- Becker, Albert (1879–1957), deutscher Historiker und Volkskundler
- Becker, Albert (1896–1984), österreichischer Schachspieler
- Becker, Albert-Carl (1904–2000), deutscher Sportler
- Becker, Albrecht (1840–1911), deutscher Architekt
- Becker, Albrecht (1906–2002), deutscher Szenenbildner
- Becker, Alexander (1818–1901), russlanddeutscher Entomologe und Botaniker
- Becker, Alexander (1828–1877), deutscher Kupferstecher
- Becker, Alexander (1857–1918), preußischer Sanitätsoffizier und Geheimer Medizinalrat
- Becker, Alexander (1878–1939), deutscher Unternehmer
- Becker, Alexander (* 1972), deutscher Musikwissenschaftler und Politiker (CDU), MdL
- Becker, Alexander (* 1991), deutscher Handballspieler
- Becker, Alexandra (1925–1990), deutsche Schauspielerin und Schriftstellerin
- Becker, Alexandra (* 1995), deutsche Politikerin (SPD), MdL
- Becker, Alfons (1922–2011), deutscher Historiker
- Becker, Alfred (1930–1995), deutscher Politiker (CDU), MdL
- Becker, Alison (* 1977), US-amerikanische Schauspielerin
- Becker, Alois (1910–1993), saarländischer Politiker (CDU)
- Becker, Aloys (1898–1982), deutscher Verwaltungsbeamter, Richter am Bundesdisziplinarhof, Leiter des Polizeiamtes Gelsenkirchen
- Becker, Alwy (* 1937), deutsche SchauspielerinAlwy Becker (* 1937)

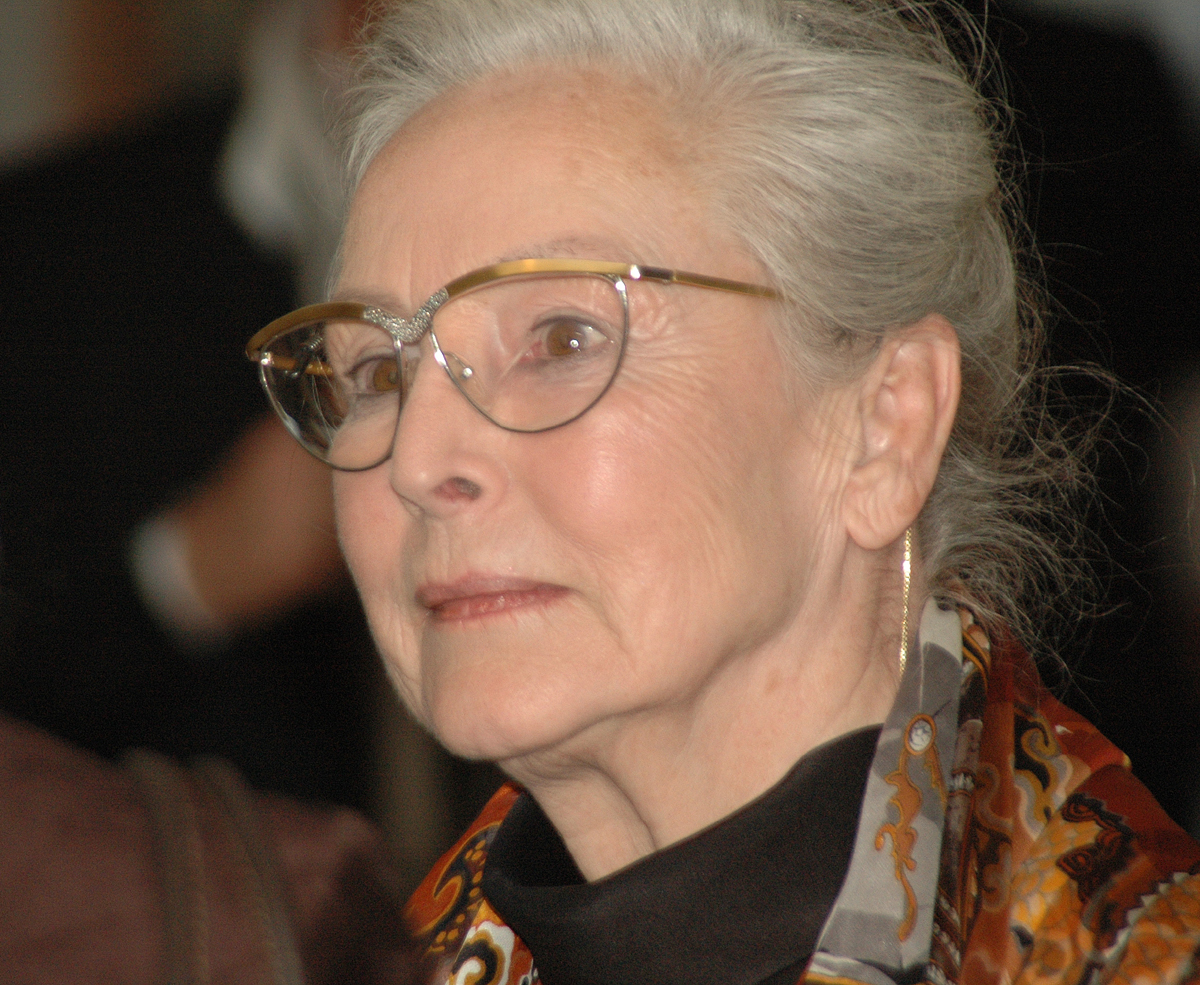
Alwy Becker (* 1937)

- Becker, André (* 1996), deutsch-brasilianischer Fußballspieler
- Becker, Andrea (* 1970), deutsche Verwaltungsjuristin und politische Beamtin
- Becker, Andreas (* 1965), deutscher Bodybuilder
- Becker, Andreas (* 1966), deutscher Politiker (SPD), MdL
- Becker, Andreas (* 1970), deutscher Hockeyspieler
- Becker, Andreas (* 1974), deutscher Bühnen- und Kostümbildner, Puppenspieler, Figurenbauer, Autor und Regisseur
- Becker, Anke (* 1967), deutsche Biologin und Hochschullehrerin
- Becker, Anne (* 1989), deutsche Ruderin
- Becker, Annette (* 1953), französische Historikerin
- Becker, Anni (1926–2009), deutsche Sängerin, Liedermacherin, Schriftstellerin und Performerin von Populär- und Volksliedern
- Becker, Annika (* 1981), deutsche Leichtathletin
- Becker, Antoinette (1920–1998), französisch-deutsche Kinder- und Jugendbuchautorin
- Becker, Anton (1846–1915), deutscher Landschafts- und Jagdmaler sowie Porträtist
- Becker, Anton (1853–1899), deutscher Architekt, Baumeister und Bauunternehmer
- Becker, Anton (1868–1955), österreichischer Lehrer, Geograph und Denkmalpfleger
- Becker, Anton (1883–1965), deutscher Politiker (KPD), MdHB
- Becker, Anton (1907–1963), deutscher Politiker (CDU), MdL
- Becker, Armin (* 1962), deutscher Provinzialrömischer Archäologe und Althistoriker
- Becker, Arnold (1853–1928), deutscher Unternehmer, Firmengründer und Kommunalpolitiker
- Becker, Arthur (1853–1933), deutscher Politiker
- Becker, Arthur (1862–1933), deutscher Politiker (SPD), Gutsbesitzer und Landwirt
- Becker, Arthur (1884–1967), deutscher Chemiker und Mitglied des Provinziallandtags der Provinz Hessen-Nassau
- Becker, Artur (1905–1938), deutscher Politiker (KPD), MdR, Widerstandskämpfer gegen den NationalsozialismusArtur Becker (1905–1938)

Artur Becker (1905–1938)

- Becker, Artur (* 1968), polnisch-deutscher Schriftsteller
- Becker, August (1803–1881), deutscher Politiker (Deutsche Fortschrittspartei), Landtagsabgeordneter im Großherzogtum Hessen
- Becker, August (1812–1871), deutsch-amerikanischer Schriftsteller, Journalist und Politiker
- Becker, August (1821–1887), deutscher Landschaftsmaler
- Becker, August (1828–1891), deutscher Schriftsteller
- Becker, August (1834–1877), deutscher Theaterschauspieler, -regisseur, Dramaturg und Intendant
- Becker, August (* 1864), deutscher Reichsgerichtsrat
- Becker, August (1869–1944), deutscher Maurer und Politiker (SPD)
- Becker, August (1879–1953), deutscher Physiker
- Becker, August (1900–1967), deutscher SS-Obersturmführer und Chemiker im Reichssicherheitshauptamt
- Becker, August Christian Hinrich (1824–1887), deutscher Kaufmann
- Becker, Axel (1963–2015), deutscher Sänger volkstümlicher Musik

##### Becker, B
- Becker, Barbara (* 1966), deutsche Unternehmerin, Schmuck- und Modedesignerin, Buchautorin sowie Fernsehschauspielerin
- Becker, Barbara (* 1969), deutsche Politikerin (CSU)
- Becker, Bastian (* 1979), deutscher Fußballtorwart
- Becker, Ben (* 1964), deutscher Schauspieler, Synchron- sowie Hörspielsprecher und SängerBen Becker (* 1964)

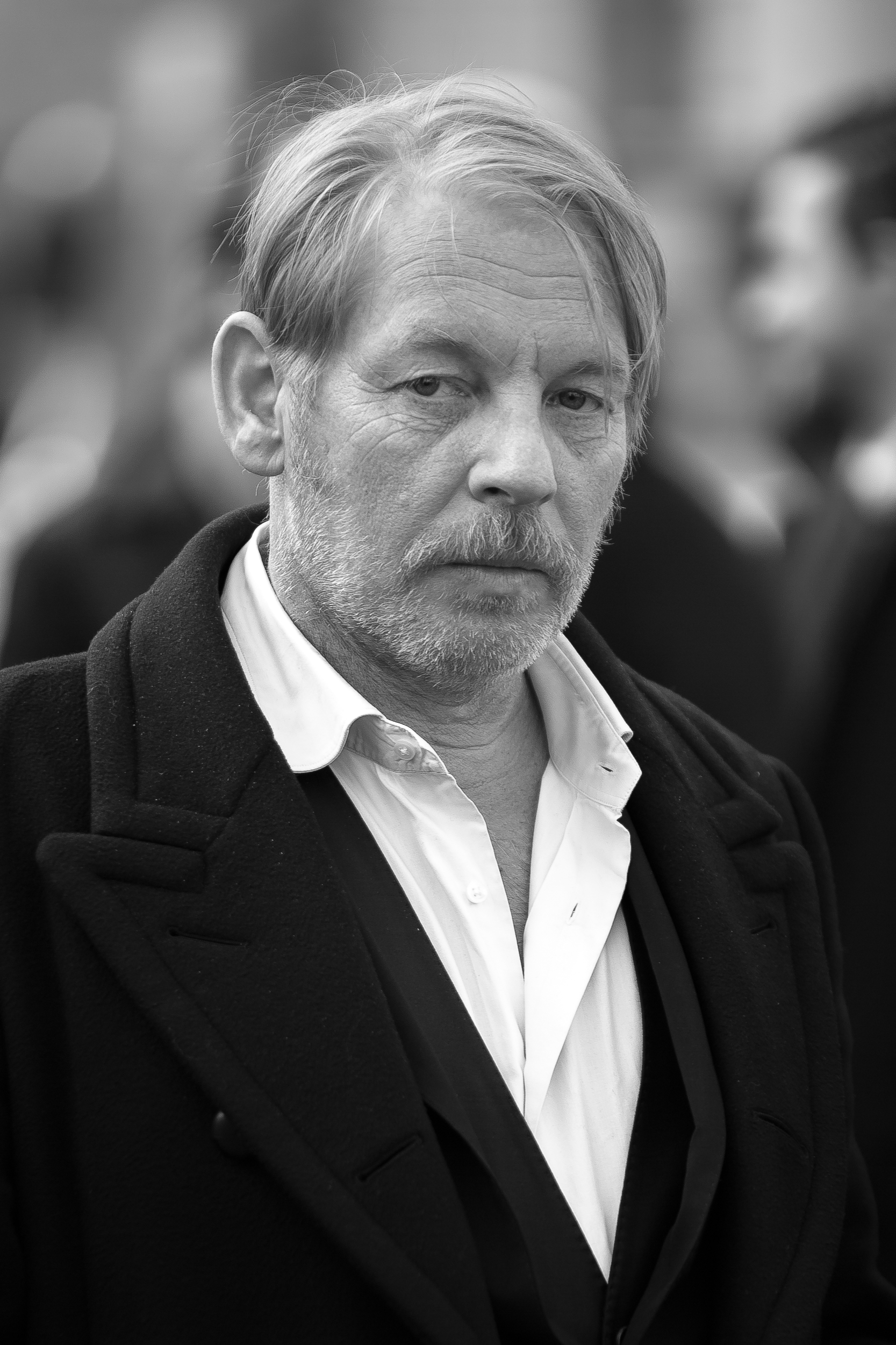
Ben Becker (* 1964)

- Becker, Benjamin (* 1981), deutscher Tennisspieler
- Becker, Benjamin (* 1983), deutscher Bildungs- und Kulturmanager
- Becker, Benno (1860–1938), deutscher Maler und Kunstkritiker
- Becker, Bernd (1940–1994), deutscher Forstwissenschaftler und Hochschullehrer
- Becker, Bernd (1941–2012), deutscher Rechts- und Verwaltungswissenschaftler
- Becker, Bernd (* 1954), deutscher Informatiker und Hochschullehrer
- Becker, Bernd (* 1968), deutscher evangelischer Theologe, Journalist und Verleger
- Becker, Bernhard (1819–1879), Schweizer evangelischer Geistlicher und Sozialpolitiker
- Becker, Bernhard (1826–1882), deutscher Präsident des ADAV
- Becker, Bessie (1919–1971), deutsche Modedesignerin, Werbedesignerin, Modephotographin und Kostümbildnerin
- Becker, Bob (* 1947), US-amerikanischer Perkussionist, Xylophonist, Marimbaspieler, Paukist und Komponist
- Becker, Bonifatius (1898–1981), deutscher Benediktinerabt
- Becker, Boris (* 1961), deutscher Fotograf
- Becker, Boris (* 1967), deutscher Tennisspieler und -trainerBoris Becker (* 1967)

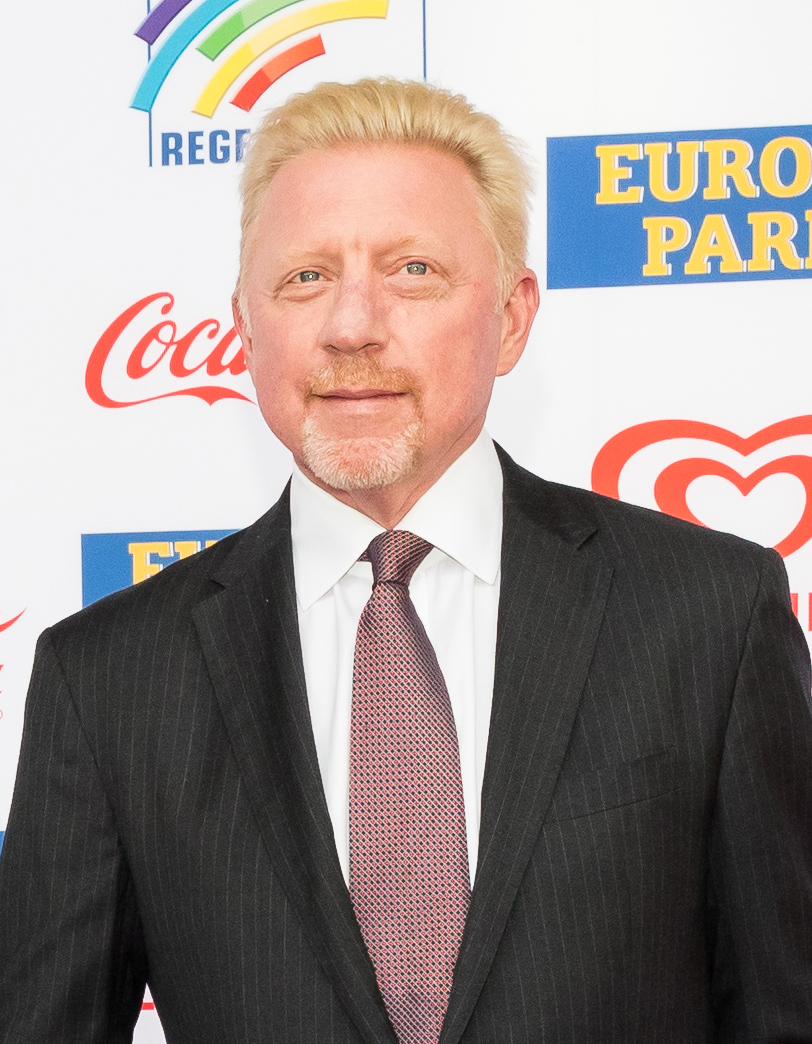
Boris Becker (* 1967)

- Becker, Boris (* 1976), deutscher Schauspieler und Musicaldarsteller
- Becker, Bowe (* 1997), US-amerikanischer Schwimmer
- Becker, Britta (* 1965), deutsche Regisseurin und Kamerafrau
- Becker, Britta (* 1973), deutsche Hockeyspielerin
- Becker, Bruce (* 1988), deutscher Eishockeyspieler
- Becker, Bruno (* 1877), deutscher Jurist
- Becker, Bruno (1894–1972), deutscher Militärbeamter, zuletzt Generalintendant der Wehrmacht
- Becker, Bruno (* 1945), österreichischer Abt

##### Becker, C
- Becker, Carl (1820–1897), deutscher Bankier und Konsul
- Becker, Carl (* 1862), deutscher Porträt- und Genremaler sowie Illustrator für Militärkunst
- Becker, Carl (1862–1926), deutscher Marinemaler
- Becker, Carl (1895–1966), deutscher Offizier, zuletzt Generalleutnant im Zweiten Weltkrieg
- Becker, Carl (1925–1973), deutscher klassischer Philologe
- Becker, Carl Ernst (1822–1902), sorbisch-deutscher Lehrer und Autor
- Becker, Carl Ferdinand (1804–1877), deutscher Organist und Musikschriftsteller
- Becker, Carl Fredrick (1919–2013), US-amerikanischer Geigenbauer und -restaurator
- Becker, Carl Heinrich (1876–1933), deutscher Politiker und OrientalistCarl Heinrich Becker (1876–1933)

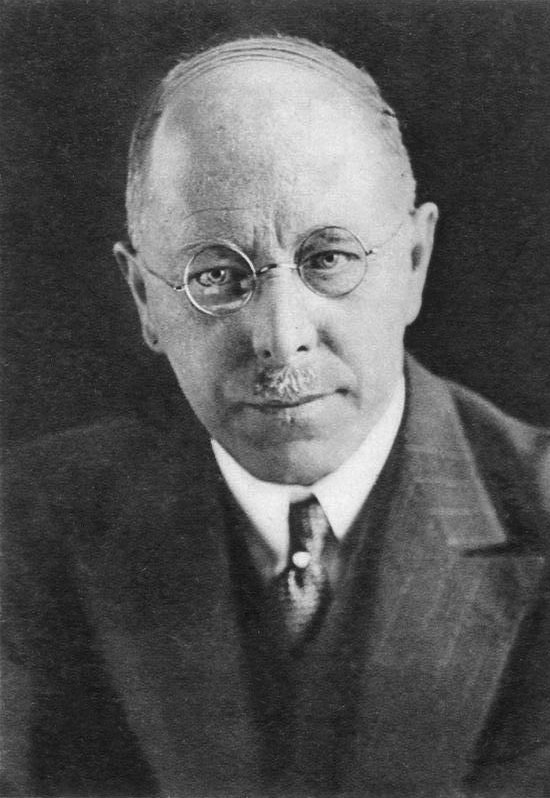
Carl Heinrich Becker (1876–1933)

- Becker, Carl Johan (1915–2001), dänischer Prähistoriker
- Becker, Carl Johann Franz Josef (1794–1848), deutscher Theaterschauspieler, Theater- und Opernregisseur sowie Theaterintendant
- Becker, Carl Leonhard (1843–1917), deutscher Maler und Kupferstecher
- Becker, Carl Lotus (1873–1945), US-amerikanischer Historiker und Hochschullehrer
- Becker, Carl Theodor (* 1807), namhafter Ebenist/Kunst-Schreiner des schwedischen Empire zur Zeit König Karl XIV. Johan
- Becker, Carl Woldemar (1841–1901), Eisenbahningenieur und Vater von Paula Modersohn-Becker
- Becker, Carla (* 1950), deutsche Schauspielerin
- Becker, Carsten (* 1990), deutscher Politiker (AfD), MdL
- Becker, Catherina (* 1964), deutsche Biologin und Hochschullehrerin
- Becker, Charlie (1887–1968), deutschamerikanischer kleinwüchsiger Schauspieler
- Becker, Charlotte (* 1983), deutsche Radrennfahrerin
- Becker, Christian (* 1971), deutscher Filmeditor und Regisseur
- Becker, Christian (* 1972), deutscher FilmproduzentChristian Becker (* 1972)
- Becker, Christian (* 1977), deutscher Jurist

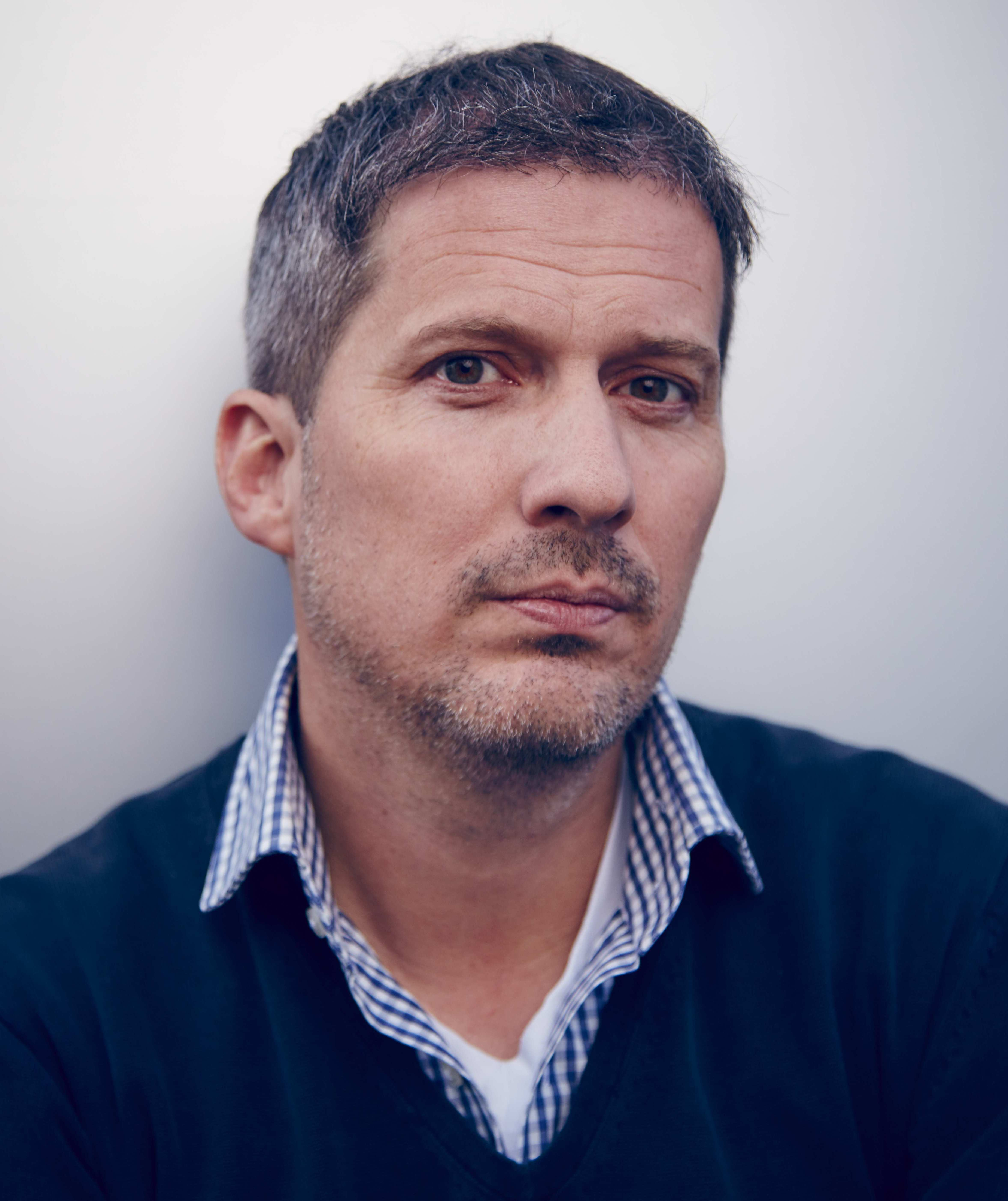
Christian Becker (* 1972)

- Becker, Christian Gottfried (1771–1820), deutscher Textilienfabrikant
- Becker, Christina (* 1977), deutsche Radsportlerin
- Becker, Christine (* 1981), deutsche Windsurferin
- Becker, Christoph (1814–1886), deutscher Jurist, Mitglied der Frankfurter Nationalversammlung und des Preußischen Abgeordnetenhauses
- Becker, Christoph (* 1960), deutscher Rechtswissenschaftler und Hochschullehrer
- Becker, Christoph (* 1963), deutscher parteiloser Politiker und Bürgermeister
- Becker, Christoph August, Glockengießer in Hildesheim
- Becker, Christopher (* 1980), deutscher Filmregisseur, Drehbuchautor und Filmproduzent
- Becker, Christophorus (1875–1937), deutscher Missionar und Hochschullehrer
- Becker, Claudia (* 1967), deutsche Hochschullehrerin und Statistikerin
- Becker, Claus (1900–1974), deutscher Journalist und Chefredakteur der Saarbrücker Zeitung
- Becker, Clemens (1869–1961), deutscher Politiker (SPD)
- Becker, Constanze (* 1978), deutsche SchauspielerinConstanze Becker (* 1978)

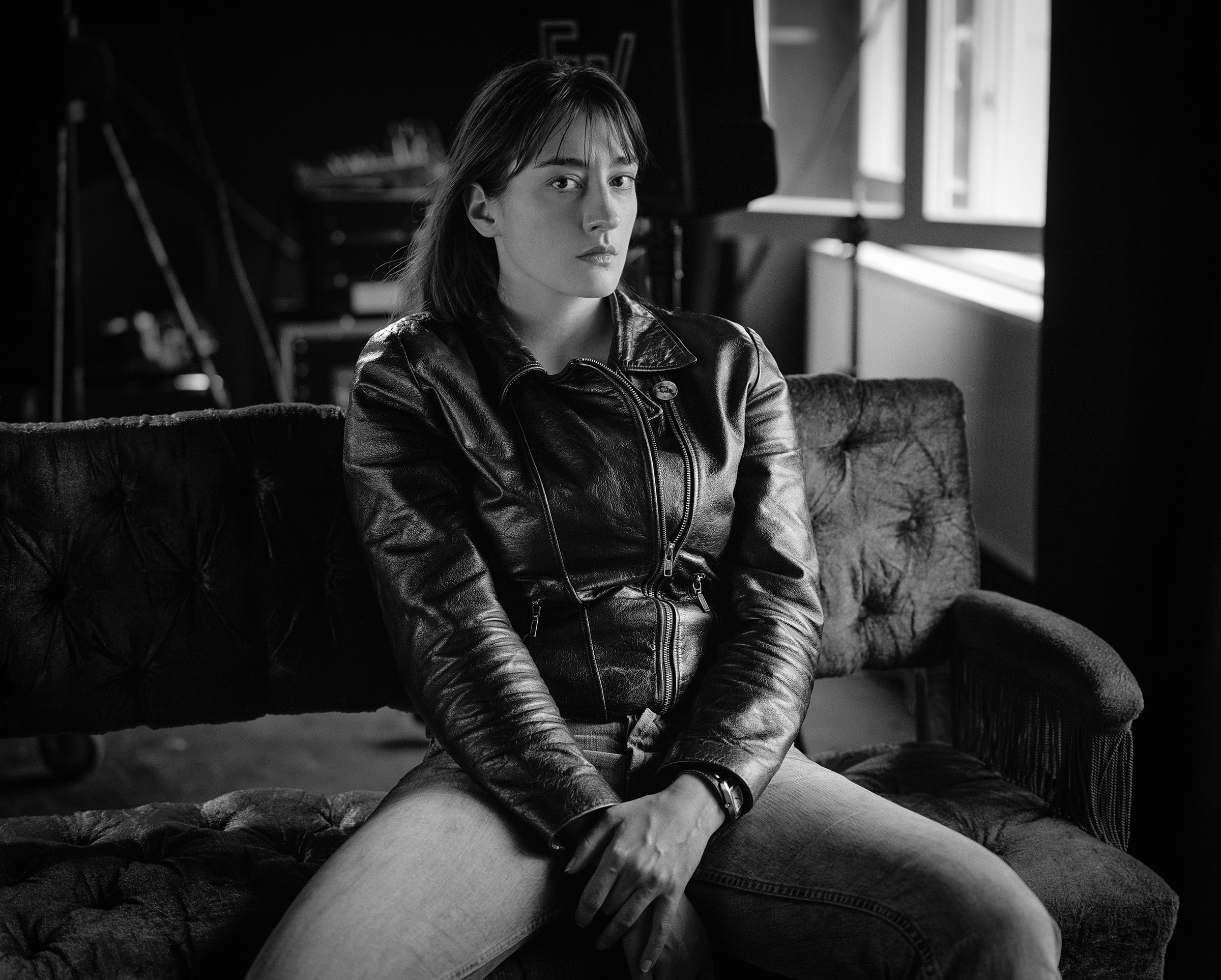
Constanze Becker (* 1978)

- Becker, Cornelius (1561–1604), deutscher lutherischer Theologe und Kirchenlieddichter
- Becker, Curt (* 1902), deutscher Rechtsanwalt
- Becker, Curt (1903–1976), deutscher Hörspiel-Regisseur
- Becker, Curt (1905–1987), deutscher Politiker (CDU), MdB
- Becker, Curt (1936–2018), deutscher Politiker (CDU), MdL, Justizminister des Landes Sachsen-Anhalt
- Becker, Curth Georg (1904–1972), deutscher Maler und Graphiker

##### Becker, D
- Becker, Dagmar (* 1955), deutsche Politikerin (SPD), MdL
- Becker, Dagmar (* 1961), deutsche Wahlbeamtin und Politikerin (Grüne)
- Becker, David (* 1954), deutscher Hochschullehrer, Psychologe, Traumatherapeut
- Becker, David Nikolaus (1932–2016), deutscher römisch-katholischer Geistlicher, Dompräbendat und externer Richter im Bischöflichen Offizialat Mainz
- Becker, Denise, französische Schauspielerin
- Becker, Dennis (* 1976), deutscher MusikerDennis Becker (* 1976)

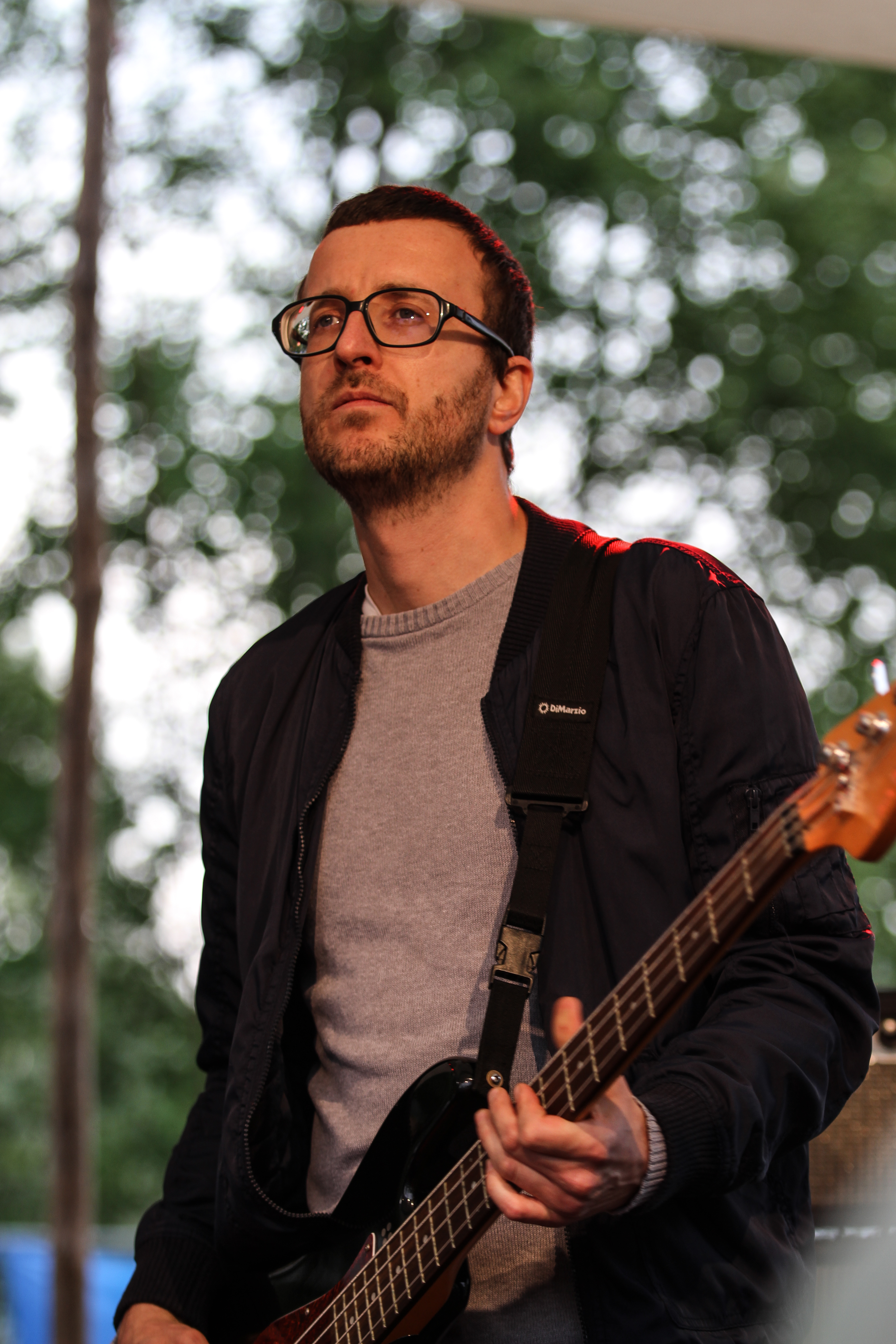
Dennis Becker (* 1976)

- Becker, Desiree (* 1994), deutsche Politikerin (Die Linke)
- Becker, Detlef (1963–1982), deutscher Bankkaufmann
- Becker, Diane (* 1969), US-amerikanische Filmproduzentin
- Becker, Dieter (* 1940), deutscher Politiker (SPD), MdL
- Becker, Dieter (* 1950), deutscher evangelischer Theologe
- Becker, Dieter (* 1963), deutscher evangelischer Geistlicher und Betriebswirt
- Becker, Dietrich, Hannoverscher, Mindener, Rostocker und Wismarer Münzmeister
- Becker, Dietrich († 1679), deutscher Komponist und Violinist
- Becker, Dietrich (1830–1879), deutscher katholischer Priester, Domkapitular, Dompfarrer
- Becker, Dietrich (* 1940), deutscher Maler
- Becker, Dietrich (* 1961), deutscher Diplomat
- Becker, Dirk (* 1966), deutscher Politiker (SPD), MdB
- Becker, Djenifer (* 1995), brasilianische Fußballspielerin
- Becker, Dominik (* 2000), deutscher Fußballspieler
- Becker, Dorit (* 1977), deutsche Journalistin, Hörfunk- und Fernsehmoderatorin
- Becker, Dorothea († 1609), deutsche Frau, wurde im Hexenprozess freigesprochen

##### Becker, E
- Becker, Eberhard (1823–1897), deutscher evangelisch-lutherischer Geistlicher
- Becker, Eberhard (* 1943), deutscher Mathematiker und Hochschullehrer
- Becker, Eberhard (* 1950), deutscher Kirchenmusiker, Kantor und Organist
- Becker, Eckhard (1945–2009), deutscher Schauspieler und Theaterregisseur
- Becker, Edmund (1809–1877), sächsischer Bankier, Kammerfunktionär und Politiker
- Becker, Edmund (* 1956), deutscher Fußballspieler und -trainerEdmund Becker (* 1956)

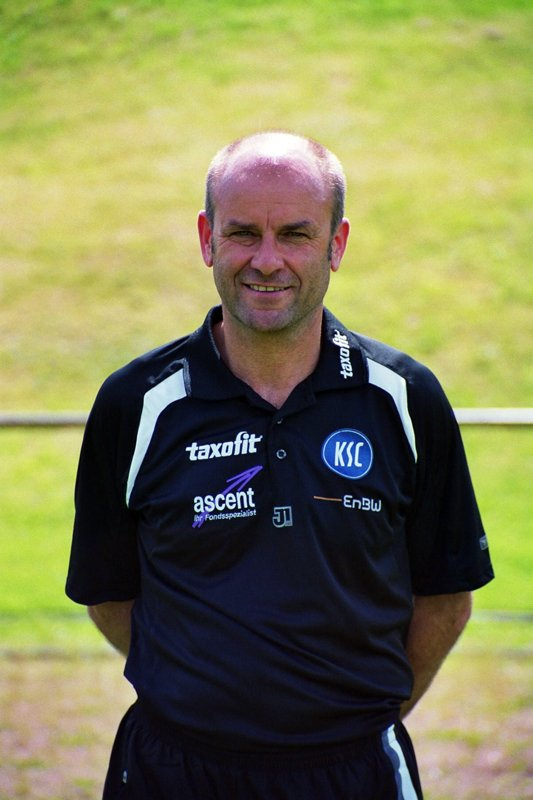
Edmund Becker (* 1956)

- Becker, Eduard (1792–1880), deutscher Forstwissenschaftler und Ökonom
- Becker, Eduard (1832–1913), deutscher Ingenieur und Maschinenfabrikant sowie VDI-Vorsitzender
- Becker, Edwin D. (* 1930), US-amerikanischer Chemiker sowie Experte molekularer Spektroskopie und der Magnetresonanztomographie mit akademischer Lehrtätigkeit an der Georgetown University in Washington DC
- Becker, Egon (1936–2024), deutscher Wissenschaftsforscher
- Becker, Eike (* 1962), deutscher Architekt
- Becker, Elisabeth (* 1897), deutsche Politikerin (LDP/SED)
- Becker, Elisabeth (1923–1946), deutsche KZ-Aufseherin im KZ StutthofElisabeth Becker (1923–1946)

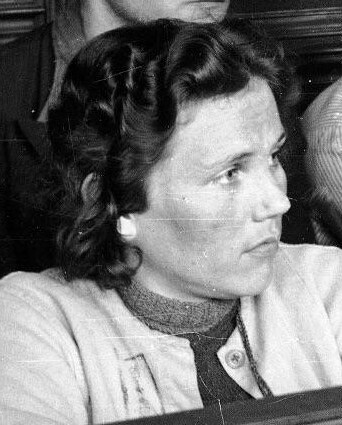
Elisabeth Becker (1923–1946)

- Becker, Elizabeth (* 1947), US-amerikanische Journalistin
- Becker, Ellen (* 1960), deutsche Ruderin
- Becker, Emma (* 1988), französische Schriftstellerin
- Becker, Enno (1869–1940), deutscher Jurist
- Becker, Enrico (1982–2014), deutscher Motorradrennfahrer
- Becker, Erich (1883–1959), deutscher evangelischer Pfarrer, Theologe und Christlicher Archäologe
- Becker, Erich (1920–2003), deutscher Bauingenieur und Manager
- Becker, Erich (* 1937), deutscher Brigadegeneral der Bundeswehr
- Becker, Erich (* 1961), deutscher Physiker und Hochschullehrer
- Becker, Erik (* 1965), deutscher Radsportler
- Becker, Ernest (1924–1974), US-amerikanischer Kulturanthropologe und interdisziplinärer Denker und Schriftsteller
- Becker, Ernst (1826–1888), deutscher Hofbeamter, Geheimrat und Musikliebhaber
- Becker, Ernst (1843–1912), deutscher Astronom
- Becker, Ernst (1846–1923), preußischer Generalmajor
- Becker, Ernst (1869–1935), deutscher Kommunalbeamter und langjähriger Bürgermeister und Oberbürgermeister der Stadt Lünen
- Becker, Ernst (1884–1962), deutscher Sanitätsoffizier, zuletzt Generalarzt des Heeres
- Becker, Ernst (1929–1984), deutscher Physiker
- Becker, Ernst (1955–2019), deutscher Wissenschaftler, Erfinder und Unternehmer
- Becker, Ernst Eugen (1928–2013), deutscher Ministerialbeamter und Datenschutzexperte
- Becker, Ernst Felix (1883–1970), deutscher Verwaltungsbeamter
- Becker, Ernst Wolfgang (* 1966), deutscher Historiker und Archivar
- Becker, Erwin (1898–1978), deutscher Veterinärmediziner und Hochschullehrer
- Becker, Erwin Willy (1920–2011), deutscher Physiker und emeritierter Hochschullehrer
- Becker, Esther (* 1980), deutsche Schriftstellerin, Dramatikerin und Performerin
- Becker, Étienne (1936–1995), französischer Kameramann
- Becker, Eugen (1848–1914), badischer Finanzminister
- Becker, Eugène (* 1884), luxemburgischer Fußballspieler
- Becker, Eve-Marie (* 1972), deutsche evangelische Theologin und Neutestamentlerin

##### Becker, F
- Becker, Fabrice (* 1971), französischer Freestyle-Skisportler
- Becker, Felicitas (* 1971), deutsche Historikerin, Afrikanistin und Hochschullehrerin
- Becker, Felix (1864–1928), deutscher Kunsthistoriker
- Becker, Felix (* 1949), deutscher Politiker (FDP), MdL
- Becker, Felix (* 1964), deutscher Säbelfechter
- Becker, Ferdinand (1846–1877), deutscher Maler von Heiligenbildnissen und Märchenszenen
- Becker, Fides (* 1962), deutsche Malerin und Graphikerin
- Becker, Finn (* 2000), deutscher Fußballspieler
- Becker, Finn (* 2003), deutscher Eishockeytorwart
- Becker, Florian (* 1971), deutscher Rechtswissenschaftler und Hochschullehrer
- Becker, Folkert Christopher (1805–1890), deutsch-niederländisch-amerikanischer Erfinder und Unternehmer
- Becker, Frank (* 1963), deutscher HistorikerFrank Becker (* 1963)

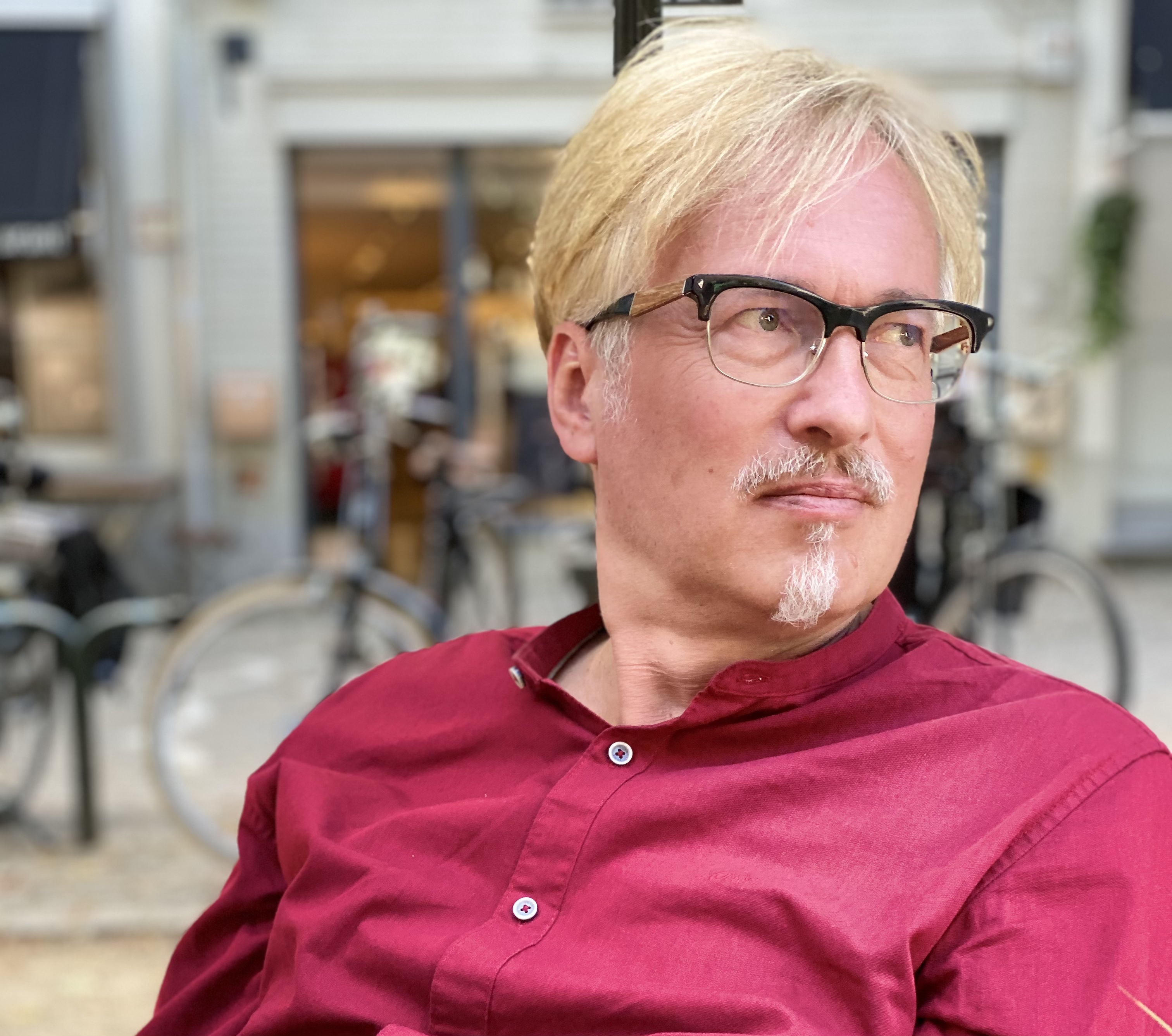
Frank Becker (* 1963)

- Becker, Frank J. (1899–1981), US-amerikanischer Politiker
- Becker, Frank Stefan (* 1952), deutscher Autor und Bildungsexperte
- Becker, Franz (1824–1896), preußischer Förster
- Becker, Franz (1888–1955), deutscher Politiker (DVP, NSDAP), Pädagoge
- Becker, Franz (1907–1990), deutscher Kunstmaler
- Becker, Franz (1910–1984), deutscher Politiker (SPD, CDU)
- Becker, Franz (1918–1965), deutscher Fußballspieler
- Becker, Franz (* 1930), deutscher Politiker (CDU), MdL
- Becker, Franz Helmut (1894–1952), deutscher Maler, Grafiker und Kunstsammler
- Becker, Franz Theophil (1902–1996), deutscher Orthopäde und Hochschullehrer
- Becker, Franz-Bernd (* 1955), deutscher Maler und Schriftsteller
- Becker, Franziska (* 1949), deutsche CartoonistinFranziska Becker (* 1949)

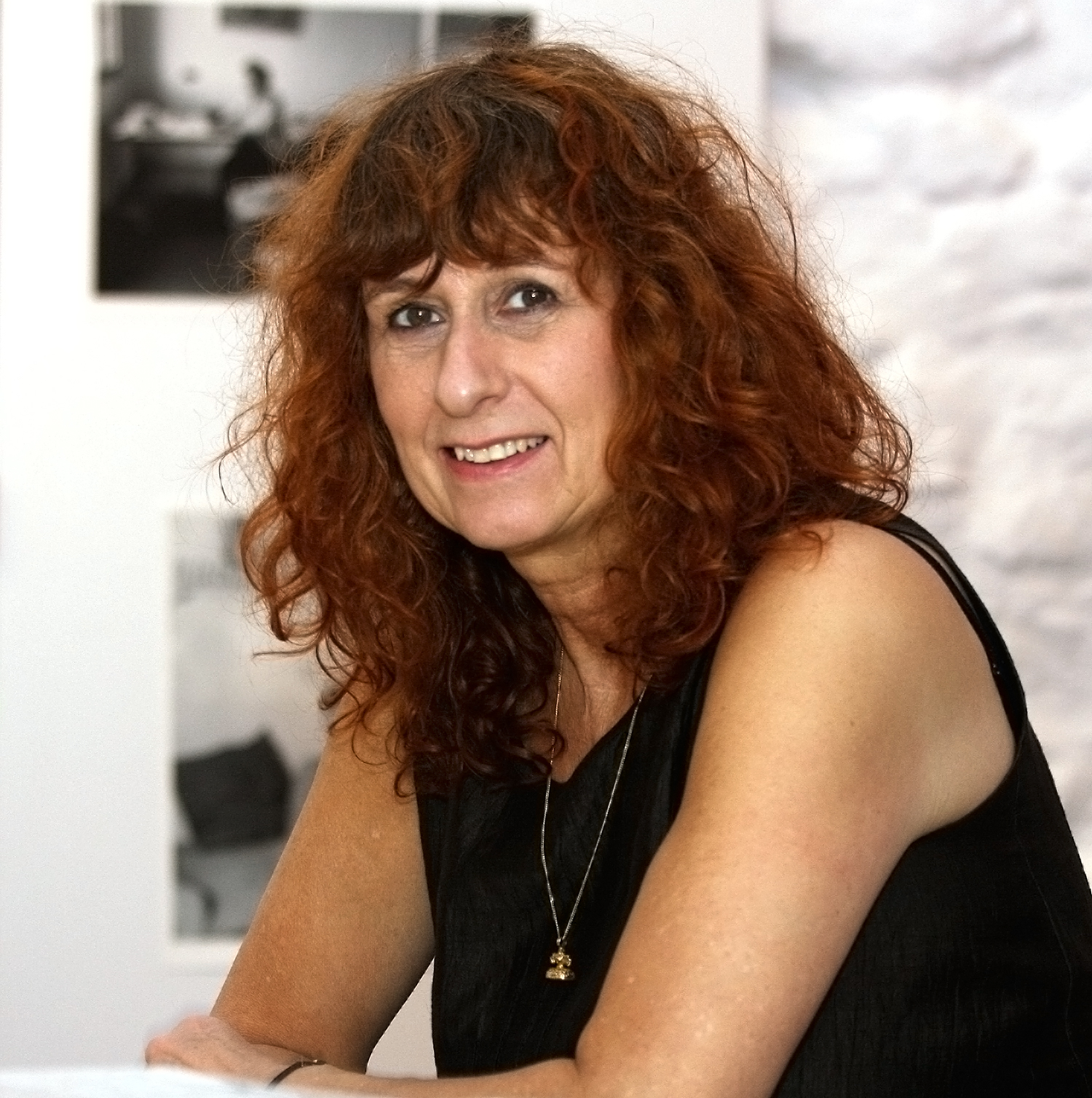
Franziska Becker (* 1949)

- Becker, Franziska (* 1967), deutsche Politikerin (SPD), MdA
- Becker, Franziska (* 1968), deutsche Fernsehmoderatorin
- Becker, Franziska (* 1972), deutsche Schauspielerin und Musicalsängerin
- Becker, Fred G. (* 1955), deutscher Ökonom
- Becker, Fridolin (1830–1895), niederländischer Maler und Zeichner
- Becker, Friedebert (1907–1984), deutscher Sportjournalist
- Becker, Friedrich (1805–1865), deutscher Genre-, Historien- und Porträtmaler der Düsseldorfer Schule
- Becker, Friedrich (1817–1861), Unternehmer und Abgeordneter
- Becker, Friedrich (1866–1938), Abgeordneter im Bayerischen Landtag, Jurist
- Becker, Friedrich, deutscher Politiker
- Becker, Friedrich (* 1869), österreichischer Theaterschauspieler, Sänger und Komiker
- Becker, Friedrich (1900–1985), deutscher Astronom
- Becker, Friedrich (1922–1997), deutscher Künstler und Goldschmied
- Becker, Friedrich Gottlieb (1792–1865), deutscher Verleger und Politiker
- Becker, Friedrich Wilhelm (1773–1847), Lehrer und späterer Professor für römische Literatur
- Becker, Fritz, deutscher Fechter
- Becker, Fritz (1882–1973), deutscher Architekt und Hochschullehrer
- Becker, Fritz (1888–1963), deutscher Fußballspieler
- Becker, Fritz (1892–1967), deutscher Generalleutnant im Zweiten Weltkrieg
- Becker, Fritz (1910–1983), deutscher Politiker (CDU, DP), MdB

##### Becker, G
- Becker, Gabi, deutsche Fernsehmoderatorin und Nachrichtensprecherin
- Becker, Gabriele (* 1975), deutsche Sprinterin
- Becker, Gary (1930–2014), US-amerikanischer Ökonom und NobelpreisträgerGary Becker (1930–2014)

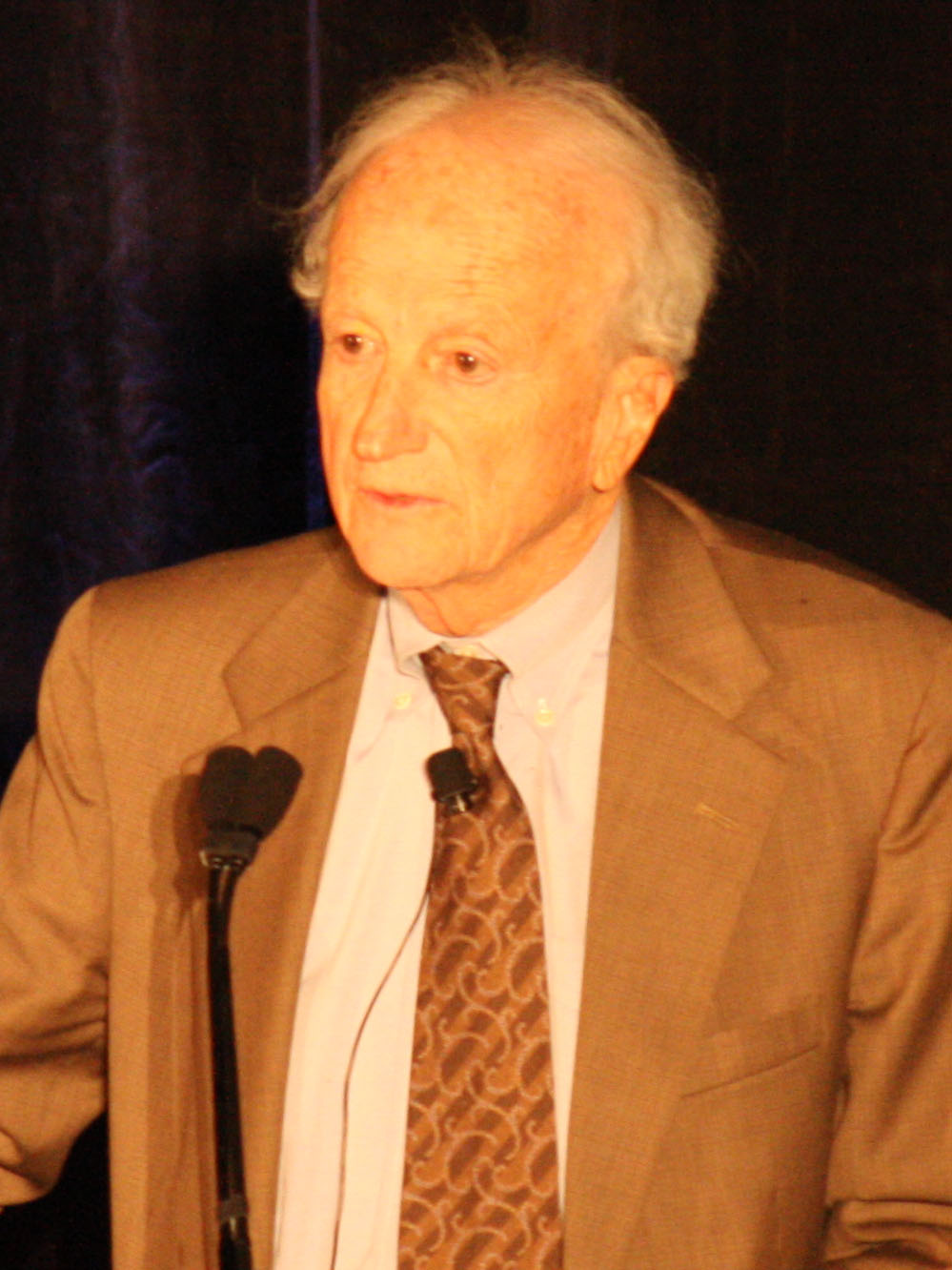
Gary Becker (1930–2014)

- Becker, Georg (1782–1843), Landtagsabgeordneter Großherzogtum Hessen
- Becker, Georg (1878–1953), deutscher Unternehmer
- Becker, Georg (* 1884), deutscher Chemiker
- Becker, Georg E. (* 1937), deutscher Pädagoge
- Becker, George Ferdinand (1847–1919), US-amerikanischer Geologe
- Becker, Gerd (* 1943), deutscher Fußballspieler und -trainer
- Becker, Gerd (* 1953), deutscher Handballspieler
- Becker, Gerhard, deutscher Jurist und Landrat
- Becker, Gerhard (1910–2006), deutscher evangelischer Pfarrer, Künstler und Heimatforscher
- Becker, Gerhard (1915–1984), deutscher Schauspieler und Hörspielsprecher
- Becker, Gerhard (1919–1973), deutscher Komponist
- Becker, Gerhard (* 1921), deutscher Fußballspieler
- Becker, Gerhard (1942–2017), deutscher Politiker (SPD), MdL
- Becker, Gerhard Wilhelm (1927–2012), deutscher Physiker
- Becker, Gerhart (1923–1977), deutscher Architekt
- Becker, Gerhold K. (* 1943), deutscher Philosoph
- Becker, Germán (1927–2017), chilenischer Regisseur
- Becker, Gerold (1936–2010), deutscher Pädokrimineller, Erziehungswissenschaftler und Pädagoge
- Becker, Gerry (1951–2019), US-amerikanischer Schauspieler
- Becker, Gesine (1888–1968), deutsche Politikerin (SPD, KPD), MdBB
- Becker, Giulia (* 1991), deutsche Autorin, Fernsehmoderatorin und Musikerin
- Becker, Gottfried Wilhelm (1778–1854), deutscher Mediziner und Autor
- Becker, Gottlieb (1852–1910), deutscher Konteradmiral der Kaiserlichen Marine
- Becker, Gottlieb Heinrich von (1727–1804), preußischer Oberst und Chef der schlesischen Festungsartillerie
- Becker, Gottlieb Theodor (1812–1869), deutscher Pädagoge
- Becker, Guido (1915–1993), sechster Abt der Abtei Val-Dieu
- Becker, Günter (* 1934), deutscher Schauspieler bei Bühne, Film und Fernsehen
- Becker, Günter (* 1954), deutscher Politiker (CDU), MdL
- Becker, Günther (1912–1980), deutscher Zoologe und Entomologe
- Becker, Günther (1924–2007), deutscher Komponist
- Becker, Günther (1944–2002), deutscher Politiker (SPD), MdL
- Becker, Gustav (1819–1885), deutscher Uhrmacher und Begründer der Uhrenmarke Gustav BeckerGustav Becker (1819–1885)

Gustav Becker (1819–1885)

- Becker, Gustav (1833–1886), deutscher Bibliothekar
- Becker, Gustav (1905–1970), deutscher Pflanzenbiologe und -züchter
- Becker, Gustav August Adolf (1805–1841), deutscher Theaterschauspieler, Sänger (Bass) sowie Theater- und Opernregisseur

##### Becker, H
- Becker, Hans (1877–1947), deutscher Jurist und Bürgermeister von Minden
- Becker, Hans (1888–1964), deutscher Pädagoge, Ministerialbeamter und Politiker (SPD), MdL
- Becker, Hans (1900–1943), deutscher Geologe und Paläontologe
- Becker, Hans (* 1903), deutscher Landrat
- Becker, Hans (1905–1980), deutscher römisch-katholischer Geistlicher, Kirchenhistoriker und Heimatforscher
- Becker, Hans (1911–1944), Sturmbannführer
- Becker, Hans (1929–2012), deutscher Politiker und ehrenamtlicher Bürgermeister von Düren
- Becker, Hans (1936–2017), deutscher Geograph
- Becker, Hans (* 1944), deutscher Psychiater, Psychosomatiker und Psychoanalytiker
- Becker, Hans (* 1958), deutscher Polizist und ehemaliger Polizeipräsident von Heilbronn
- Becker, Hans Detlev (1921–2014), deutscher Journalist und Verlagsdirektor
- Becker, Hans Herbert (1914–2008), deutscher Pädagoge
- Becker, Hans Otto (1877–1957), deutscher Jurist und Autor
- Becker, Hans Sidonius (1895–1948), Künstler, Autor, Freimaurer und Widerstandskämpfer
- Becker, Hans-Günter (* 1938), deutscher Fußballspieler
- Becker, Hans-Joachim (1909–1974), deutscher Beamter, Leiter der Zentralverrechnungsstelle für die Aktion T4 im Dritten Reich und Büroleiter der NS-Tötungsanstalt Hartheim
- Becker, Hans-Josef (* 1948), deutscher Geistlicher, emeritierter römisch-katholischer Erzbischof von Paderborn
- Becker, Hans-Jürgen (* 1939), deutscher Rechtswissenschaftler
- Becker, Hans-Jürgen (* 1956), deutscher Judaist
- Becker, Hans-Peter (* 1960), deutscher Pallottinerprovinzial
- Becker, Hans-Ulrich (* 1956), deutscher Theaterregisseur
- Becker, Hansjakob (1938–2021), deutscher römisch-katholischer Theologe
- Becker, Harald (* 1953), deutscher Autorennfahrer (DTM) und Unternehmer
- Becker, Harold (* 1928), US-amerikanischer Regisseur
- Becker, Hartmut (1938–2022), deutscher Film- und TheaterschauspielerHartmut Becker (1938–2022)

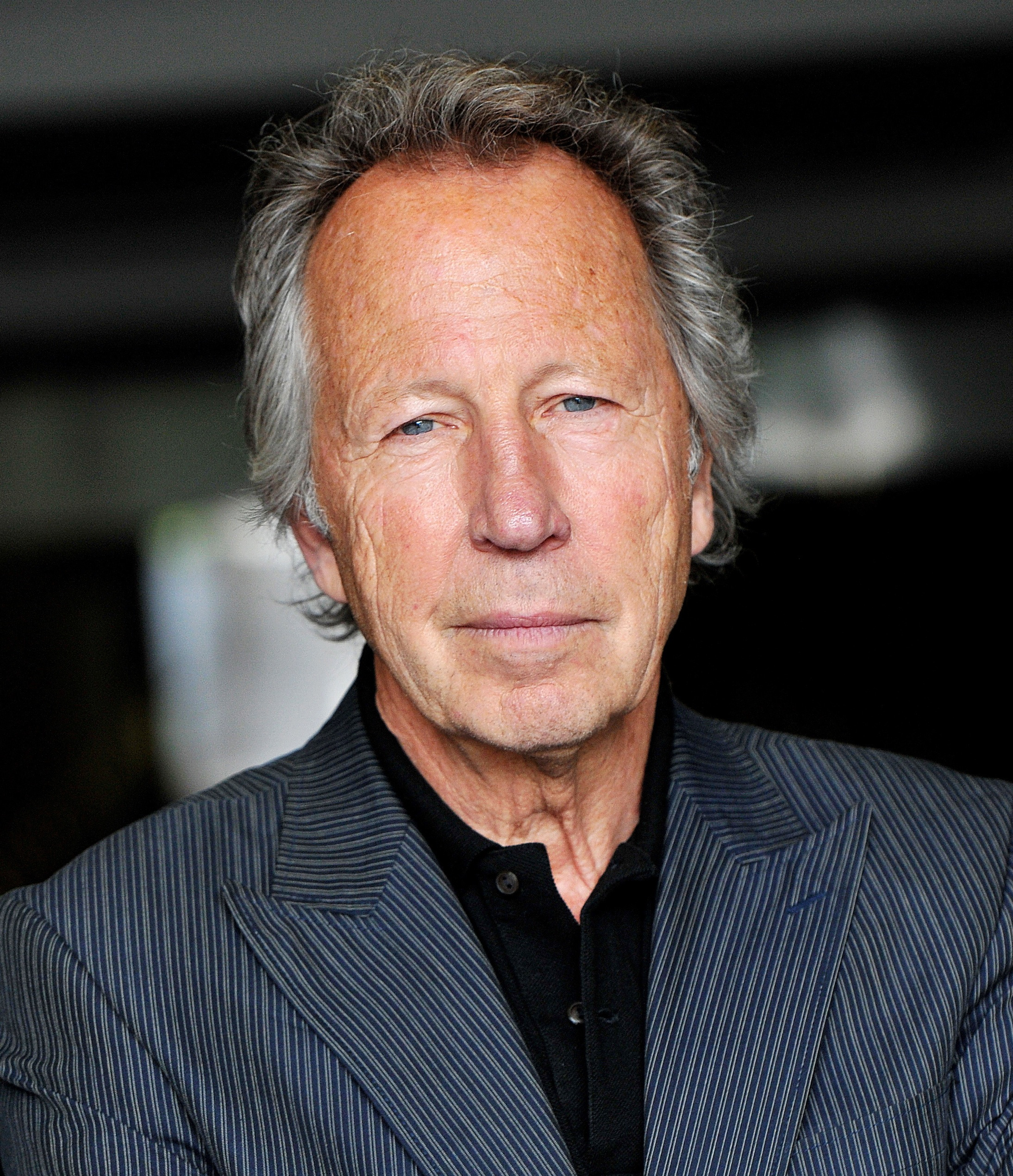
Hartmut Becker (1938–2022)

- Becker, Hartmut (* 1949), deutscher Comicverleger und Agent für Werbezeichner
- Becker, Hartmuth (1966–2018), deutscher Ökonom und Autor
- Becker, Heidi (1954–1987), deutsche Wasserspringerin
- Becker, Heike, deutsche Kulturanthropologin, Sozialwissenschaftlerin und Autorin
- Becker, Heiko (* 1954), deutscher Kommunikationsdesigner und Grafiker
- Becker, Heinrich (1698–1774), deutscher lutherischer Theologe
- Becker, Heinrich (1770–1822), deutscher Schauspieler und Regisseur
- Becker, Heinrich (* 1863), deutscher Arbeiter und Politiker (DNVP)
- Becker, Heinrich (1868–1922), deutscher Architekt in China
- Becker, Heinrich (* 1872), deutscher Politiker (DVP), MdL
- Becker, Heinrich (1877–1964), deutscher Politiker (SPD), MdR und Gewerkschafter
- Becker, Heinrich (1883–1935), deutscher Politiker und Kreisleiter der NSDAP
- Becker, Heinrich (1891–1971), deutscher Bibliothekar
- Becker, Heinrich Valentin (1732–1796), deutscher lutherischer Theologe und Mathematiker
- Becker, Heinz (* 1915), deutscher Fußballspieler
- Becker, Heinz (1915–1991), deutschamerikanischer Baseballspieler
- Becker, Heinz (1922–2006), deutscher Musikwissenschaftler
- Becker, Heinz (* 1938), deutscher Jazzmusiker
- Becker, Heinz (1948–2014), deutscher Chirurg und Hochschullehrer
- Becker, Heinz (* 1950), österreichischer Politiker (ÖVP), MdEP, Generalsekretär des Österreichischen Seniorenbundes
- Becker, Heinz G. O. (1922–2017), deutscher Chemiker (Organische Chemie, Fotochemie)
- Becker, Heinz-Peter (* 1957), deutscher Politiker (SPD), früherer Bürgermeister von Mörfelden-Walldorf
- Becker, Helga, deutsche Sängerin
- Becker, Hellmut (1913–1993), deutscher Jurist und Bildungsforscher
- Becker, Hellmuth (1902–1962), deutscher Politiker (NSDAP), MdR
- Becker, Hellmuth (1902–1953), deutscher Offizier, SS-Brigadeführer und Generalmajor der Waffen-SSHellmuth Becker (1902–1953)

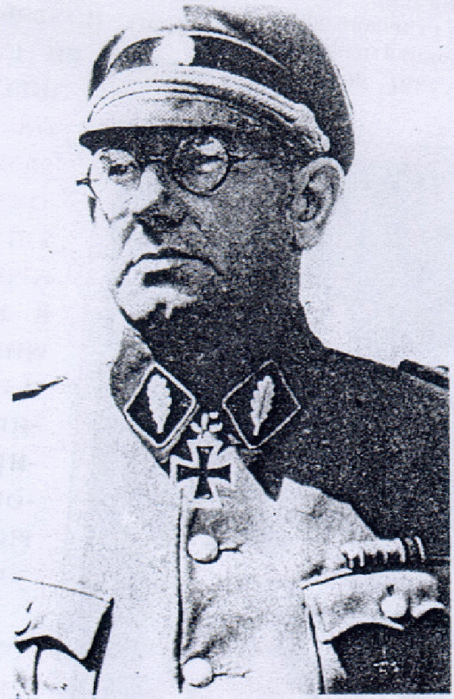
Hellmuth Becker (1902–1953)

- Becker, Helmut (1900–1983), deutscher Geologe
- Becker, Helmut (1917–1998), deutscher Politiker (SED)
- Becker, Helmut (1927–1990), deutscher Önologe
- Becker, Helmut (* 1944), deutscher Geophysiker und Archäologe
- Becker, Helmuth (1929–2011), deutscher Politiker (SPD), MdB
- Becker, Henrich (1747–1819), ostfriesischer Kunstmaler
- Becker, Henrik (1902–1984), deutscher Sprachwissenschaftler
- Becker, Herbert (1887–1974), deutscher SS-Gruppenführer und Polizeigeneral
- Becker, Herbert (* 1937), deutscher Bürgermeister, seinerzeit der jüngste Bürgermeister der Bundesrepublik
- Becker, Herbert (* 1940), deutsches Justizopfer
- Becker, Heribert Wilhelm (* 1937), deutscher Manager
- Becker, Hermann (1632–1681), deutscher Geistlicher; Professor der Physik, Metaphysik und Mathematik
- Becker, Hermann (1719–1797), deutscher Rechtswissenschaftler
- Becker, Hermann (1816–1898), deutscher Richter und Politiker, MdR
- Becker, Hermann (1817–1885), deutscher Maler und Kunsthistoriker
- Becker, Hermann (1820–1885), deutscher Politiker (Fortschrittspartei), MdR, Oberbürgermeister von Dortmund und Köln
- Becker, Hermann (1884–1972), deutscher Flugzeugtechniker und Maler
- Becker, Hermann (1895–1976), deutscher Landwirt und Politiker (FDP), MdL
- Becker, Hermann (1905–1981), deutscher Politiker (LDP), MdV und Herausgeber
- Becker, Hermann (1919–1981), deutscher Bildhauer und Maler
- Becker, Hermann (1927–2000), deutscher Regierungsvizepräsident und Landrat
- Becker, Hermann Friedrich (1766–1852), deutscher Förster
- Becker, Herrmann (1887–1970), deutscher Offizier der Fliegertruppe im Ersten Weltkrieg
- Becker, Holger (* 1964), deutscher Politiker (SPD), Unternehmer und Physiker
- Becker, Holmer (* 1955), deutscher Komponist
- Becker, Horst (1908–1945), deutscher Linguist und Volkskundler
- Becker, Horst (1924–2005), deutscher Diplomat
- Becker, Horst (* 1940), deutscher Fußballfunktionär und Bankier
- Becker, Horst (* 1956), deutscher Politiker (Bündnis 90/Die Grünen), MdL
- Becker, Horst (* 1958), deutscher Politiker (GAL), MdHB
- Becker, Horst-Dieter (* 1941), deutscher Chirurg und Hochschullehrer
- Becker, Horst-Peter (* 1956), deutscher Offizier, Generalarzt des Heeres der Bundeswehr
- Becker, Howard P. (1899–1960), US-amerikanischer Soziologe
- Becker, Howard S. (1928–2023), US-amerikanischer SoziologeHoward S. Becker (1928–2023)

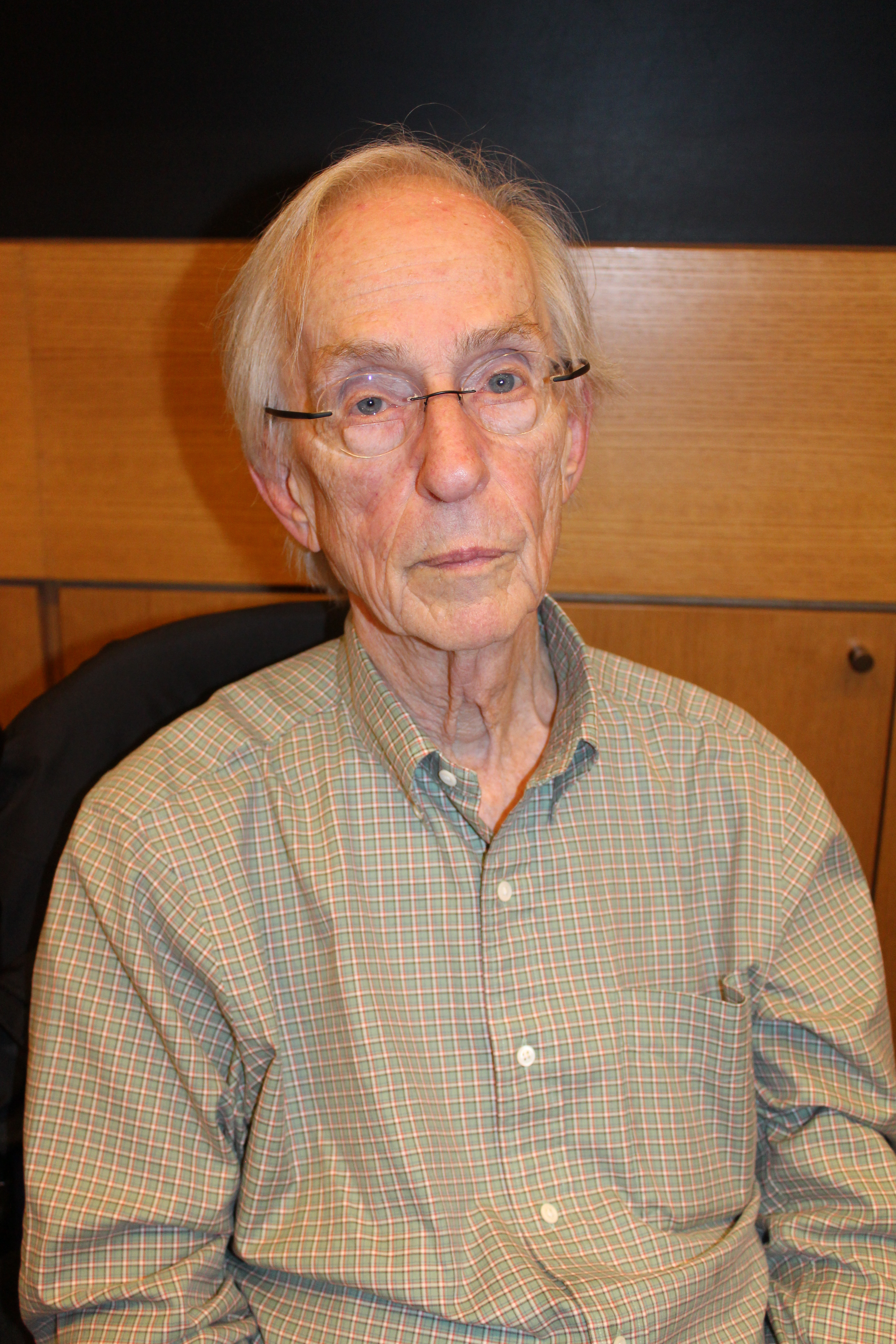
Howard S. Becker (1928–2023)

- Becker, Hubertus (* 1951), deutscher Schriftsteller und DrogenschmugglerHubertus Becker (* 1951)

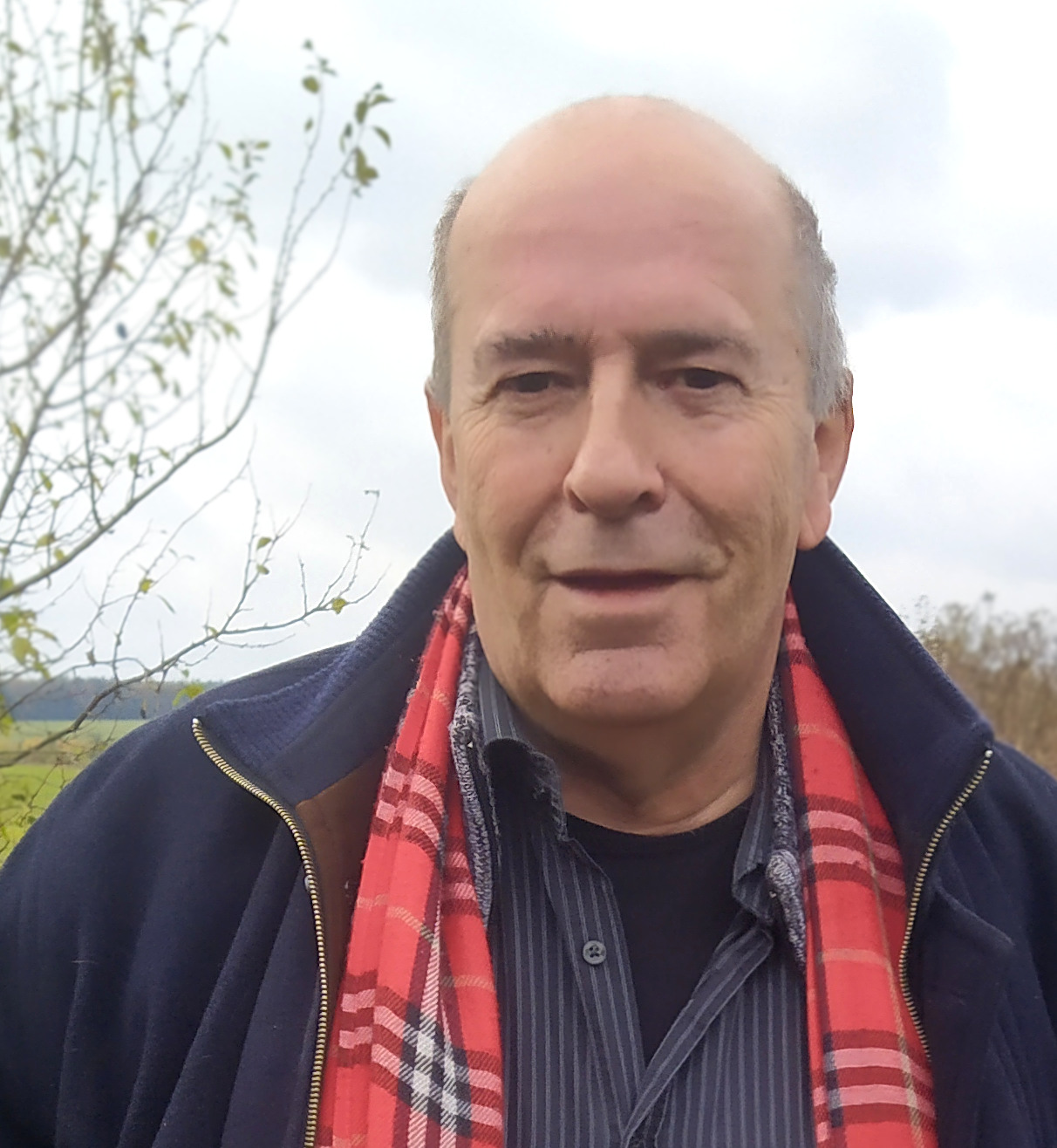
Hubertus Becker (* 1951)

- Becker, Hubertus (* 1964), deutscher Fußballspieler
- Becker, Hugo (1863–1941), deutscher Cellist, Cellolehrer und Komponist
- Becker, Hugo (* 1986), französischer Schauspieler

##### Becker, I
- Becker, Ida (1850–1917), deutsche Theaterschauspielerin
- Becker, Ingrid (1943–2004), deutsche Kunsterzieherin, Malerin und Zeichnerin
- Becker, Irene (* 1951), dänische Jazzmusikerin (Keyboards, Komposition)
- Becker, Irene (* 1952), deutsche Serienmörderin
- Becker, Irene (* 1953), deutsche Wirtschaftswissenschaftlerin und Sachbuchautorin
- Becker, Irene (* 1956), deutsche Diplom-Kauffrau, Unternehmensberaterin, Coachin und Buchautorin
- Becker, Irmgard Christa (* 1963), deutsche Archivarin und Historikerin

##### Becker, J
- Becker, Jacob (1820–1883), deutscher Gymnasiallehrer und Altertumsforscher
- Becker, Jacob (1864–1949), deutscher Mediziner und Politiker, MdR
- Becker, Jacques (1906–1960), französischer Filmregisseur
- Becker, Jakob (1810–1872), deutscher Maler
- Becker, Jakob (1811–1879), deutschstämmiger Klavierbauer
- Becker, Jan (* 1973), deutscher Schauspieler
- Becker, Jan (* 1975), deutscher Bühnenkünstler und Autor
- Becker, Jana (* 1975), deutsche Schauspielerin
- Becker, Jason (* 1969), US-amerikanischer Gitarrist
- Becker, Jasper (* 1956), britischer Journalist und Publizist
- Becker, Jean (1833–1884), deutscher Konzertmeister
- Becker, Jean (* 1933), französischer Filmregisseur und Drehbuchautor
- Becker, Jean-Jacques (1928–2023), französischer Historiker
- Becker, Jemmy (* 1884), luxemburgischer Fußballspieler
- Becker, Jens (* 1963), deutscher Drehbuchautor und Regisseur
- Becker, Jens (* 1965), deutscher Bassist der Band Grave DiggerJens Becker (* 1965)

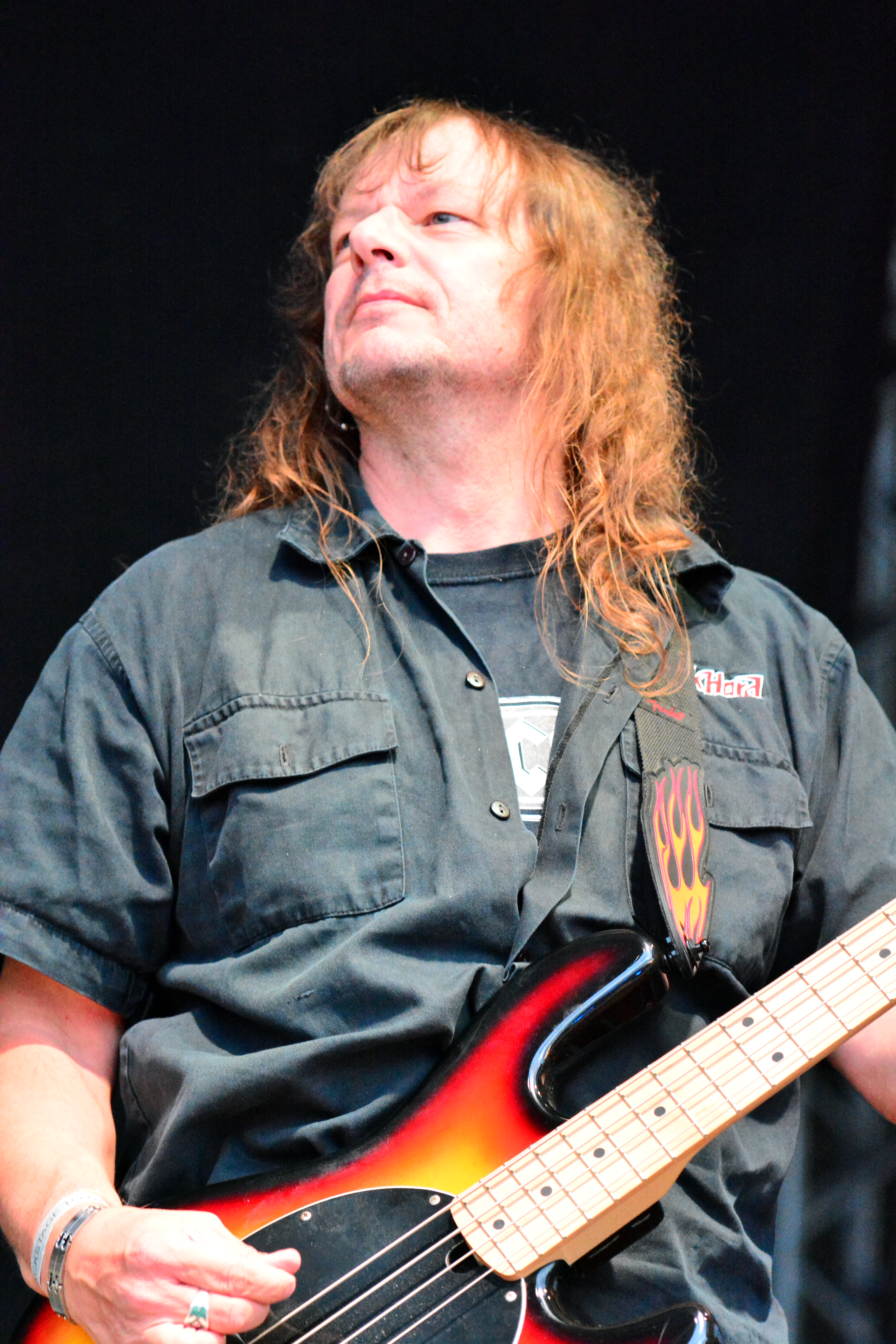
Jens Becker (* 1965)

- Becker, Jens-Peter (* 1943), deutscher Anglist, Schriftsteller und Blogger
- Becker, Jérôme (1850–1912), belgischer Offizier und Forschungsreisender
- Becker, Jessica (* 1999), luxemburgische Fußballspielerin
- Becker, Joachim (* 1942), deutscher Politiker (SPD), Oberbürgermeister von Pforzheim
- Becker, Joachim (* 1968), deutscher Jurist
- Becker, Joachim Christian (1937–1996), deutscher Politiker (CDU), MdHB
- Becker, João Batista (1870–1946), brasilianischer katholischer Bischof
- Becker, Joe (1931–2014), US-amerikanischer Radrennfahrer
- Becker, Johann (1869–1951), deutscher Jurist und Politiker (DVP), MdR
- Becker, Johann (1902–1972), deutscher Arbeiter und Kommunist
- Becker, Johann Adam (1823–1871), Ritter der Bayerischen Tapferkeitsmedaille
- Becker, Johann Aloys (1769–1850), deutscher Jakobiner, Mitglied des Mainzer Jakobinerklubs, Beamter des Großherzogtums Hessen
- Becker, Johann Emich (1709–1786), deutscher Hof-Schlosser
- Becker, Johann Friedrich (1696–1730), deutscher Mediziner und Hochschullehrer
- Becker, Johann Hermann (1700–1759), deutscher lutherischer Theologe
- Becker, Johann Hermann (1770–1848), deutscher Mediziner, Arzt in Parchim, Badearzt in Doberan
- Becker, Johann Michael (1703–1777), Bildhauer und Vergolder
- Becker, Johann Nikolaus (1773–1809), deutscher Schriftsteller und Friedensrichter
- Becker, Johann Philipp (* 1711), deutscher Apotheker
- Becker, Johann Philipp (1809–1886), deutscher Revolutionär der badischen Revolution 1849Johann Philipp Becker (1809–1886)

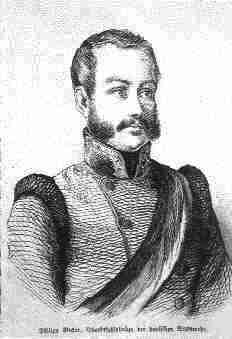
Johann Philipp Becker (1809–1886)

- Becker, Johann Rudolph (1736–1815), deutscher Verwaltungsjurist, Schriftsteller und Historiker
- Becker, Johannes (1726–1804), deutscher Organist und Kirchenmusiker
- Becker, Johannes (1859–1919), deutscher evangelischer Geistlicher
- Becker, Johannes (1875–1955), deutscher Politiker (Zentrum), MdR
- Becker, Johannes (* 1883), deutscher Chirurg
- Becker, Johannes (1897–1971), deutscher Jurist und Landgerichtspräsident
- Becker, Johannes (* 1977), deutscher Ökonom
- Becker, Johannes (* 1990), deutscher Pokerspieler
- Becker, Johannes Franz (1689–1777), katholischer Pfarrer und Montanunternehmer
- Becker, Johannes M. (* 1952), deutscher Politikwissenschaftler, Friedens- und Konfliktforscher
- Becker, John J. (1886–1961), US-amerikanischer Komponist
- Becker, Jörg (* 1946), deutscher Politikwissenschaftler
- Becker, Jörg (* 1959), deutscher Wirtschaftsinformatiker
- Becker, Jörg-Peter (* 1953), deutscher Richter und Vorsitzender Richter am Bundesgerichtshof
- Becker, Jörge (* 1980), deutscher Trompeter
- Becker, Josef (1875–1937), deutscher Politiker der Zentrumspartei
- Becker, Josef (1883–1949), deutscher Bibliothekar
- Becker, Josef (1895–1966), deutscher Pädiater, SS-Führer und Hochschullehrer
- Becker, Josef (1897–1973), deutscher Unternehmer und Erfinder
- Becker, Josef (1905–1996), deutscher Politiker (CDU), MdL, MdB
- Becker, Josef (1931–2021), deutscher Historiker
- Becker, Joseph A. (* 1897), US-amerikanischer Physiker
- Becker, Josephine (* 1999), deutsche Schauspielerin
- Becker, Jost (1766–1833), deutscher Politiker
- Becker, Judith (* 1971), deutsche evangelische Theologin und Hochschullehrerin
- Becker, Judy, US-amerikanische Szenenbildnerin
- Becker, Julia (* 1972), deutsche Verlegerin und Medienmanagerin
- Becker, Julia (* 1982), deutsche SchauspielerinJulia Becker (* 1982)

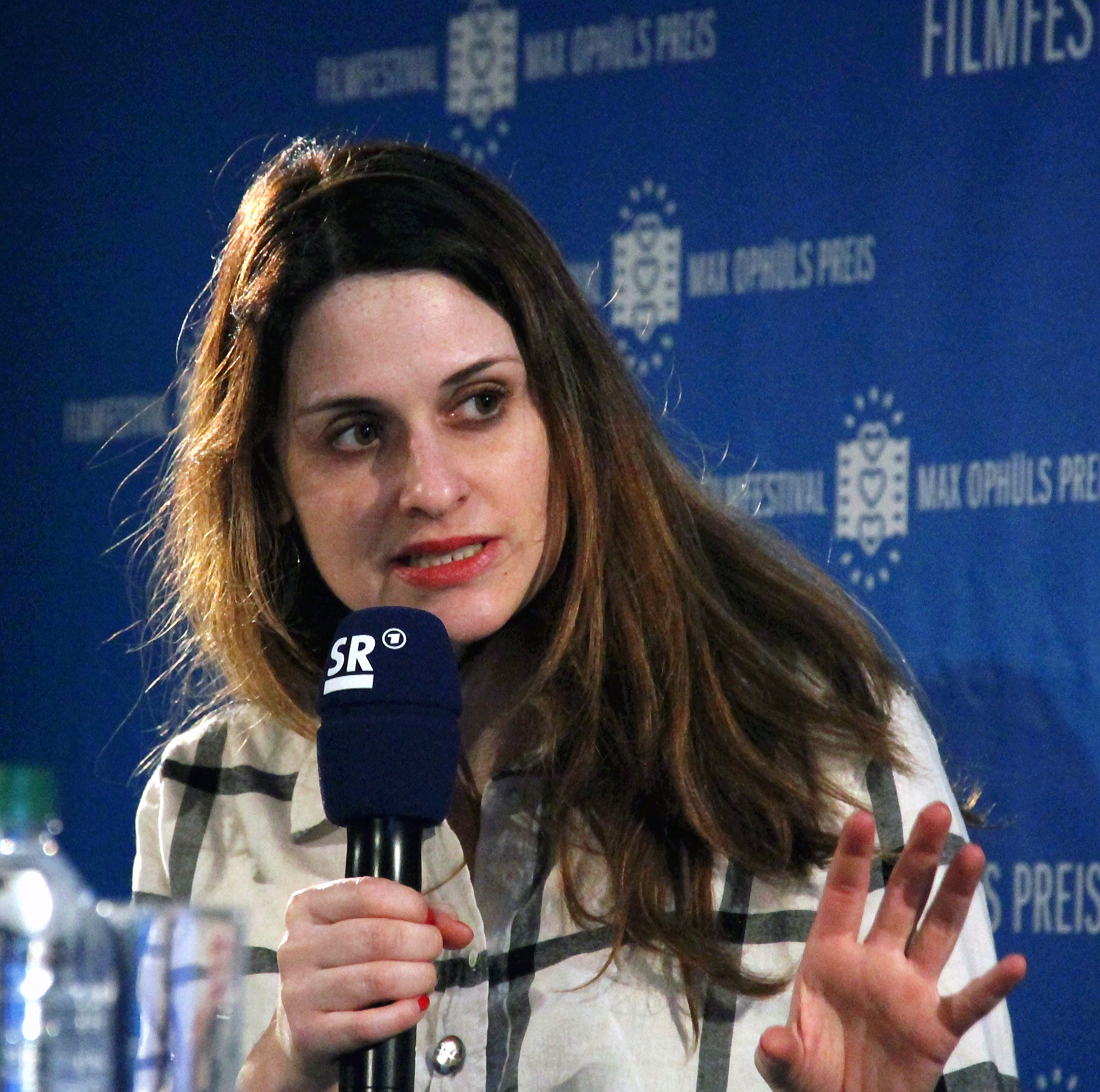
Julia Becker (* 1982)

- Becker, Julia (* 1994), deutsche Fußballspielerin
- Becker, Julian Emanuel (* 2005), deutscher Organist, Pianist und Komponist
- Becker, Julius (1811–1859), deutscher Komponist und Musiktheoretiker
- Becker, Julius (* 1853), deutscher Amokläufer an einer Schule
- Becker, Julius (1853–1917), badischer Jurist und Verwaltungsbeamter
- Becker, Julius Maria (1887–1949), deutscher Dramatiker und Lyriker
- Becker, Jupp (1909–1997), deutscher Turn- und Sportlehrer
- Becker, Jurek († 1997), deutscher Schriftsteller
- Becker, Jürgen (1932–2024), deutscher Schriftsteller
- Becker, Jürgen (* 1934), deutscher Theologe
- Becker, Jürgen (* 1944), deutscher Jurist und ehemaliger Vorstandsvorsitzender der GEMA
- Becker, Jürgen (* 1953), deutscher Jurist, Staatssekretär
- Becker, Jürgen (* 1959), deutscher Kabarettist, Autor und FernsehmoderatorJürgen Becker (* 1959)

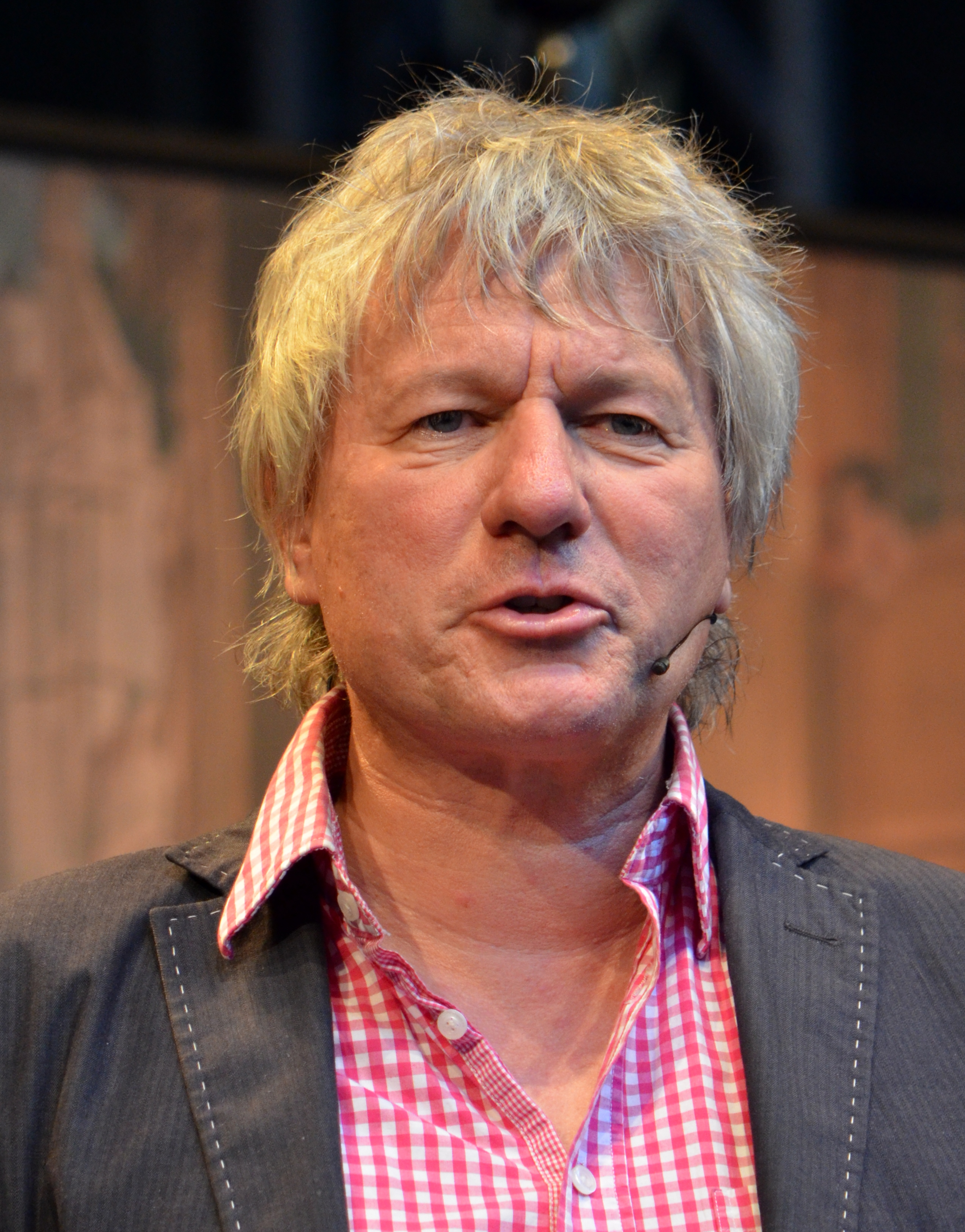
Jürgen Becker (* 1959)

##### Becker, K
- Becker, Karl (1820–1879), deutscher Bariton
- Becker, Karl (1820–1900), deutscher Maler und Präsident der Berliner Akademie
- Becker, Karl (1823–1896), deutscher Statistiker
- Becker, Karl (1827–1891), deutscher Maler, Zeichner und Kupferstecher
- Becker, Karl (1844–1913), deutscher Arbeiter und Politiker (SPD), MdL
- Becker, Karl (* 1875), deutscher Jurist
- Becker, Karl (1879–1940), deutscher General der Artillerie, Ballistiker und WehrwissenschaftlerKarl Becker (1879–1940)

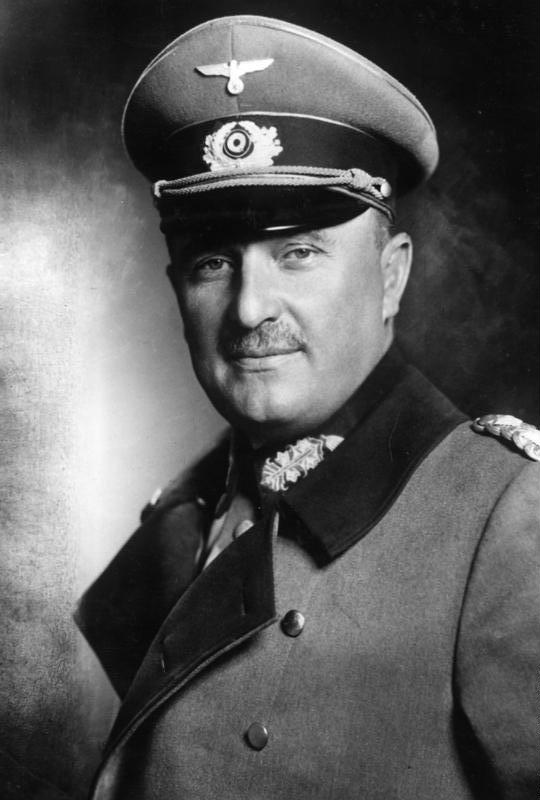
Karl Becker (1879–1940)

- Becker, Karl (1896–1943), deutscher Physiker
- Becker, Karl (1896–1961), deutscher Politiker (KPD), MdR
- Becker, Karl (1902–1942), deutscher Fußballspieler und -trainer
- Becker, Karl (* 1904), deutscher Jurist
- Becker, Karl (1909–1989), deutscher Politiker (SPD), MdL
- Becker, Karl (1923–2002), deutscher Arzt und Politiker (CDU), MdB
- Becker, Karl (1927–1984), deutscher Bibliothekar und Landtagsdirektor
- Becker, Karl Albin (1894–1942), deutscher KPD-Funktionär
- Becker, Karl Eugen (1932–2024), deutscher Ingenieur, Manager und Honorarprofessor
- Becker, Karl Eugen (* 1937), deutscher Gewerkschafter
- Becker, Karl Ferdinand (1775–1849), deutscher Sprachforscher
- Becker, Karl Friedrich (1777–1806), deutscher Geschichtsschreiber
- Becker, Karl Georg (1858–1914), deutscher Jurist und Politiker, MdR
- Becker, Karl Josef (1928–2015), deutscher katholischer Theologe und Kardinal
- Becker, Karl Otwin (1932–2020), deutscher Volkswirt und Mathematiker
- Becker, Karl Wilhelm (1772–1830), deutscher Numismatiker und Münzfälscher
- Becker, Karl-Heinz (1900–1968), deutscher evangelischer Pfarrer
- Becker, Karl-Heinz (1912–2001), deutscher Langstreckenläufer
- Becker, Karl-Heinz (1929–2019), deutscher Kommunalpolitiker
- Becker, Karl-Heinz (* 1943), deutscher Fußballspieler
- Becker, Karl-Heinz (1944–2025), deutscher Automobilrennfahrer
- Becker, Karl-Heinz († 2014), deutscher Musikfestival-Veranstalter
- Becker, Karsten (* 1958), deutscher Polizeibeamter und Politiker (SPD), MdL
- Becker, Kaspar (* 1969), Schweizer Politiker (Die Mitte)
- Becker, Käthe (* 1849), deutsche Schriftstellerin
- Becker, Kathrin (* 1967), deutsche Kuratorin
- Becker, Kathrin (* 1996), deutsche Fußballspielerin
- Becker, Katja (* 1965), deutsche Medizinerin und BiochemikerinKatja Becker (* 1965)

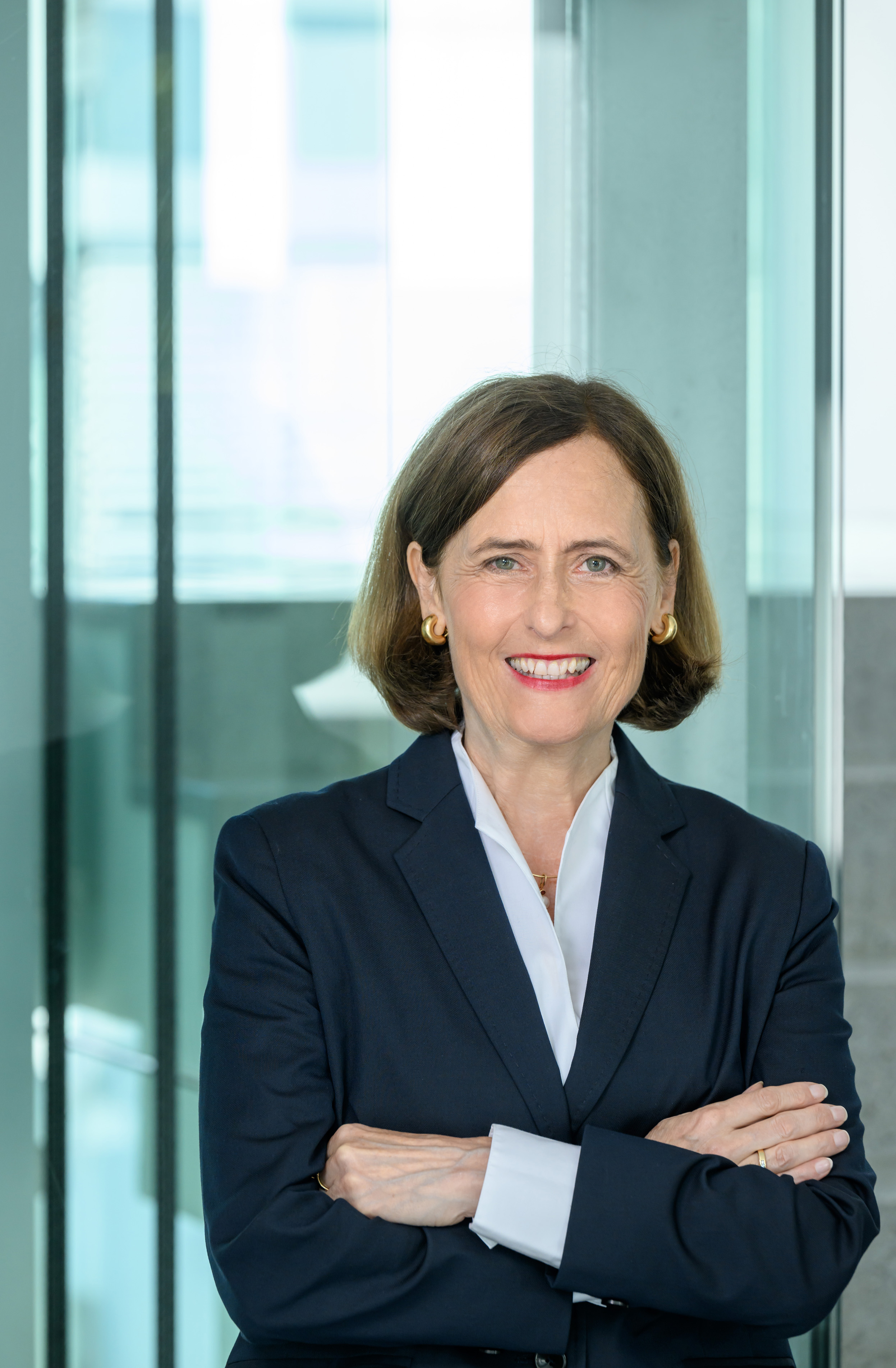
Katja Becker (* 1965)

- Becker, Katrin (* 1967), deutsche theoretische Physikerin
- Becker, Kerley (* 1986), brasilianische Volleyballspielerin
- Becker, Kerstin (* 1969), deutsche Schriftstellerin
- Becker, Kevin (* 1986), deutscher Poolbillardspieler
- Becker, Klaus (1923–1971), deutscher Kabarettist und Schauspieler
- Becker, Klaus (* 1934), deutscher Jurist und Verwaltungsbeamter
- Becker, Klaus (1953–2024), deutscher Oboist und Hochschullehrer
- Becker, Klaus (* 1956), deutscher Bildhauer
- Becker, Klaus Martin (* 1933), deutscher römisch-katholischer Priester in der Prälatur Opus Dei, Seelsorger und Theologe
- Becker, Klaus-Dieter (* 1935), deutscher Mathematiker und Physiker, Hochschullehrer in Saarbrücken
- Becker, Knuth (1891–1974), dänischer Schriftsteller
- Becker, Konrad († 1588), deutscher evangelisch-lutherischer Theologe
- Becker, Konrad (* 1959), österreichischer Medienforscher, Musiker und Publizist
- Becker, Kunibert (1934–2001), deutscher Politiker (CDU) und Bürgermeister
- Becker, Kuno (* 1978), mexikanischer Schauspieler
- Becker, Kurt (* 1910), deutscher Landrat
- Becker, Kurt (1920–1987), deutscher Journalist
- Becker, Kurt (1931–1993), deutscher Jugendbuchautor
- Becker, Kurt E. (* 1950), deutscher Publizist, Rhetorik-Lehrer, Universitätsdozent, KommunikationsberaterKurt E. Becker (* 1950)

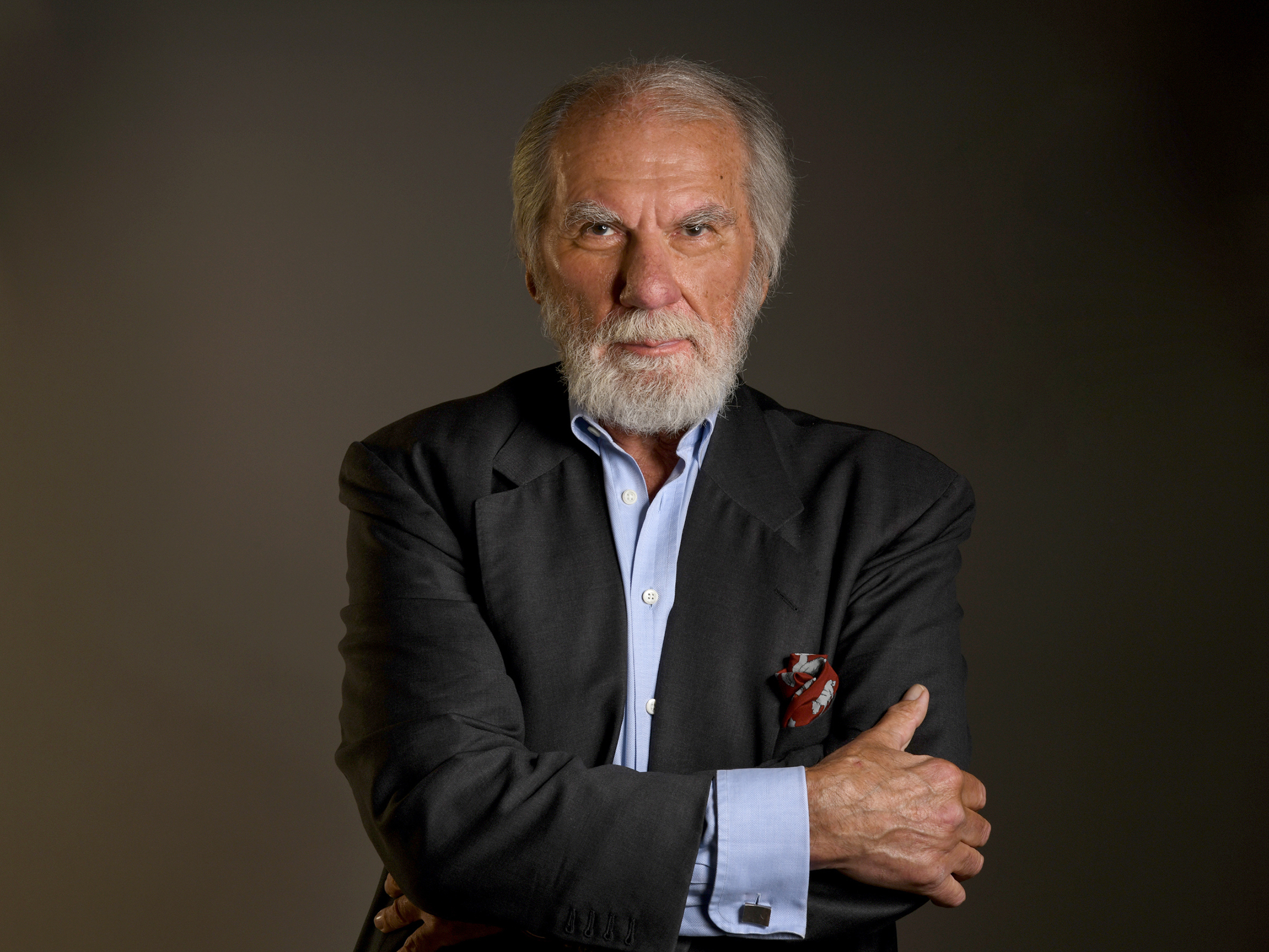
Kurt E. Becker (* 1950)

##### Becker, L
- Becker, Lambert († 1562), deutscher Rechtswissenschaftler, Ratssekretär und Ratsherr der Hansestadt Lübeck
- Becker, Lars (* 1954), deutscher Filmregisseur, Drehbuchautor und Kriminalschriftsteller
- Becker, Lasse (* 1983), deutscher Politiker (FDP)
- Becker, Leo (1840–1886), deutscher Rittergutsbesitzer und Politiker, MdR, Landrat
- Becker, Leopold (1904–1977), deutscher Politiker (CDU), MdV und Minister in Sachsen-Anhalt
- Becker, Lilly (* 1976), niederländisches Model
- Becker, Lina Maria (1898–1975), deutsche Politikerin (KPD)
- Becker, Lothar (* 1959), deutscher Schriftsteller, Musiker und Komponist
- Becker, Louis (* 1962), dänischer Architekt
- Becker, Lucien (1911–1984), französischer Dichter
- Becker, Ludwig (1808–1861), deutscher Maler, Wissenschaftler und Naturforscher
- Becker, Ludwig (1855–1940), deutscher Architekt und Dombaumeister
- Becker, Ludwig (1860–1947), deutsch-britischer Astronom und Hochschullehrer
- Becker, Ludwig (1871–1950), deutscher Generalstaatsanwalt
- Becker, Ludwig (1892–1974), deutscher Politiker (SPD, KPD), MdL, Gewerkschafter und Widerstandskämpfer
- Becker, Ludwig (1893–1973), deutscher Politiker (KPD), MdL
- Becker, Ludwig (1914–1971), deutscher Maler
- Becker, Ludwig Hugo (1833–1868), deutscher Maler, Zeichner und Radierer der Düsseldorfer Schule
- Becker, Ludwig Wilhelm Gerhard (1822–1896), deutscher Kaufmann
- Becker, Lutz (* 1957), deutscher Wirtschaftswissenschaftler
- Becker, Lutz (* 1969), deutscher Leichtathlet
- Becker, Lydia (1827–1890), britische Frauenrechtlerin

##### Becker, M
- Becker, Madeleine (* 1992), deutsche Schriftstellerin, Landwirtin und Bloggerin
- Becker, Malene (* 1994), deutsche Schauspielerin
- Becker, Manfred (* 1938), deutscher Germanist, Slawist und Pädagoge, Präses der Synode der Evangelischen Kirche Berlin-Brandenburg
- Becker, Manfred (* 1940), deutscher Fußballspieler
- Becker, Manfred (* 1951), deutscher Basketballspieler
- Becker, Marc (* 1969), deutscher Theaterregisseur und Dramen-Autor
- Becker, Marcus (* 1981), deutscher Kanute
- Becker, Maria (1920–2012), deutsch-schweizerische Schauspielerin, Rezitatorin, Intendantin und RegisseurinMaria Becker (1920–2012)

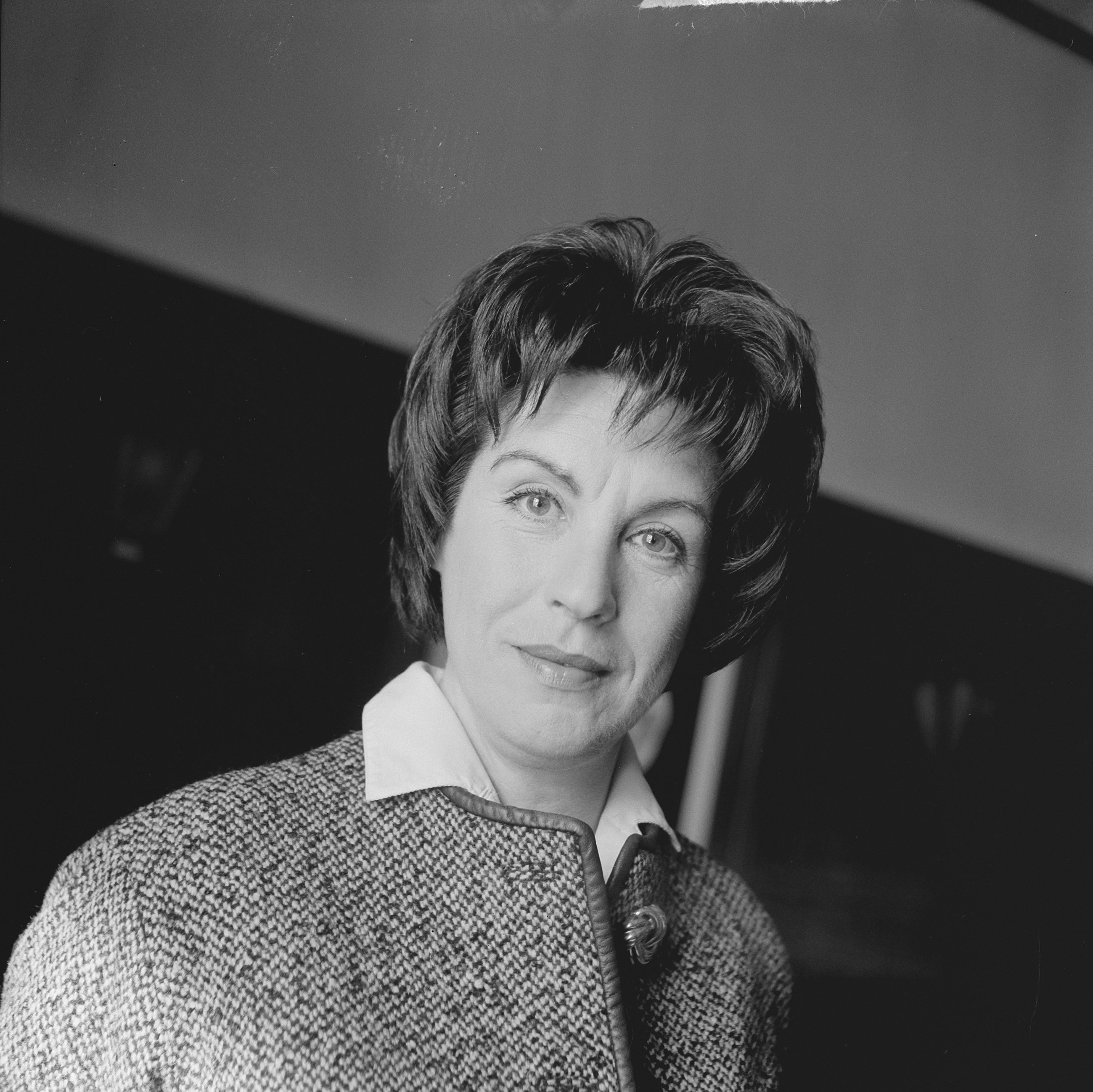
Maria Becker (1920–2012)

- Becker, Maria (* 1962), deutsche Altphilologin
- Becker, Marie (1875–1930), deutsche Schneiderin und Politikerin, MdHB
- Becker, Marie Alexandrine (1879–1942), belgische Serienmörderin
- Becker, Marie Luise (1871–1960), deutsche Schriftstellerin
- Becker, Marion (* 1950), deutsche Leichtathletin
- Becker, Marion Alessandra (* 1963), deutsche Schauspielerin
- Becker, Maritta (* 1981), deutsche Eishockeyspielerin und -trainerin
- Becker, Markus (* 1956), deutscher Jazzmusiker
- Becker, Markus (* 1963), deutscher Footballspieler
- Becker, Markus (* 1963), deutscher Pianist
- Becker, Markus (* 1966), deutscher Handballspieler
- Becker, Markus (* 1971), deutscher PartyschlagersängerMarkus Becker (* 1971)

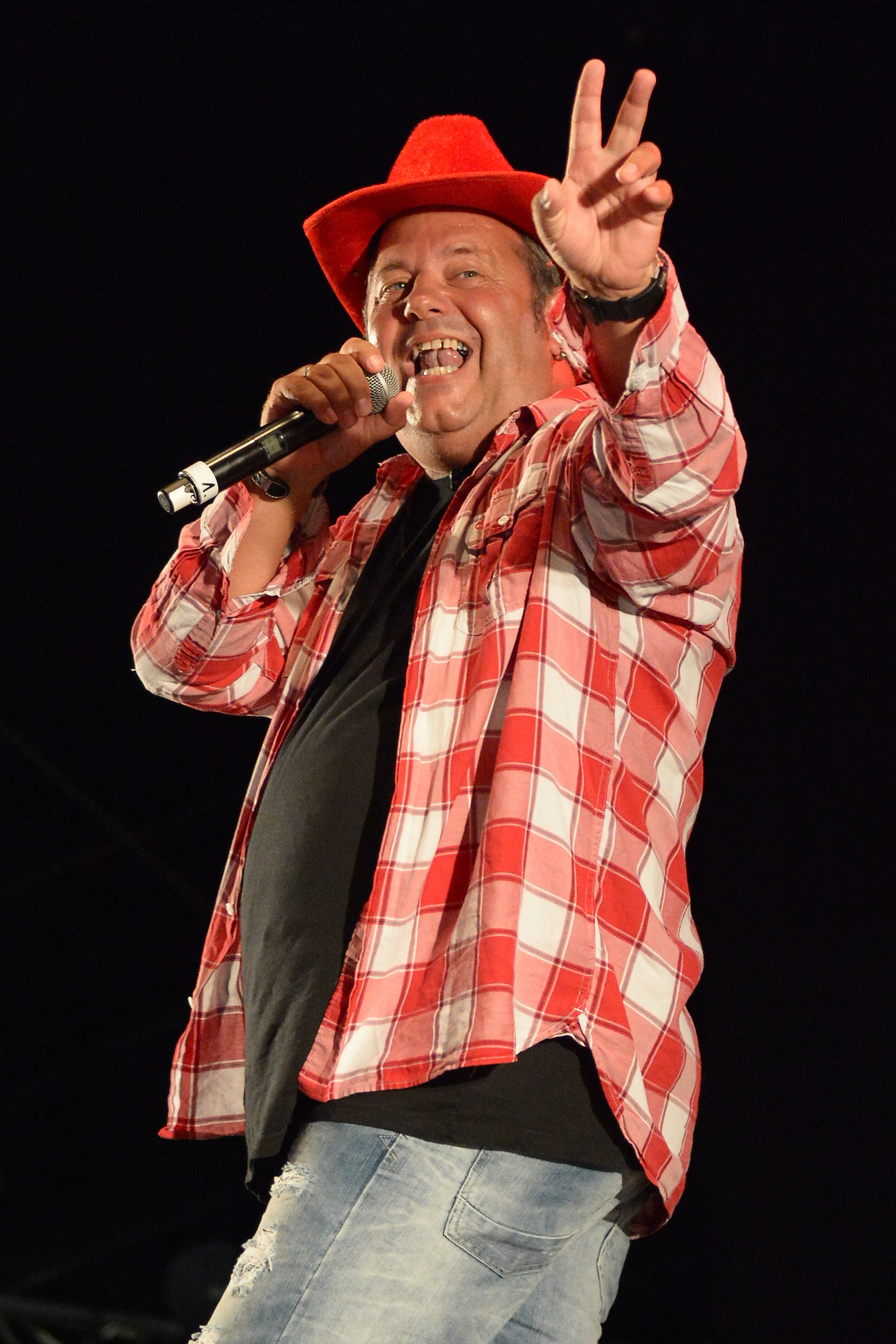
Markus Becker (* 1971)

- Becker, Markus (* 1979), deutscher Handballspieler
- Becker, Martin (* 1960), deutscher Politiker (SPD), MdL
- Becker, Martin (* 1961), deutscher Keyboarder und Komponist
- Becker, Martin (* 1965), deutscher Faustballspieler und -trainer
- Becker, Martin (* 1973), deutscher Theater- und Filmschauspieler
- Becker, Martin (* 1982), deutscher Schriftsteller und Journalist
- Becker, Martin Alexander (* 1987), deutscher Schachspieler
- Becker, Martin R. (* 1949), deutscher Künstler
- Becker, Marzel (* 1963), deutscher Hörfunkmoderator und -programmdirektor
- Becker, Matthias (* 1955), deutscher Geodät
- Becker, Matthias (* 1974), deutscher Fußballspieler
- Becker, Matthias (* 1982), deutscher evangelischer Theologe
- Becker, Matthias Martin (* 1971), freier Journalist und Sachbuchautor
- Becker, Maurice (1889–1975), Karikaturist, Maler und sozialkritischer Künstler
- Becker, Max (1817–1884), badischer Eisenbahningenieur
- Becker, Max (1848–1896), deutscher Jurist und Verwaltungsbeamter
- Becker, Max (1888–1960), deutscher Politiker (DVP, FDP), MdL
- Becker, Max (1906–2000), deutscher Tierphysiologe und Hochschullehrer
- Becker, Max Egon (1918–1983), deutscher Rundfunktechniker und Fabrikant
- Becker, Max Josef (1890–1971), deutscher Maler, Zeichner und Radierer
- Becker, Maximilian (* 1978), deutscher Jurist und Hochschullehrer
- Becker, Melanie (1966–2020), deutsche theoretische Physikerin
- Becker, Meret (* 1969), deutsche Schauspielerin, Synchronsprecherin und SängerinMeret Becker (* 1969)

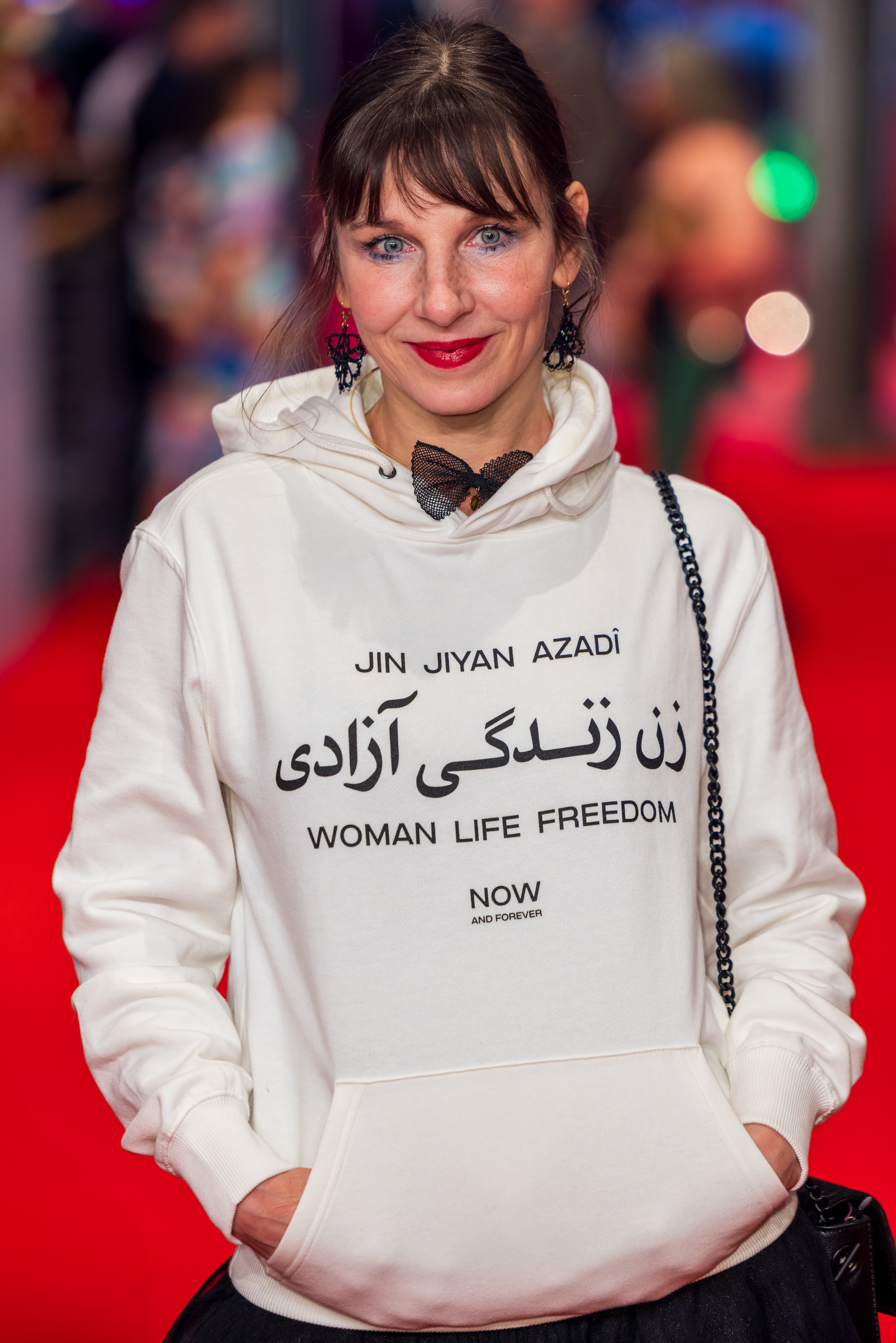
Meret Becker (* 1969)

- Becker, Mi-Yong (* 1970), deutsche Volkswirtin
- Becker, Michael (* 1945), deutscher Radrennfahrer, nationaler Meister im Radsport
- Becker, Michael (* 1949), deutscher Pfarrer
- Becker, Michael (* 1953), deutscher Jurist und Fußballspielervermittler
- Becker, Michael (1954–2011), deutscher Komponist und Songwriter
- Becker, Michael (* 1955), deutscher Rechtswissenschaftler
- Becker, Michael (1958–2024), deutscher Politikwissenschaftler und Hochschullehrer
- Becker, Michael (* 1962), deutscher Fußballspieler
- Becker, Michael (* 1966), deutscher Musiker und Journalist
- Becker, Michael (* 1984), deutscher Sportmanager
- Becker, Michel (1895–1948), deutscher Schriftsteller
- Becker, Mike Al (1961–2021), deutscher Musiker
- Becker, Monika (* 1955), deutsche Politikerin (FDP), MdL
- Becker, Moritz (1830–1901), deutscher Unternehmer in der Bernsteingewinnung
- Becker, Moritz Alois (1812–1887), österreichischer Pädagoge

##### Becker, N
- Becker, Nadja (* 1978), deutsche SchauspielerinNadja Becker (* 1978)

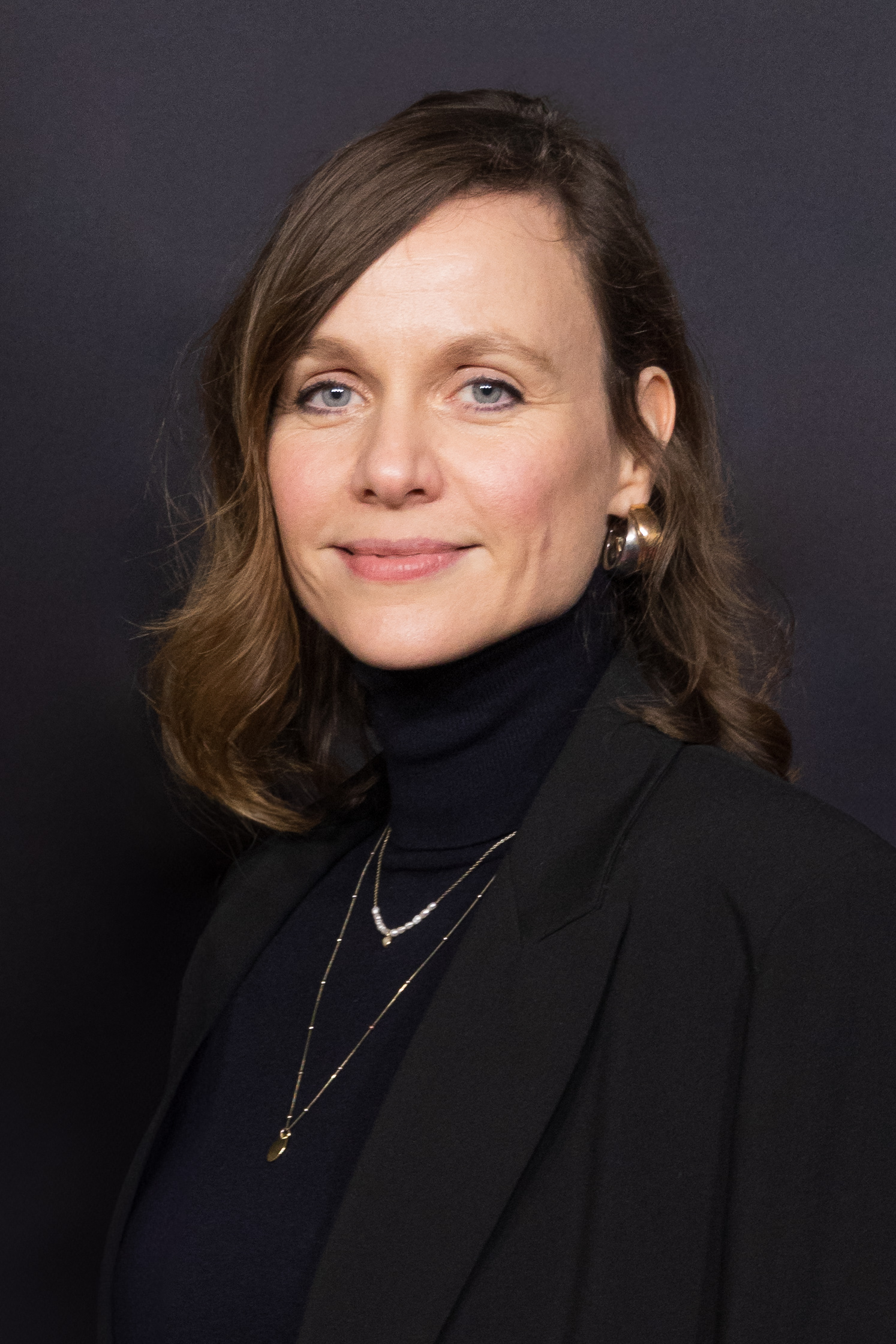
Nadja Becker (* 1978)

- Becker, Nanny (1914–2008), deutsch-jüdische Sängerin, Soubrette und Gastwirtin
- Becker, Nicolas (* 1946), deutscher Jurist
- Becker, Nicolas (* 1970), französischer Geräuschemacher, Sound Designer und Filmkomponist
- Becker, Nikolaus (1809–1845), deutscher Dichter, Verfasser des Rheinlieds
- Becker, Nils (* 1966), deutscher Basketballspieler
- Becker, Nils (* 1998), deutscher Volleyballspieler
- Becker, Norbert (1937–2012), deutscher Agrarwissenschaftler auf dem Gebiet der Rebenzüchtung und weinbaulichen Standortkunde
- Becker, Norbert (* 1949), deutscher Biologe und Hochschullehrer
- Becker, Norbert (* 1962), deutscher Komponist und Priester in der Gemeinschaft der Herz-Jesu-Missionare
- Becker, Norman (* 1984), deutscher Wasserspringer
- Becker, Notker (1883–1978), deutscher Benediktiner und Maler

##### Becker, O
- Becker, Olaf (* 1959), deutscher Volleyballspieler
- Becker, Olaf (* 1970), deutscher Fußballspieler
- Becker, Olaf Otto (* 1959), deutscher Fotograf
- Becker, Oliver (* 1967), deutscher Regisseur, Filmproduzent und Autor
- Becker, Oliver (* 1967), deutscher Jurist, Präsident des Oberverwaltungsgerichts Sachsen-Anhalt
- Becker, Oliver (* 1969), deutscher Schriftsteller und Werbekaufmann
- Becker, Oskar (1839–1868), Attentäter auf König Wilhelm von PreußenOskar Becker (1839–1868)

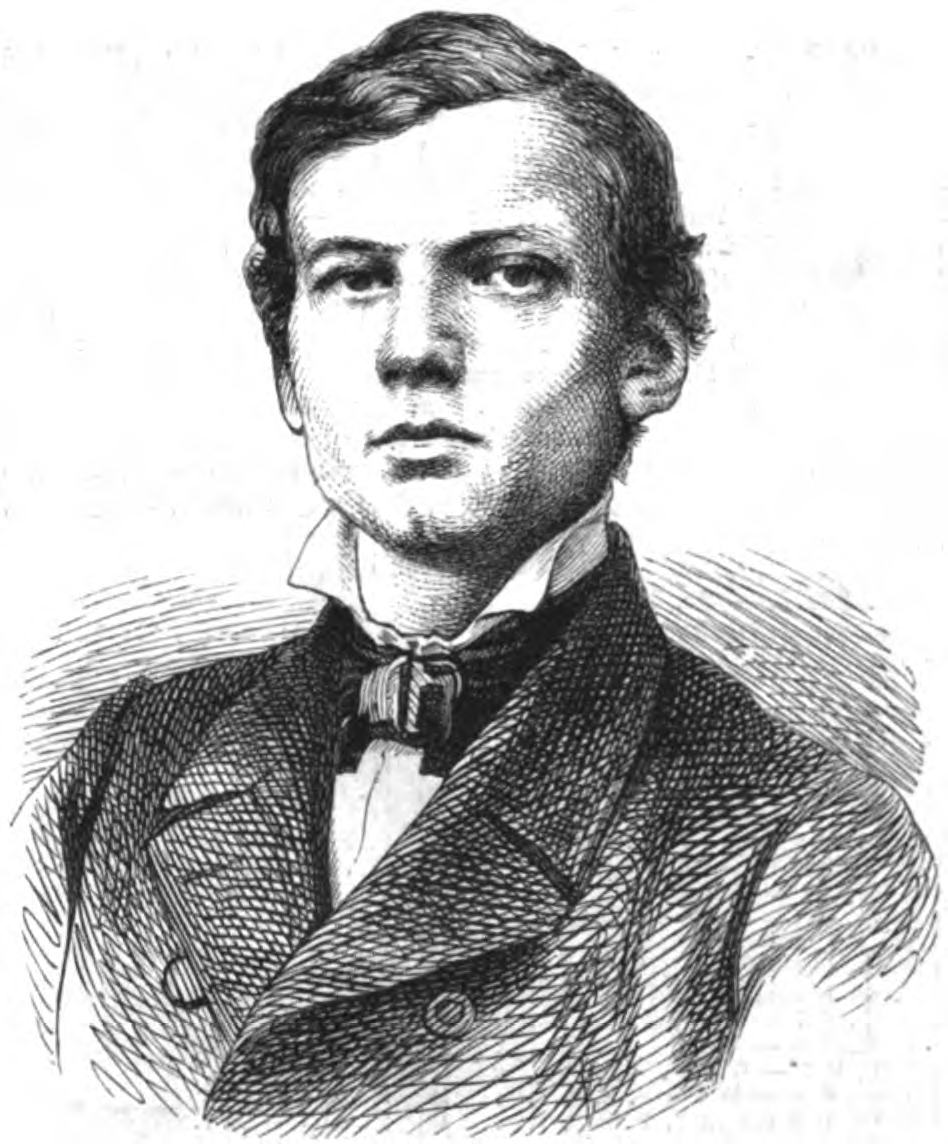
Oskar Becker (1839–1868)

- Becker, Oskar (1889–1964), deutscher Philosoph, Logiker und Mathematiker
- Becker, Oskar (1898–1982), deutscher Landschafts-, Marine-, Genre-, Porträt- und Stilllebenmaler der Düsseldorfer Schule
- Becker, Oskar (* 1927), deutscher Pädagoge, Oberstudienrat, Philosoph, Schriftsteller und Romancier
- Becker, Otmar (* 1955), deutscher Fußballspieler
- Becker, Otto (1828–1890), deutscher Ophthalmologe und Hochschullehrer
- Becker, Otto (1870–1954), deutscher Musiker
- Becker, Otto (1885–1955), deutscher Historiker
- Becker, Otto (* 1928), deutscher Diplomat und Botschafter der DDR
- Becker, Otto (* 1958), deutscher SpringreiterOtto Becker (* 1958)

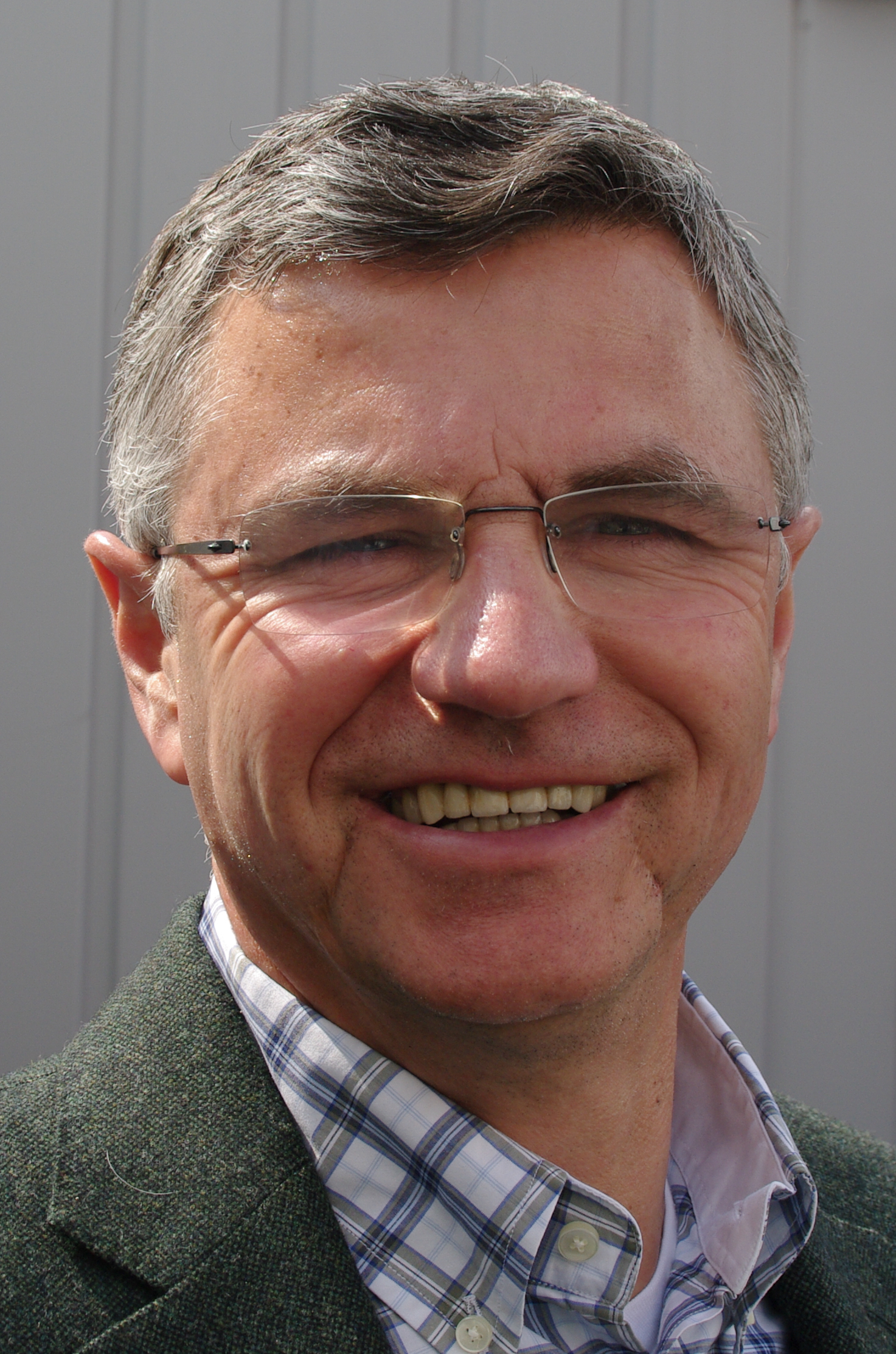
Otto Becker (* 1958)

- Becker, Otto H. (* 1942), deutscher Historiker und Archivar

##### Becker, P
- Becker, Patrick (* 1970), deutscher Künstler, Regisseur und Balletttänzer
- Becker, Patrick (* 1976), deutscher Fundamentaltheologe
- Becker, Paul (1808–1881), deutschstämmiger Altphilologe; Gymnasiallehrer in Odessa
- Becker, Paul (1881–1963), deutscher Admiralrichter, Musiker und Komponist
- Becker, Paul (* 1885), deutscher Politiker (SPD), MdL
- Becker, Paul (1897–1981), deutscher Sportfunktionär
- Becker, Paul (1910–1984), deutsch-österreichischer Journalist
- Becker, Paul (1923–2004), deutscher Architekt
- Becker, Paul (* 1958), deutscher Hochschullehrer, Präsident des Bundesamtes für Kartographie und Geodäsie
- Becker, Paul (* 1990), deutscher Volleyball- und BeachvolleyballspielerPaul Becker (* 1990)

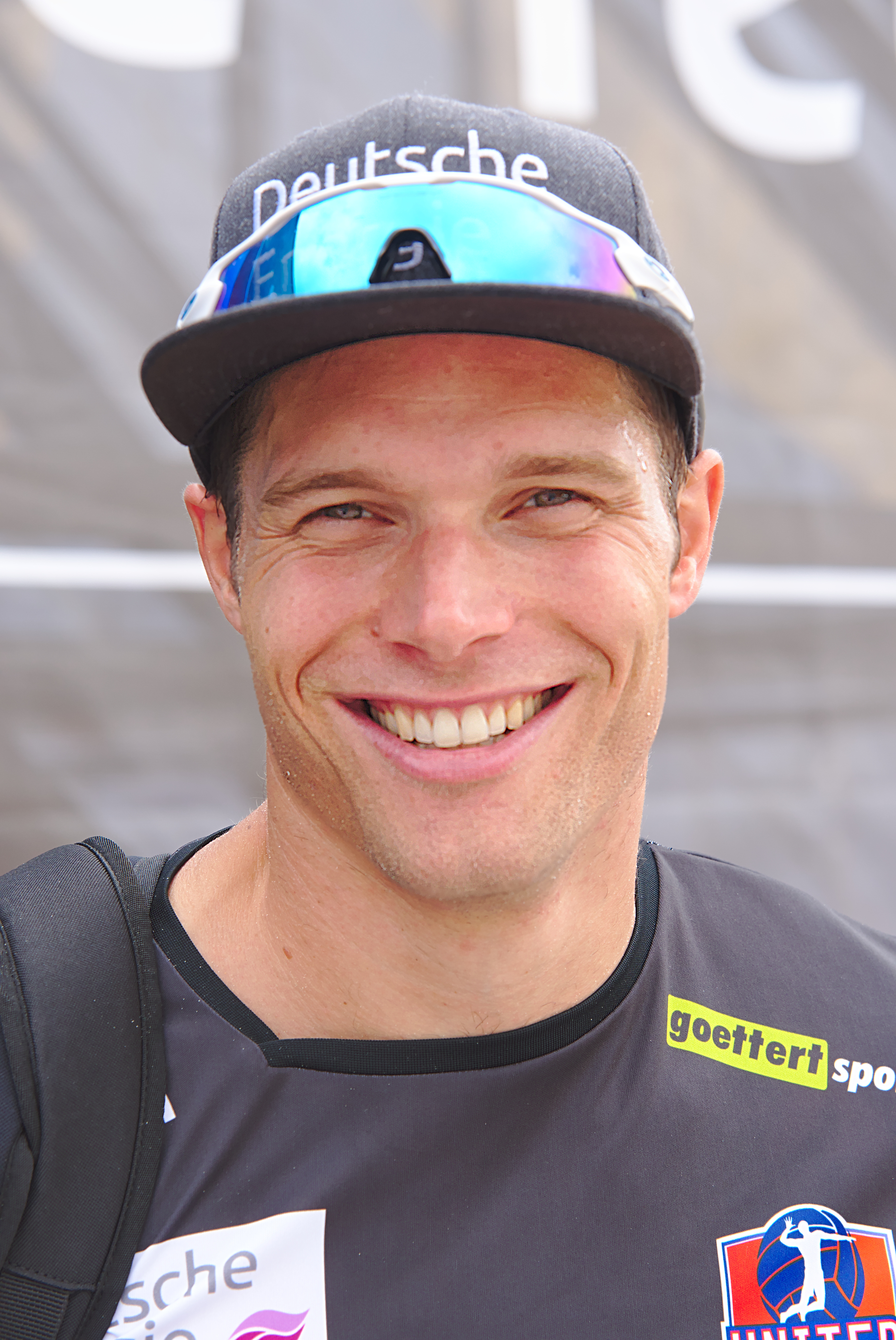
Paul Becker (* 1990)

- Becker, Peter (1491–1563), deutscher Theologe und Reformator
- Becker, Peter (1672–1753), deutscher Mathematiker und Theologe
- Becker, Peter (1778–1848), bayerischer Generalleutnant und Baumeister
- Becker, Peter (1804–1884), deutscher Politiker und ehemaliger Abgeordneter der 2. Kammer der Landstände des Großherzogtums Hessen
- Becker, Peter (1812–1900), deutscher Verwaltungsbeamter und langjähriger Oberbürgermeister von Eupen
- Becker, Peter (1828–1904), deutscher Landschafts- und Genremaler, Radierer und Lithograph
- Becker, Peter (1934–2018), deutscher Musikpädagoge
- Becker, Peter (1937–2017), deutscher Maler, Grafiker, Illustrator und Autor
- Becker, Peter (* 1938), deutscher Radsporttrainer
- Becker, Peter (1941–2024), deutscher Rechtsanwalt
- Becker, Peter (* 1946), deutscher Bäckermeister und Präsident der Handwerkskammer sowie der internationalen Bäcker-Vereinigung
- Becker, Peter (* 1955), deutscher Radrennfahrer
- Becker, Peter (* 1955), deutscher Jurist und Richter am Bundessozialgericht
- Becker, Peter (* 1956), deutscher Ruderer
- Becker, Peter (* 1958), deutscher Biochemiker und Molekularbiologe
- Becker, Peter (* 1958), deutscher Fußballspieler
- Becker, Peter (* 1962), österreichischer Historiker
- Becker, Peter (* 1964), deutscher Tischtennisspieler
- Becker, Peter (* 1979), deutscher SchauspielerPeter Becker (* 1979)

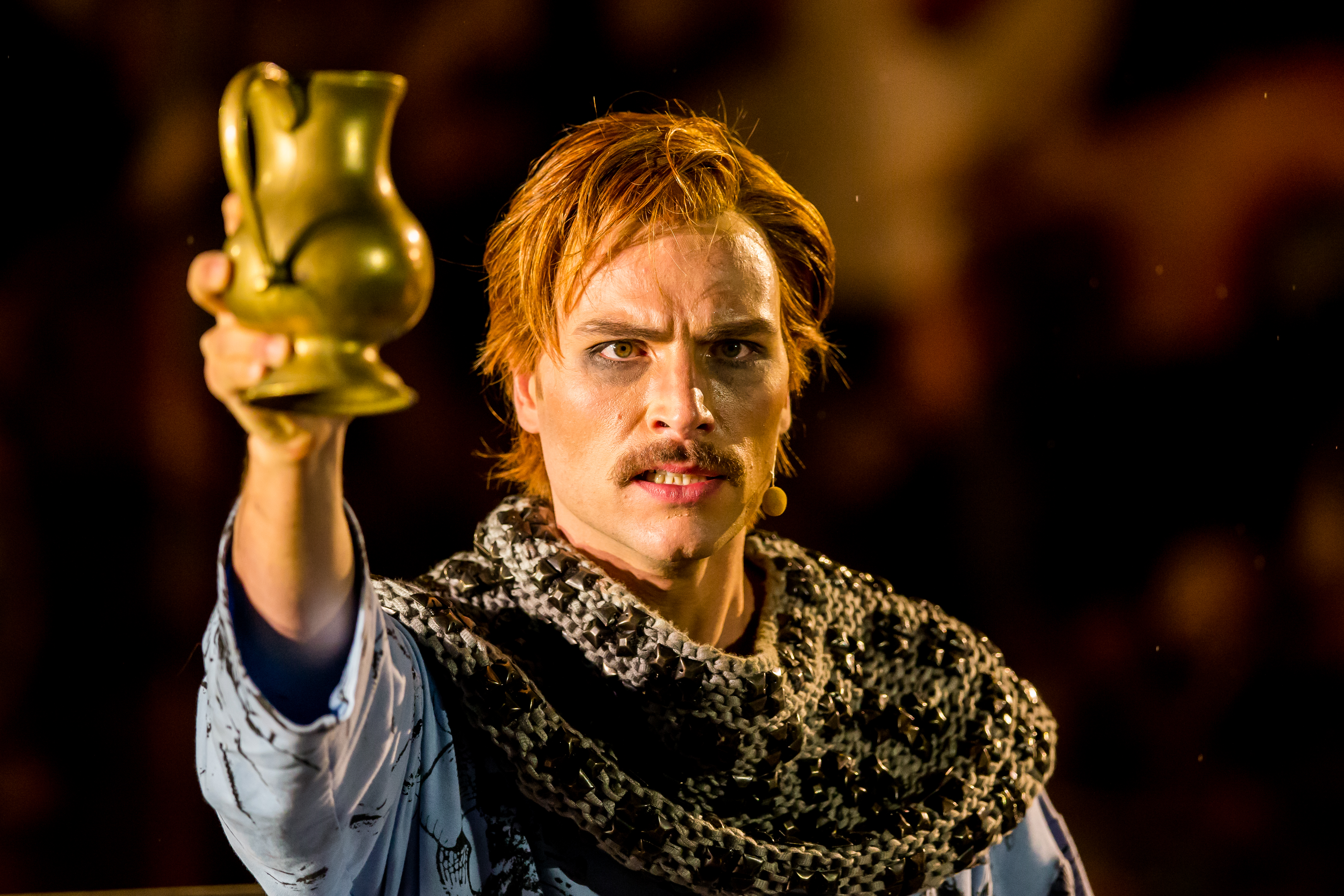
Peter Becker (* 1979)

- Becker, Peter August, Glockengießer in Hannover
- Becker, Peter Emil (1908–2000), deutscher Neurologe, Psychiater und Humangenetiker
- Becker, Peter Hermann (1730–1788), deutscher lutherischer Theologe
- Becker, Peter von (* 1947), deutscher Kulturjournalist, Autor, Dramaturg und Theaterkritiker
- Becker, Peter-René (* 1949), deutscher Biologe und Ethnologe
- Becker, Petra (* 1961), deutsche Juristin und Oberbürgermeisterin der Stadt Stutensee
- Becker, Philipp (1702–1747), deutscher Rechtswissenschaftler
- Becker, Philipp August (1862–1947), deutscher Romanist
- Becker, Philipp Jakob (1763–1829), deutscher Maler

##### Becker, R
- Becker, Raffael (1922–2013), deutscher Kunstmaler und Grafiker
- Becker, Raimund (* 1959), deutscher Jurist und Beamter, Vorstandsmitglied der Bundesagentur für Arbeit (seit 2004)
- Becker, Rainald (* 1959), deutscher FernsehjournalistRainald Becker (* 1959)

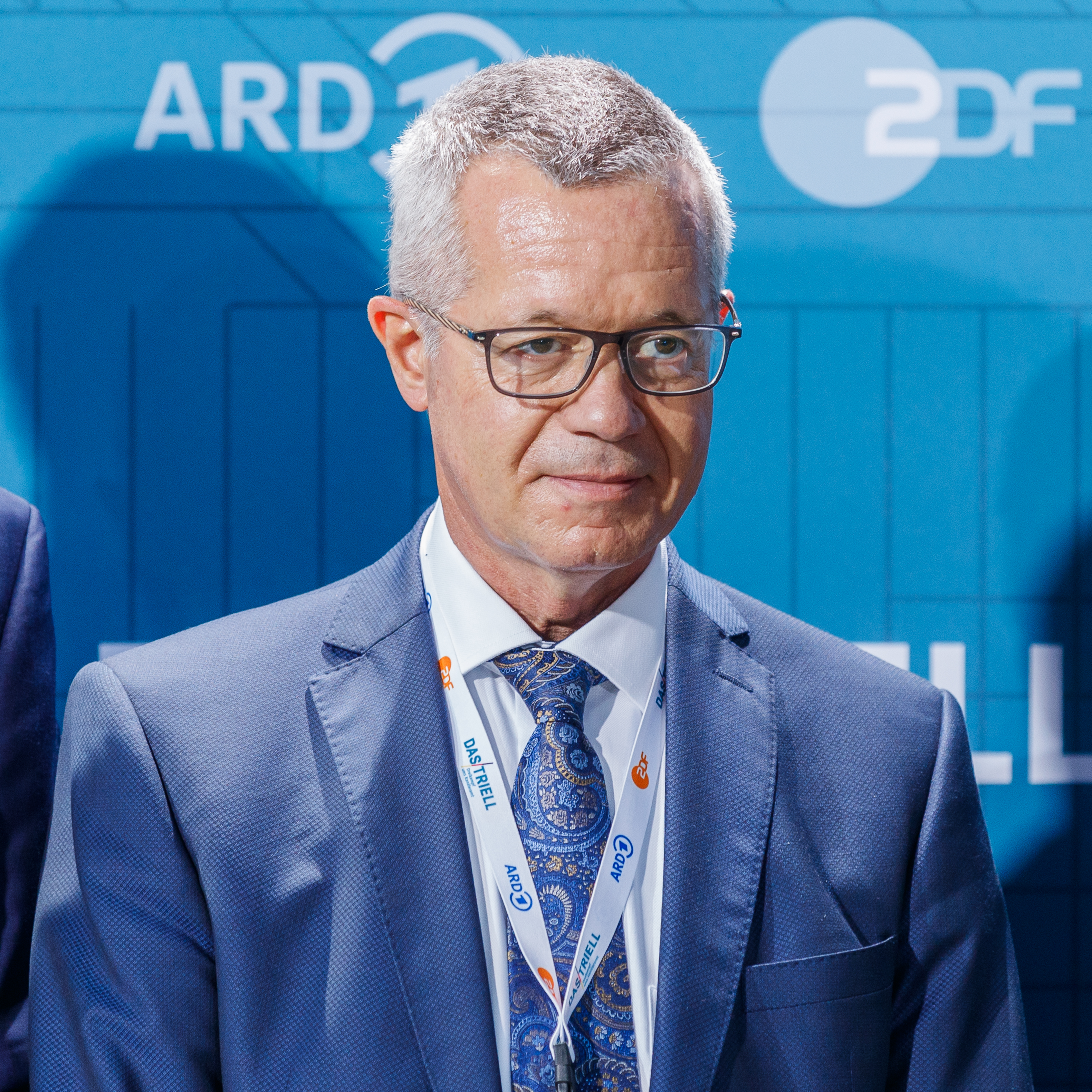
Rainald Becker (* 1959)

- Becker, Rainald (* 1971), deutscher Historiker
- Becker, Rainer (* 1962), deutscher Koch und Gastronom
- Becker, Ralf (* 1970), deutscher Fußballspieler
- Becker, Ralf (* 1975), deutscher Philosoph und Hochschullehrer
- Becker, Ralph (* 1952), US-amerikanischer Politiker
- Becker, Reiner (* 1971), deutscher Politikwissenschaftler
- Becker, Reinhard (* 1954), deutscher Grafik-Designer, Verleger und Autor
- Becker, Reinhard Paul (1928–2006), deutscher Schriftsteller und Germanist
- Becker, Reinhold (1842–1924), deutscher Komponist
- Becker, Reinhold (1866–1924), deutscher Unternehmer und Manager
- Becker, Reinhold (* 1959), deutscher Schwimmer
- Becker, Renate (* 1935), deutsche Schauspielerin, Psychologin und AutorinRenate Becker (* 1935)

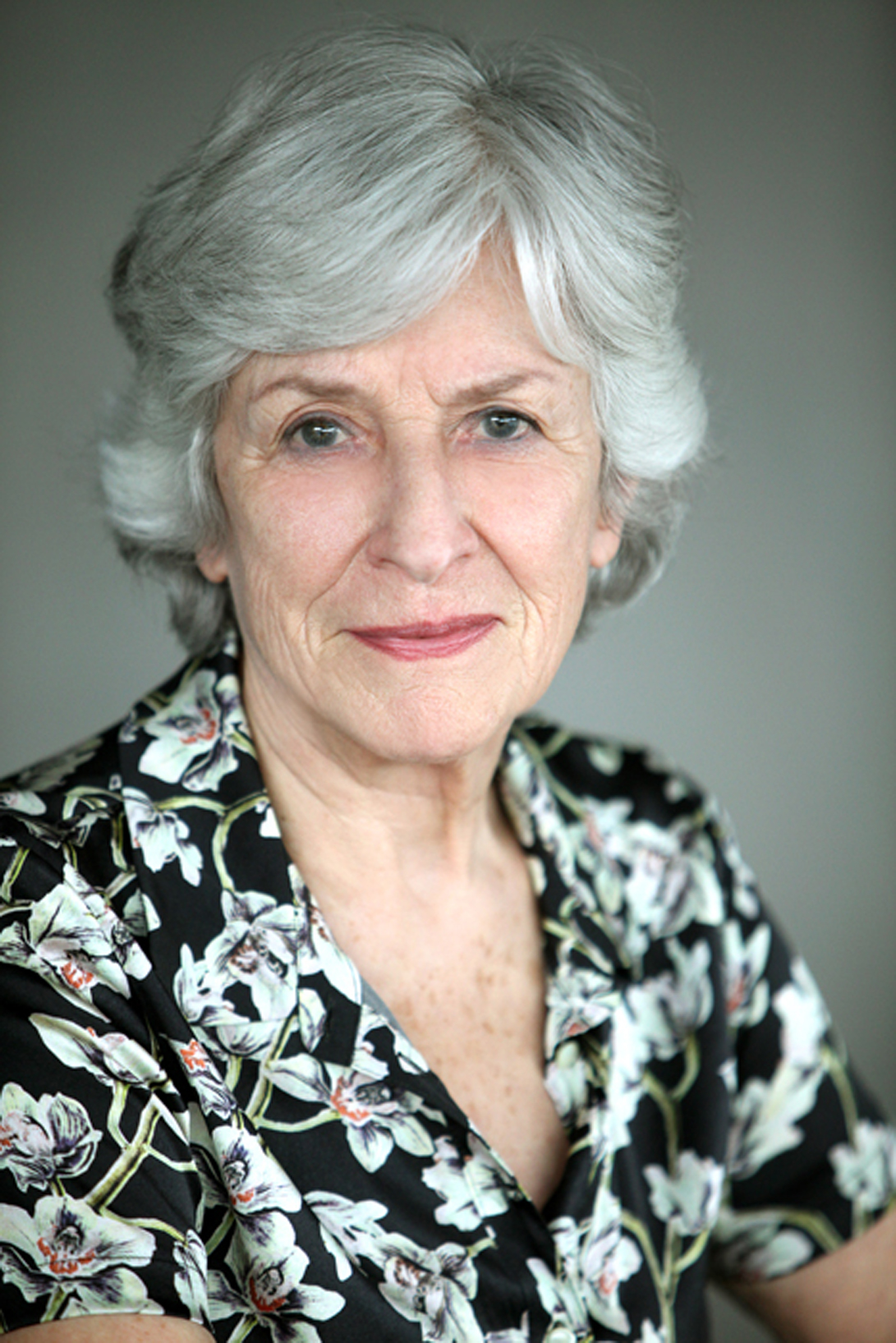
Renate Becker (* 1935)

- Becker, René Louis (1882–1956), französisch-amerikanischer Komponist, Organist und Pianist
- Becker, Richard (1884–1969), deutscher Politiker (Zentrum, NSDAP, DPS), MdL
- Becker, Richard (1887–1955), deutscher Physiker und Hochschullehrer
- Becker, Richard (* 1926), deutscher Journalist, Redakteur und Intendant
- Becker, Richard (* 1991), deutscher Tennisspieler
- Becker, Robert (1916–2014), deutscher Publizist
- Becker, Robert (1946–1993), US-amerikanischer Fernsehregisseur
- Becker, Robert (* 1987), deutscher Shorttracker
- Becker, Robert O. (1923–2008), US-amerikanischer Mediziner
- Becker, Robin (* 1990), deutscher Schauspieler
- Becker, Robin (* 1997), deutscher Fußballspieler
- Becker, Roland (1940–2021), deutscher Politiker (CDU); MdVK, MdB
- Becker, Rolf (1912–1984), deutscher Lehrer und Dichter
- Becker, Rolf (1920–2014), deutscher Verleger, Eigentümer des Verlages Wort und Bild
- Becker, Rolf (1923–2014), deutsch-britischer Schriftsteller
- Becker, Rolf (1928–2022), deutscher Journalist und Schriftsteller
- Becker, Rolf (* 1935), deutscher Schauspieler und Synchron- sowie HörspielsprecherRolf Becker (* 1935)

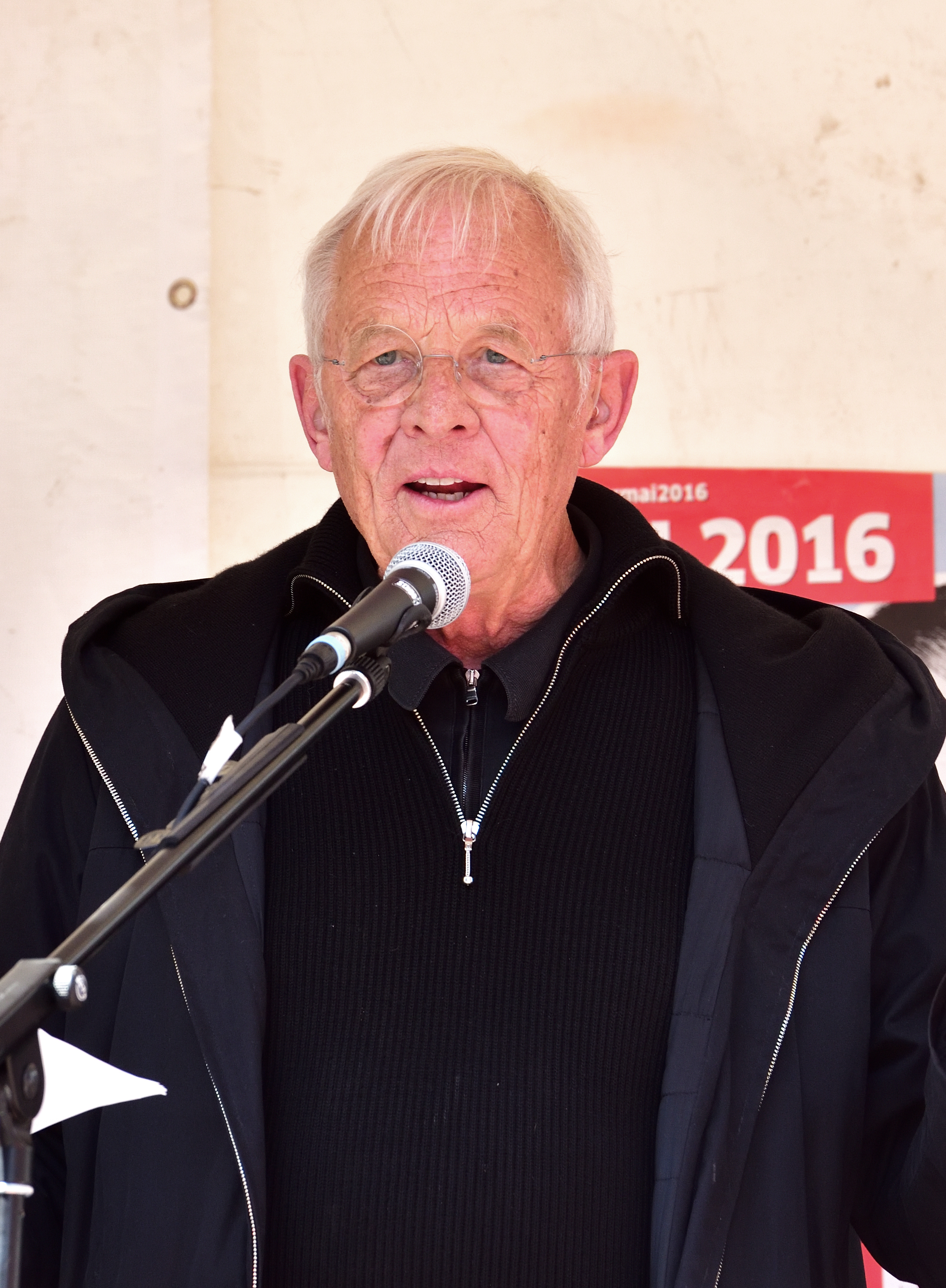
Rolf Becker (* 1935)

- Becker, Roman (1879–1949), deutscher Politiker (SPD), MdR
- Becker, Rose (1929–2019), deutsche Schauspielerin
- Becker, Rudolf (* 1856), deutscher Maler
- Becker, Rudolf (1937–2022), deutscher Unternehmensleiter und Inhaber der Darmstädter Flugzeuggaststätte
- Becker, Rudolph Zacharias (1752–1822), deutscher Autor, Aufklärer und Theologe
- Becker, Rupert (1759–1823), deutscher Schriftsteller und Jurist

##### Becker, S
- Becker, Sabine (* 1959), deutsche Eisschnellläuferin
- Becker, Sabine (* 1965), deutsche Bürgermeisterin Baden-Württemberg
- Becker, Sabine (* 1986), deutsche Chemikerin und Hochschullehrerin
- Becker, Samuel William (1894–1964), US-amerikanischer Dermatologe
- Becker, Sandra (* 1967), deutsche Videokünstlerin
- Becker, Sascha (* 1975), deutscher Journalist und Moderator
- Becker, Sean (* 1975), neuseeländischer Curler
- Becker, Sebastian (* 1979), deutscher Schauspieler und Hörspielsprecher
- Becker, Sebastian (* 1985), deutscher Fußballspieler
- Becker, Sheraldo (* 1995), surinamisch-niederländischer FußballspielerSheraldo Becker (* 1995)

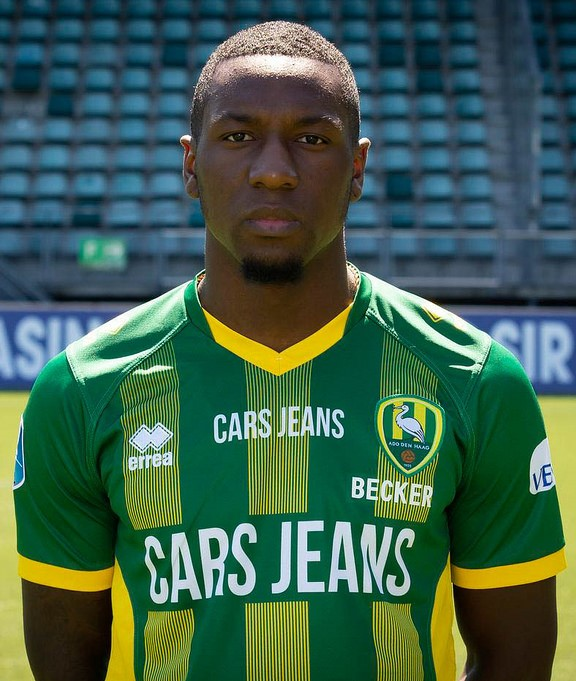
Sheraldo Becker (* 1995)

- Becker, Siegfried (* 1958), deutscher Volkskundler, Märchenforscher und Hochschullehrer
- Becker, Sophie (* 1997), irische Sprinterin
- Becker, Sophinette (1950–2019), deutsche Psychotherapeutin, Sexualwissenschaftlerin und Autorin
- Becker, Stefanie (* 1982), deutsche Fußballspielerin
- Becker, Stefanie I. (* 1976), deutsche Experimentalpsychologin
- Becker, Stephan (1949–2019), deutscher Psychotherapeut und Autor
- Becker, Stephan (* 1960), deutscher Virologe, Professor für Virologie und Leiter des Instituts für Virologie an der Universität Marburg
- Becker, Stephan, deutscher Jazzpianist und -komponist
- Becker, Susanne (* 1971), deutsche Fußballtorhüterin
- Becker, Sven (* 1968), deutscher Gynäkologe und Hochschullehrer

##### Becker, T
- Becker, Tabea (* 1970), deutsche Germanistin
- Becker, Theo (1916–1991), deutscher Chirurg und Hochschullehrer
- Becker, Theo (1927–2006), deutscher Önologe
- Becker, Theodor (1840–1928), deutscher Bauingenieur und Entomologe
- Becker, Theodor (1880–1952), deutscher SchauspielerTheodor Becker (1880–1952)

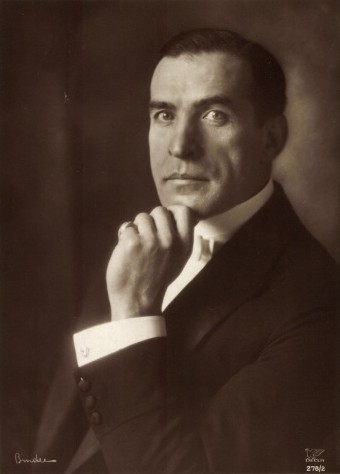
Theodor Becker (1880–1952)

- Becker, Theophil (1872–1933), deutscher Militärarzt, Neurologe und Psychiater
- Becker, Théophile (1906–1942), luxemburgischer römisch-katholischer Geistlicher und Märtyrer
- Becker, Thomas (* 1948), US-amerikanischer Bobsportler
- Becker, Thomas (1953–2006), deutscher Architekt
- Becker, Thomas (1955–2014), deutscher Germanist
- Becker, Thomas (* 1960), deutscher Kulturwissenschaftler
- Becker, Thomas (* 1967), deutscher Kanute
- Becker, Thomas Andrew (1832–1899), US-amerikanischer Geistlicher und römisch-katholischer Bischof von Savannah
- Becker, Thorsten (* 1958), deutscher Schriftsteller
- Becker, Thorsten (* 1980), deutscher Fußballspieler
- Becker, Tilla (* 1981), deutsche Basketballspielerin
- Becker, Tilman (* 1954), deutscher Agrarökonom, Hochschullehrer und Glücksspielexperte
- Becker, Tim (* 1981), deutscher Bauchredner und Comedian
- Becker, Timo (* 1967), deutscher Fußballspieler
- Becker, Timo (* 1989), deutscher Fußballspieler
- Becker, Timo (* 1997), deutscher FußballspielerTimo Becker (* 1997)

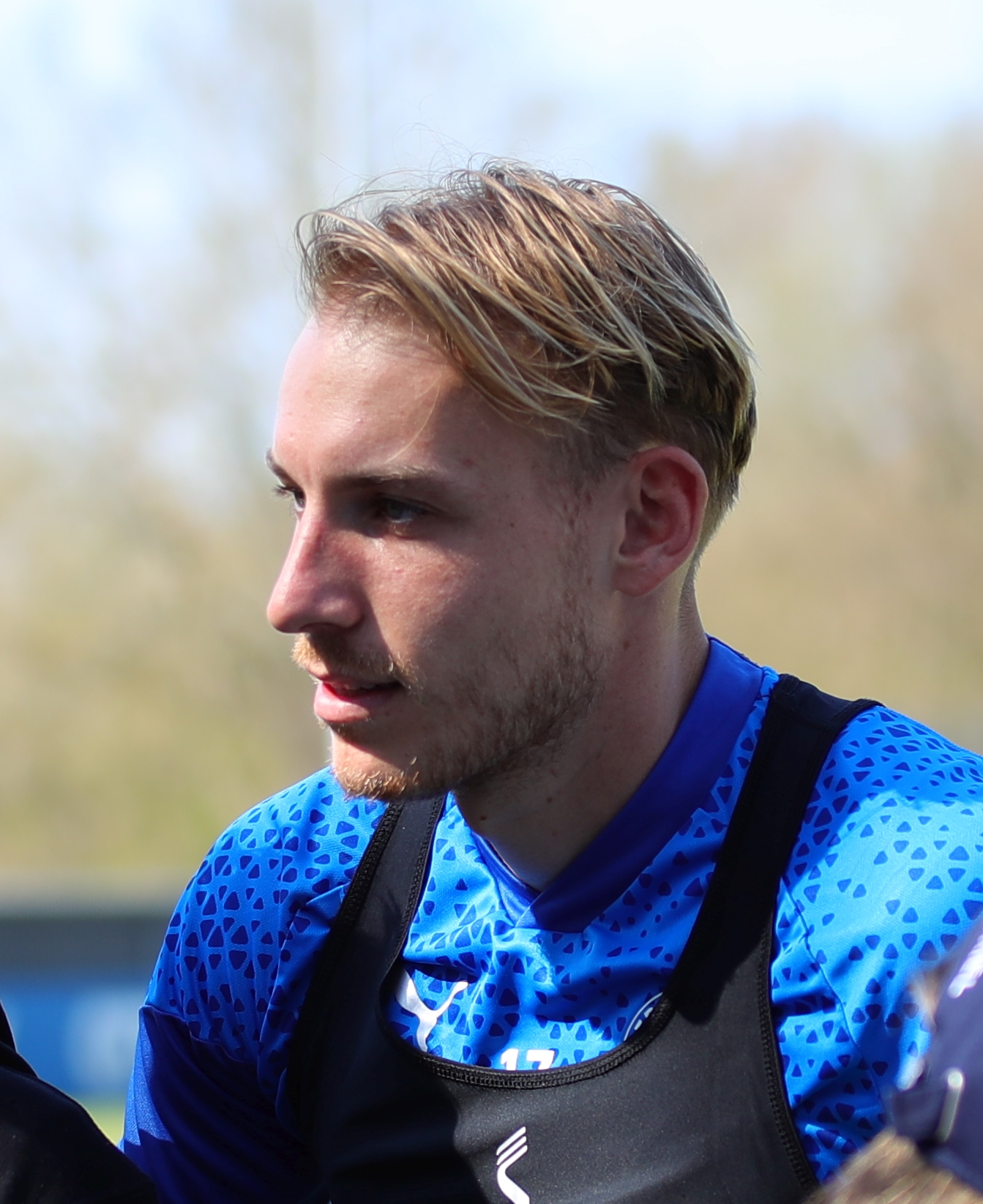
Timo Becker (* 1997)

- Becker, Tobias (* 1978), deutscher DJ und Künstler
- Becker, Tobias (* 1980), deutscher Historiker und Hochschullehrer
- Becker, Tobias (* 1984), deutscher Jazzmusiker, Pianist, Komponist, Arrangeur und Hochschullehrer
- Becker, Tobias Johannes (1649–1710), Bischof von Königgrätz
- Becker, Tom (* 1950), US-amerikanischer Basketballtrainer
- Becker, Tom (* 1979), deutscher Radiomoderator
- Becker, Tom (* 1981), britischer Jugendbuchautor
- Becker, Tony (* 1963), US-amerikanischer Schauspieler

##### Becker, U
- Becker, Udo (* 1957), deutscher Ingenieur, Professor für Verkehrsökologie an der Technischen Universität Dresden
- Becker, Uli (* 1953), deutscher Schriftsteller
- Becker, Ulrich (* 1930), deutscher evangelischer Theologe und Hochschullehrer
- Becker, Ulrich (* 1958), deutscher Verleger und Schriftsteller, Esperantist
- Becker, Ulrich (* 1960), deutscher Rechtswissenschaftler
- Becker, Ulrich Justus Hermann (1791–1843), deutscher Gymnasiallehrer
- Becker, Ulrike (* 1959), deutsche Übersetzerin und Kulturmanagerin
- Becker, Ulrike (* 1973), deutsche Fußballspielerin
- Becker, Uwe (* 1954), deutscher Satiriker
- Becker, Uwe (* 1955), deutscher Mittelstreckenläufer
- Becker, Uwe (* 1959), deutscher Fußballspieler
- Becker, Uwe (* 1961), deutscher evangelischer Theologe und Professor für Altes Testament
- Becker, Uwe (* 1969), deutscher Politiker (CDU)
- Becker, Uwe Alexander (* 1963), deutscher Brigadegeneral des Heeres der Bundeswehr und seit 28. August 2018 Director des NATO Advisory Liaison Team (NALT) im Kosovo

##### Becker, V
- Becker, Valentin Eduard (1814–1890), deutscher Komponist
- Becker, Verena (* 1952), deutsche Terroristin, ehemaliges Mitglied der Bewegung 2. Juni und der RAF
- Becker, Vitalie (* 2005), deutscher Fußballspieler
- Becker, Volker (* 1946), deutscher Fußballspieler

##### Becker, W
- Becker, Walter (1893–1984), deutscher Maler und Grafiker
- Becker, Walter (* 1907), deutscher Leichtathlet
- Becker, Walter (1931–2017), deutscher Wirtschaftshistoriker
- Becker, Walter (1932–2012), deutscher Radrennfahrer
- Becker, Walter (1950–2017), US-amerikanischer MusikerWalter Becker (1950–2017)

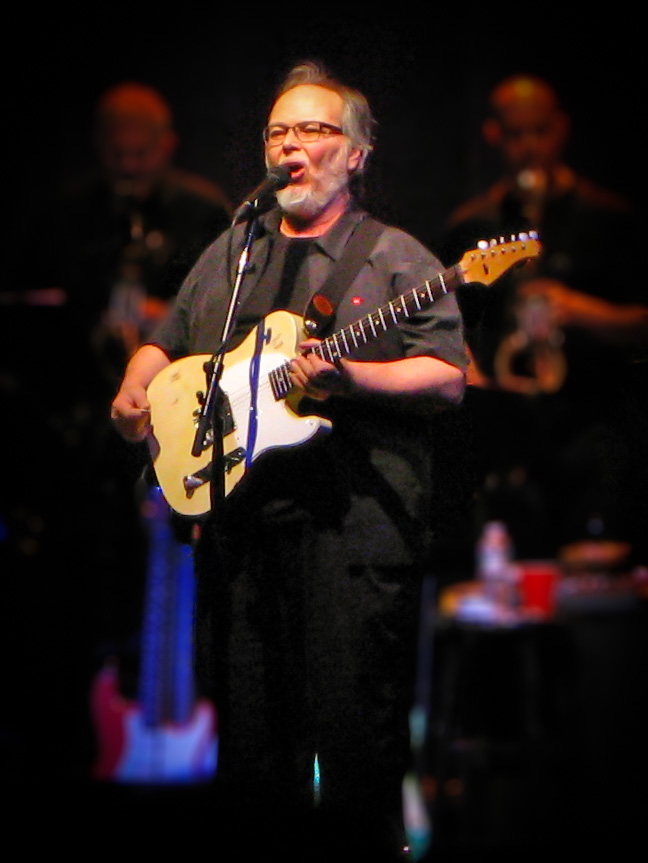
Walter Becker (1950–2017)

- Becker, Walter (* 1956), deutscher Sänger, Schauspieler und Regisseur
- Becker, Walter Gustav (1905–1985), deutscher Jurist und Hochschullehrer
- Becker, Walther (1894–1973), deutscher Diplomat
- Becker, Wayland (1910–1984), US-amerikanischer American-Football-Spieler
- Becker, Werner (1904–1981), römisch-katholischer Theologe
- Becker, Werner (1924–1984), deutscher Kunsthistoriker, Museumsleiter und Politiker (DDR-CDU)
- Becker, Werner (1927–1980), deutscher Psychoanalytiker, Aktivist der Homophilenbewegung
- Becker, Werner (1937–2009), deutscher Philosoph
- Becker, Werner (* 1943), deutscher Musiker, Arrangeur und Musikproduzent
- Becker, Wilhard (1927–2017), deutscher Baptistenpastor, Psychotherapeut, Schriftsteller
- Becker, Wilhelm (1860–1933), deutscher Konteradmiral der Kaiserlichen Marine
- Becker, Wilhelm (1874–1928), deutscher Botaniker
- Becker, Wilhelm (1883–1956), deutscher Unternehmer, Oberbürgermeister von Pforzheim
- Becker, Wilhelm (* 1886), preußischer Landrat
- Becker, Wilhelm (1891–1957), deutscher Politiker (NSDAP), MdR
- Becker, Wilhelm (1907–1996), deutscher Astronom
- Becker, Wilhelm (1913–1994), deutscher Unternehmer; Gründer des Autohauses Auto Becker
- Becker, Wilhelm Adolf (1796–1846), deutscher Klassischer Archäologe und Altertumswissenschaftler
- Becker, Wilhelm Gottlieb (1753–1813), deutscher Belletrist und Kunstschriftsteller
- Becker, Wilhelm Gustav (1812–1874), deutschstämmiger Arzt, Augenarzt, Hochschullehrer in Kiew
- Becker, Wilhelm Josef (1890–1974), deutscher Journalist und Schriftsteller
- Becker, Wilhelm Martin (1874–1957), deutscher Lehrer und Historiker
- Becker, Wilhelm von (1835–1924), deutscher Politiker
- Becker, Willi (1918–1977), deutscher Politiker (SPD), MdLWilli Becker (1918–1977)

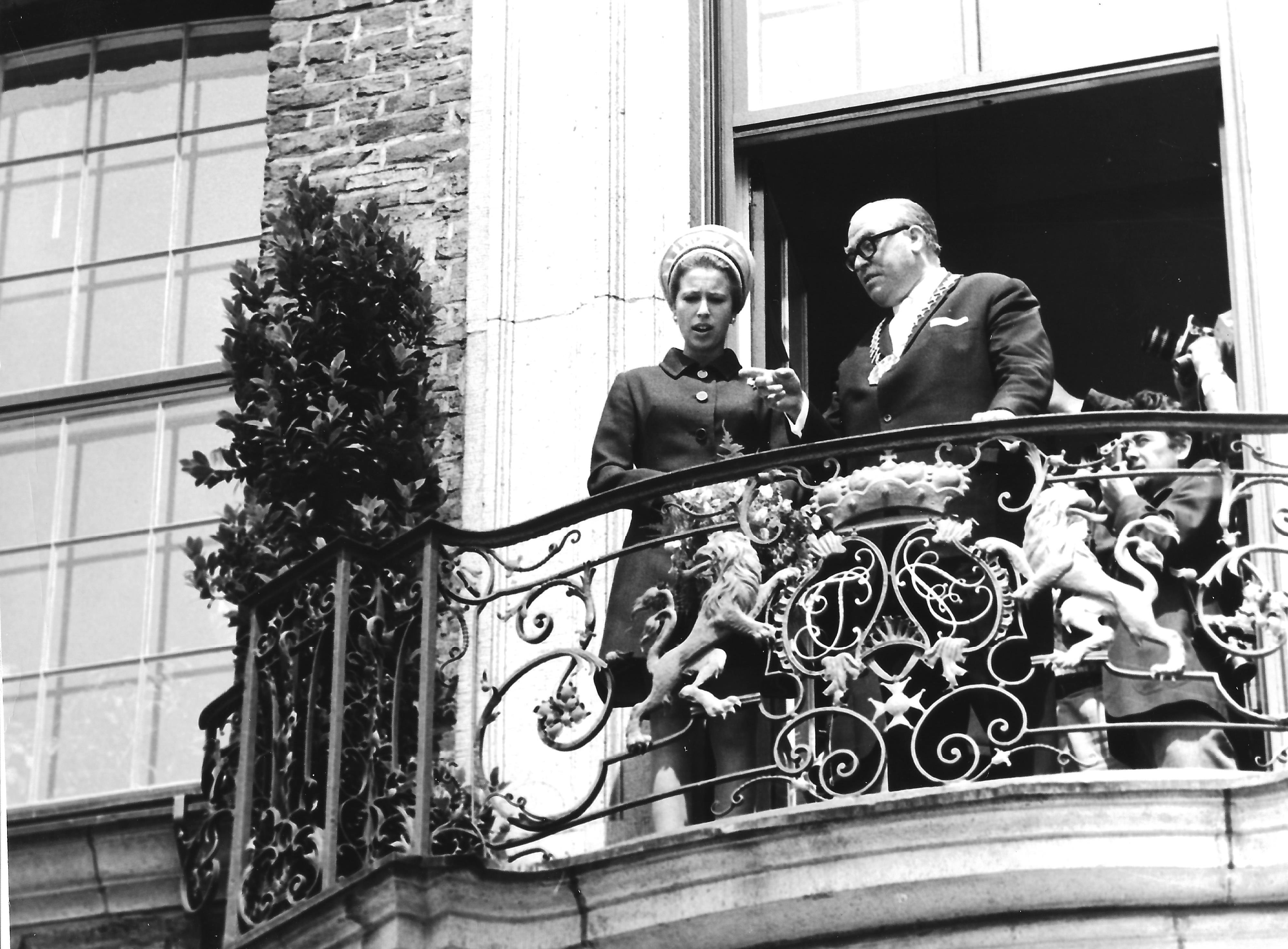
Willi Becker (1918–1977)

- Becker, Willy (1881–1956), deutscher Theaterregisseur und -intendant
- Becker, Willy (1890–1945), deutscher Politiker (NSDAP), MdR, MdL
- Becker, Willy (1903–1987), deutscher Landschaftsmaler
- Becker, Winfried (* 1941), deutscher Historiker
- Becker, Winfried (* 1960), deutscher Politiker (SPD)
- Becker, Wolfgang, deutscher Poolbillardspieler
- Becker, Wolfgang (1910–2005), deutscher Filmregisseur und Filmeditor
- Becker, Wolfgang (1936–2024), deutscher Kunsthistoriker und ehemaliger Museumsdirektor
- Becker, Wolfgang (* 1938), deutscher Politiker (SPD), Oberbürgermeister von Herne
- Becker, Wolfgang (1943–2012), deutscher Medienwissenschaftler
- Becker, Wolfgang (1953–2023), deutscher Wirtschaftswissenschaftler
- Becker, Wolfgang (1954–2024), deutscher Filmregisseur und DrehbuchautorWolfgang Becker (1954–2024)

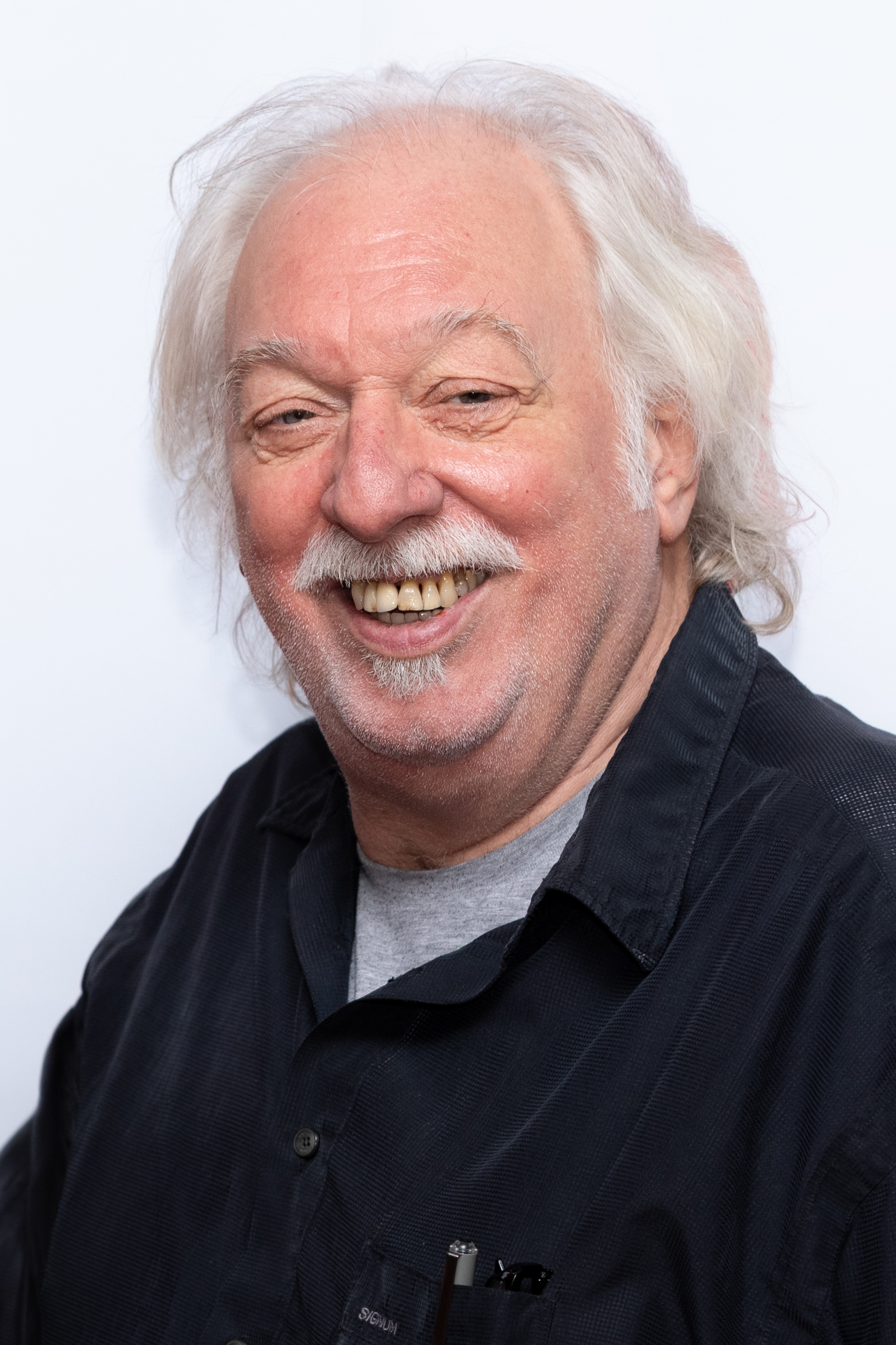
Wolfgang Becker (1954–2024)

- Becker, Wolfgang (* 1968), deutscher Koch

##### Becker, Y
- Becker, Yannic (* 1988), deutscher Schauspieler
- Becker, Yannis (* 1991), deutscher Fußballspieler

##### Becker, Z
- Becker, Zdenka (* 1951), österreichische Schriftstellerin

#### Becker-

##### Becker-B
- Becker-Bender, Tanja (* 1978), deutsche Violinistin
- Becker-Berke, Helmar (1906–1980), deutscher Maler, Zeichner, Grafiker und Illustrator
- Becker-Bettermann, Glore (1904–1980), deutsche Malerin
- Becker-Birck, Hans-Henning (1937–2013), deutscher Verwaltungsjurist und Kommunalbeamter
- Becker-Brüser, Wolfgang (* 1949), deutscher Arzt, Apotheker und Publizist

##### Becker-C
- Becker-Cantarino, Barbara (* 1937), deutsche Germanistin
- Becker-Carus, Christian (* 1936), deutscher Naturwissenschaftler, Psychologe und Schlafforscher
- Becker-Carus, Ewald (1902–1995), deutscher Maler, Graphiker und Kunsterzieher
- Becker-Christensen, Henrik (* 1950), dänischer Historiker

##### Becker-D
- Becker-Dey, Courtenay (* 1965), US-amerikanische Seglerin
- Becker-Dillingen, Josef (1891–1983), deutscher Land- und Gartenbauwissenschaftler
- Becker-Donner, Etta (1911–1975), österreichische Ethnologin
- Becker-Döring, Ilse (1912–2004), deutsche Politikerin (SPD), MdL

##### Becker-E
- Becker-Eberhard, Ekkehard (* 1952), deutscher Jurist und Hochschullehrer
- Becker-Egner, Liselotte (1931–2015), deutsche Opernsängerin (Sopran) und Gesangspädagogin
- Becker-Ernst, Erna (1885–1945), deutsche Komponistin

##### Becker-F
- Becker-Foss, Hans Christoph (* 1949), deutscher Organist und Chorleiter
- Becker-Freyseng, Hermann (1910–1961), deutscher Mediziner, Angeklagter im Nürnberger ÄrzteprozessHermann Becker-Freyseng (1910–1961)

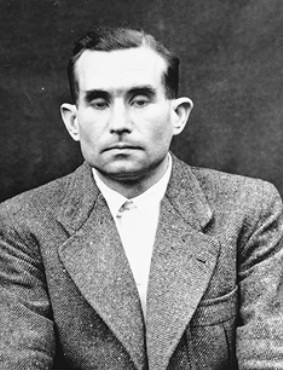
Hermann Becker-Freyseng (1910–1961)

- Becker-Fuhr, Angela (* 1946), deutsche Malerin

##### Becker-G
- Becker-Gundahl, Carl Johann (1856–1925), deutscher Maler und Hochschullehrer

##### Becker-H
- Becker-Heyer, Rudolf Albert (1862–1928), deutscher Maler, Illustrator und Radierer
- Becker-Hornickel, Barbara (* 1953), deutsche Ökonomin und Politikerin (FDP)
- Becker-Huberti, Manfred (* 1945), deutscher römisch-katholischer Theologe und Lehrbeauftragter

##### Becker-I
- Becker-Inglau, Ingrid (* 1946), deutsche Politikerin (SPD), MdB

##### Becker-J
- Becker-Jákli, Barbara (* 1952), deutsche Historikerin und Fachautorin

##### Becker-K
- Becker-Krier, Lily (1898–1981), luxemburgische Frauenrechtlerin und Gewerkschafterin

##### Becker-L
- Becker-Larsen, Lars (* 1957), dänischer Dokumentarfilmemacher
- Becker-Leber, Hans-Josef (1876–1962), deutscher Landschafts- und Porträtmaler
- Becker-Leber, Sophia (1869–1952), deutsche Blumenmalerin
- Becker-Leeser, Helga (1928–2018), deutsche Autorin und Überlebende des Holocaust

##### Becker-M
- Becker-Marx, Kurt (1921–2004), deutscher Verwaltungsjurist
- Becker-Meisberger, Maria (1925–1999), deutsche Autorin, Mundartdichterin und Übersetzerin
- Becker-Mrotzek, Michael (* 1957), deutscher Germanist und Linguistikdidaktiker

##### Becker-N
- Becker-Neumann, Christiane (1778–1797), deutsche Schauspielerin

##### Becker-P
- Becker-Pinkston, Elizabeth (1903–1989), US-amerikanische Wasserspringerin und zweifache Olympiasiegerin

##### Becker-S
- Becker-Sassenhof, Ernst (1900–1968), deutscher Architekt
- Becker-Schmidt, Regina (1937–2024), deutsche Soziologin
- Becker-Schrader, Inge (1921–2003), deutsche Malerin und Grafikerin
- Becker-Stoll, Fabienne (* 1967), deutsche Psychologin und Direktorin des Staatsinstituts für Frühpädagogik

##### Becker-T
- Becker-Toussaint, Hildegard (* 1944), deutsche Juristin

#### Beckera
- Beckerath, Adolf von (1834–1915), deutscher Kunstsammler
- Beckerath, Alfred von (1901–1978), deutscher Komponist und Dirigent
- Beckerath, Erwin von (1889–1964), deutscher Ökonom und Widerstandskämpfer
- Beckerath, Gustav Adolf von (1859–1938), deutscher Verwaltungsbeamter
- Beckerath, Helene von (1872–1946), deutsche Malerin
- Beckerath, Herbert von (1886–1966), deutscher Ökonom und Hochschullehrer
- Beckerath, Hermann von (1801–1870), deutscher Politiker und Bankier
- Beckerath, Hermann von (1909–1964), deutscher Cellist
- Beckerath, Jürgen von (1920–2016), deutscher Ägyptologe
- Beckerath, Moritz von (1838–1896), deutscher Historienmaler
- Beckerath, Paul Gert von (1917–2009), deutscher Volkswirt
- Beckerath, Rudolf von (1863–1945), deutscher Jurist und Polizeipräsident der Polizeidirektion Hannover
- Beckerath, Rudolf von (1907–1976), deutscher Orgelbauer
- Beckerath, Willy von (1868–1938), deutscher Maler und Professor an der Kunstgewerbeschule Hamburg
- Beckerath, Wolf von (1896–1944), deutscher Maler

#### Beckerh
- Beckerhoff, Florian (* 1976), deutscher Autor und Herausgeber
- Beckerhoff, Uli (* 1947), deutscher Jazz-Trompeter

#### Beckerl
- Beckerle, Adolf (1902–1976), deutscher SA-Funktionär und Politiker (NSDAP), MdRAdolf Beckerle (1902–1976)

Adolf Beckerle (1902–1976)

- Beckerle, Monika (* 1943), deutsche Schriftstellerin
- Beckerlee, Franz (* 1942), dänischer Musiker (Saxophon, Gitarre) und Künstler

#### Beckerm
- Beckerman, Ilene (* 1935), US-amerikanische Schriftstellerin und Journalistin
- Beckerman, Kyle (* 1982), US-amerikanischer Fußballspieler
- Beckermann, Ansgar (* 1945), deutscher Philosoph und Hochschullehrer an der Universität Bielefeld
- Beckermann, Eberhard (1576–1641), General im Dreißigjährigen Krieg
- Beckermann, Franz (1903–1976), deutscher Internist und Hochschullehrer
- Beckermann, Ruth (* 1952), österreichische Dokumentarfilmerin und AutorinRuth Beckermann (* 1952)

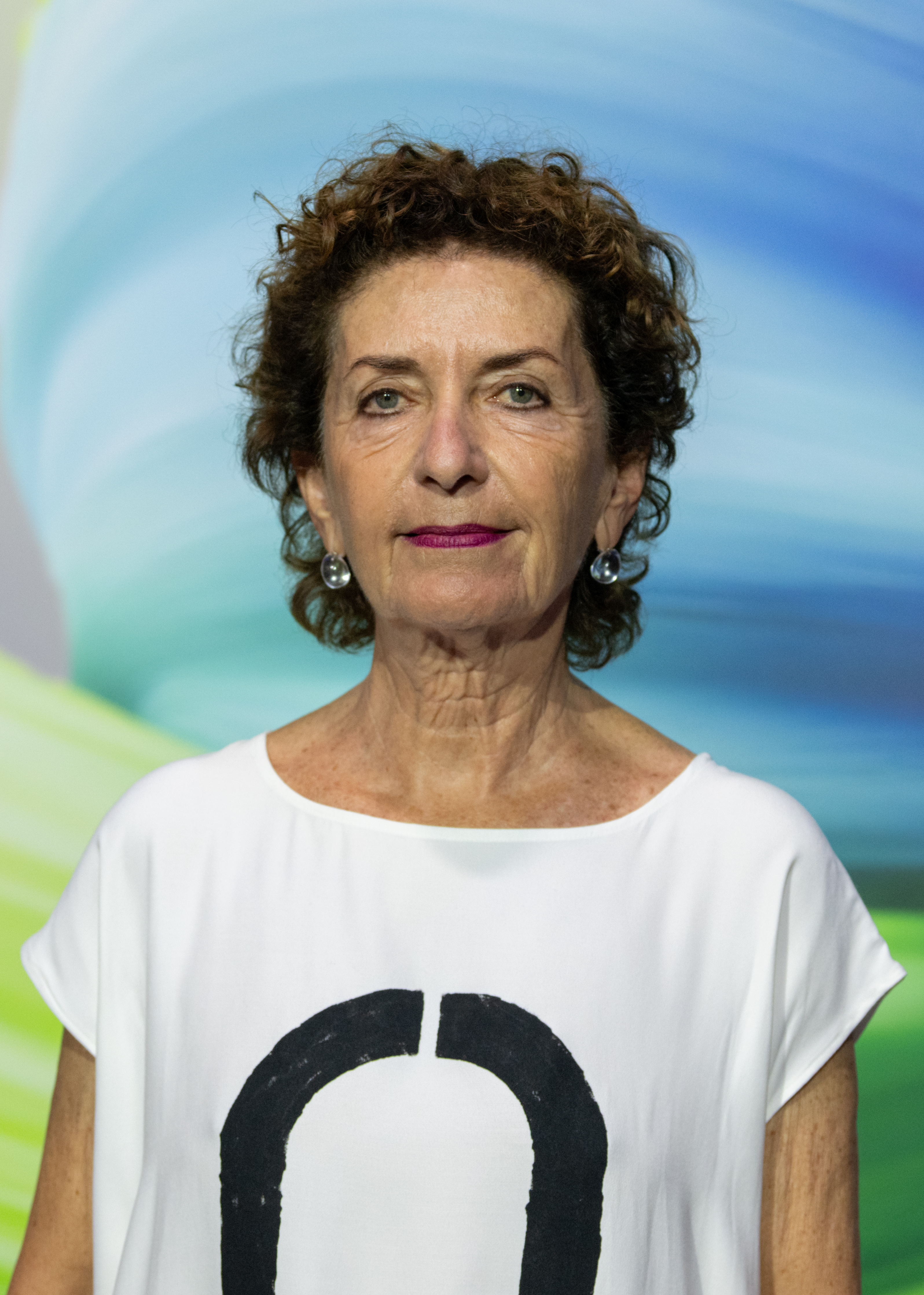
Ruth Beckermann (* 1952)

- Beckermann, Wolfgang (* 1959), deutscher Kommunalpolitiker und Verwaltungsbeamter

#### Beckers
- Beckers zu Westerstetten, Joseph Heinrich von (1764–1840), Graf und österreichischer Feldmarschallleutnant
- Beckers zu Westerstetten, Karl August von (1770–1832), bayerischer General der Infanterie
- Beckers, André (1927–2021), belgischer Comicautor
- Beckers, Astrid (* 1965), deutsche Turnerin
- Beckers, Chris (* 1953), niederländischer Fusionmusiker
- Beckers, Christine (* 1943), belgische Rundstrecken- und Rallyefahrerin
- Beckers, Eugène (1940–2022), niederländischer Radrennfahrer
- Beckers, Günther (* 1953), deutscher Künstler
- Beckers, Hans (1892–1971), deutscher Matrose, Teilnehmer an Matrosenrevolte 1917
- Beckers, Hans (1902–1984), deutscher Architekt
- Beckers, Hubert (1806–1889), deutscher Philosoph
- Beckers, Marc (* 1973), deutscher Fußballspieler
- Beckers, Matthias (1900–1985), deutscher römisch-katholischer Pfarrer und Friedensaktivist
- Beckers, Otto (1879–1944), preußischer Oberlehrer
- Beckers, Paul (1878–1965), deutscher Komiker
- Beckers, Ria (1938–2006), niederländische Politikerin
- Beckers, Tilmann (1887–1957), deutscher Politiker (CDU), Oberbürgermeister von Bochum
- Beckers, Wilhelm Nicolaus († 1705), Leibarzt Kaiser Leopolds I.
- Beckers-Vieujant, Pierre-Olivier (* 1960), belgischer Geschäftsmann und Sportfunktionär
- Beckersachs, Karl (1881–1951), deutscher Schauspieler
- Beckershoff, Wilhelm (1806–1873), deutscher Bauunternehmer, Steinbruchbesitzer und Kommunalpolitiker

#### Beckert
- Beckert, Aloys (* 1814), deutscher Revolutionär
- Beckert, Ernst (1840–1909), deutscher Unternehmer und Erfinder
- Beckert, Franz (1907–1973), deutscher Turner
- Beckert, Friederike (1775–1839), deutsche Schriftstellerin
- Beckert, Fritz (1877–1962), deutscher Maler und Hochschullehrer
- Beckert, Fritz (* 1925), deutscher Pädagogischer Psychologe
- Beckert, Gerrit (* 1958), deutscher Fußballspieler
- Beckert, Hannsgeorg (1927–1978), deutscher Architekt
- Beckert, Herbert (1920–2004), deutscher Mathematiker
- Beckert, Jens (* 1967), deutscher SoziologeJens Beckert (* 1967)

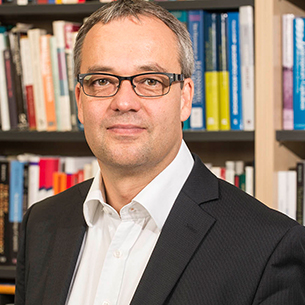
Jens Beckert (* 1967)

- Beckert, Lothar (1931–2017), deutscher Leichtathlet
- Beckert, Manfred (1926–2007), deutscher Ingenieur (Schweißtechnik) und Hochschullehrer; Rektor
- Beckert, Matthias (* 1976), deutscher Dirigent, Chorleiter und Hochschullehrer
- Beckert, Patrick (* 1990), deutscher Eisschnellläufer
- Beckert, Patrick Roy (* 1990), deutscher Schauspieler
- Beckert, Paul (1856–1922), deutscher Porträt- und Kirchenmaler
- Beckert, Paul (1885–1949), deutscher Architekt
- Beckert, Peter (1927–1988), deutscher Puppenspieler, Puppengestalter, Autor und Theaterregisseur
- Beckert, Rainer (* 1952), deutscher Chemiker und Professor für organische Chemie
- Beckert, Stephanie (* 1988), deutsche Eisschnellläuferin
- Beckert, Sven (* 1965), deutscher HistorikerSven Beckert (* 1965)

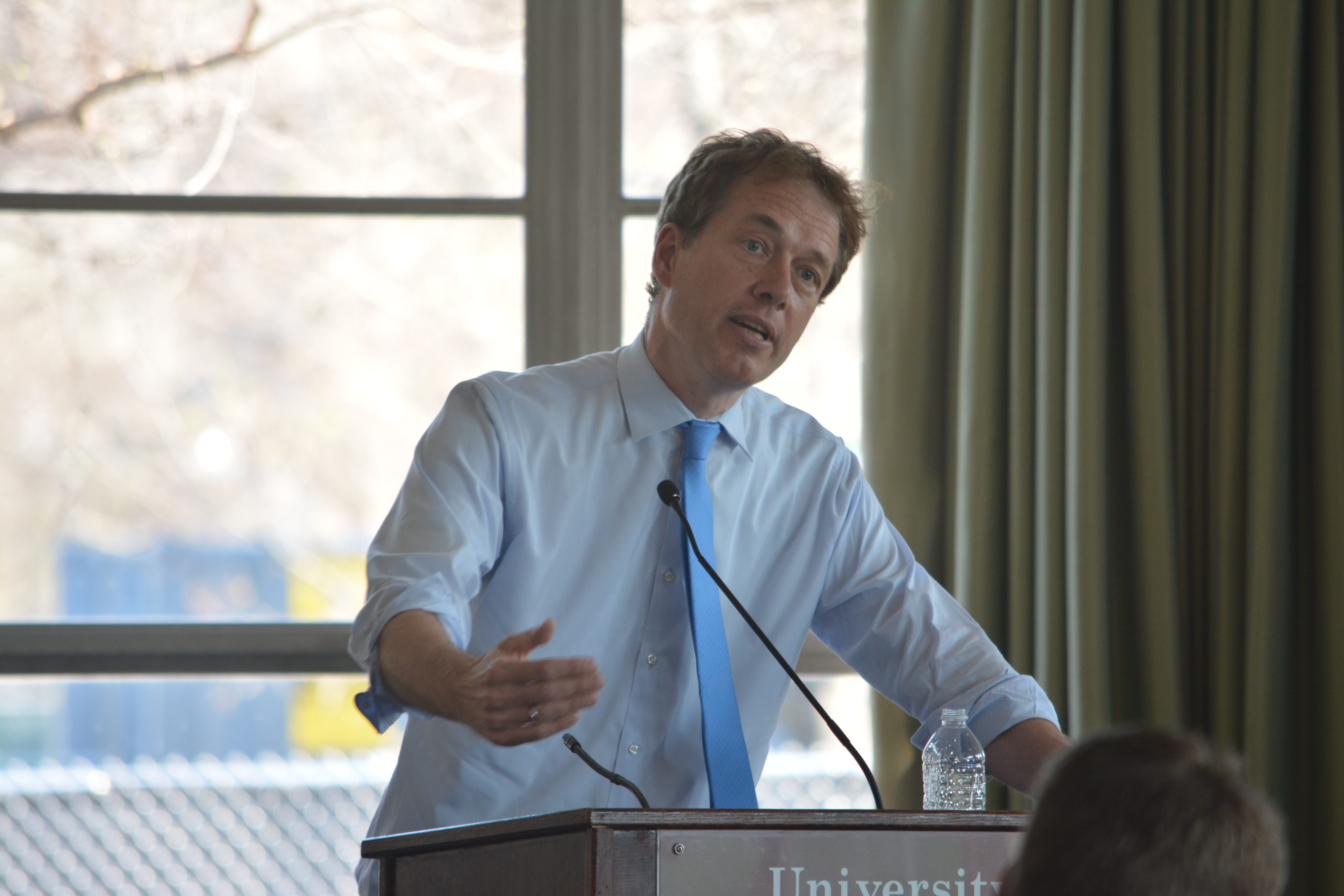
Sven Beckert (* 1965)

- Beckert, Tom (1926–2017), US-amerikanischer Tonmeister
- Beckert, Trutz (1944–1988), deutscher Fernsehjournalist und -moderator
- Beckert, Ulfert Paul (1937–1993), deutscher Fotograf
- Beckert-Stamm, Anke (* 1940), deutsche Hörspielautorin, -produzentin und -bearbeiterin

### Becket
- Becket, Welton (1902–1969), US-amerikanischer Architekt
- Beckett, Ada à (1872–1948), australische Biologin und Hochschullehrerin
- Beckett, Andreas (* 1968), deutscher Schauspieler
- Beckett, Andy (* 1969), britischer Historiker und Journalist
- Beckett, Barbara, nordirische Badmintonspielerin
- Beckett, Barry (1943–2009), US-amerikanischer Keyboarder und Musikproduzent
- Beckett, Bernard (* 1967), neuseeländischer Schriftsteller
- Beckett, Chris (* 1955), britischer Schriftsteller und Hochschullehrer
- Beckett, Clarice (1887–1935), australische Künstlerin des Tonalismus
- Beckett, Harry (1935–2010), britischer Jazz-Trompeter und Flügelhornist
- Beckett, Joel (* 1973), britischer Schauspieler
- Beckett, Josh (* 1980), US-amerikanischer Baseballspieler
- Beckett, Julia (* 1986), britische Schwimmerin
- Beckett, Margaret (* 1943), britische Politikerin, Mitglied des House of Commons
- Beckett, Ray, britischer Tontechniker
- Beckett, Rob (* 1986), britischer Komiker, Moderator und Schauspieler
- Beckett, Samuel (1906–1989), irischer Schriftsteller und LiteraturnobelpreisträgerSamuel Beckett (1906–1989)

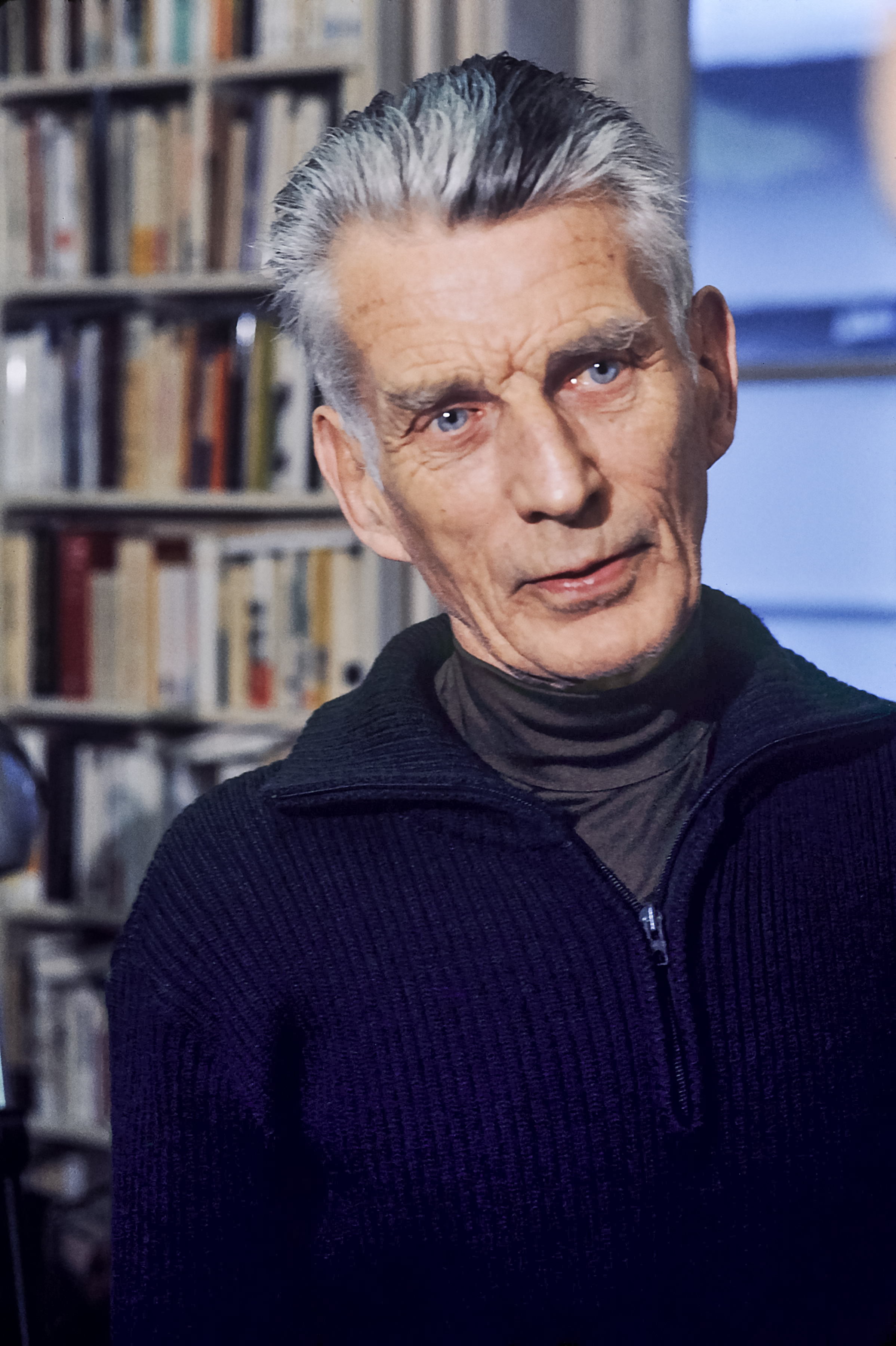
Samuel Beckett (1906–1989)

- Beckett, Scotty (1929–1968), US-amerikanischer Filmschauspieler
- Beckett, Simon (* 1968), britischer Autor und Journalist
- Beckett, Steve (* 1963), britischer Labelbetreiber
- Beckett, Ted a’ (1907–1989), australischer Cricketspieler
- Beckett, Vinton (1923–2018), jamaikanische Hochspringerin, Weitspringerin und Hürdenläuferin
- Beckett, Wendy (1930–2018), südafrikanische Kunstexpertin, geweihte Jungfrau und Eremitin

### Beckey
- Beckey, Fred (1923–2017), deutsch-amerikanischer Alpinist